# تاريخ الفيزياء

"لقدت استطعت الرؤية أبعد بالوقوف على أكتاف العلماء" - إسحاق نيوتن

الفيزياء (كلمة يونانية قديمة "φύσις" بمعنى الطبيعة) هو فرع من الفروع الأساسية للعلوم نشأت وتطورت من دراسة الطبيعة والفلسفة، حتى قرب نهاية القرن التاسع عشر عندما ظهر مفهوم فلسفة الطبيعة. والآن يمكن تعريف الفيزياء بأنها دراسة المادة، الطاقة والعلاقة بينهما. تعدّ الفيزياء عند البعض أقدم وأبسط العلوم المهتمة بتفسير عمل الأمور، بما أن المادة والطاقة هي الأشكال الأساسية لكل ما هو موجود. بينما تعدّ العلوم الأخرى فروعا للفيزياء أو انشقت من الفيزياء لتصبح علوما في حد ذاتها. يمكن تقسيم الفيزياء إلى فيزياء كلاسيكية وفيزياء حديثة.

## التاريخ القديم

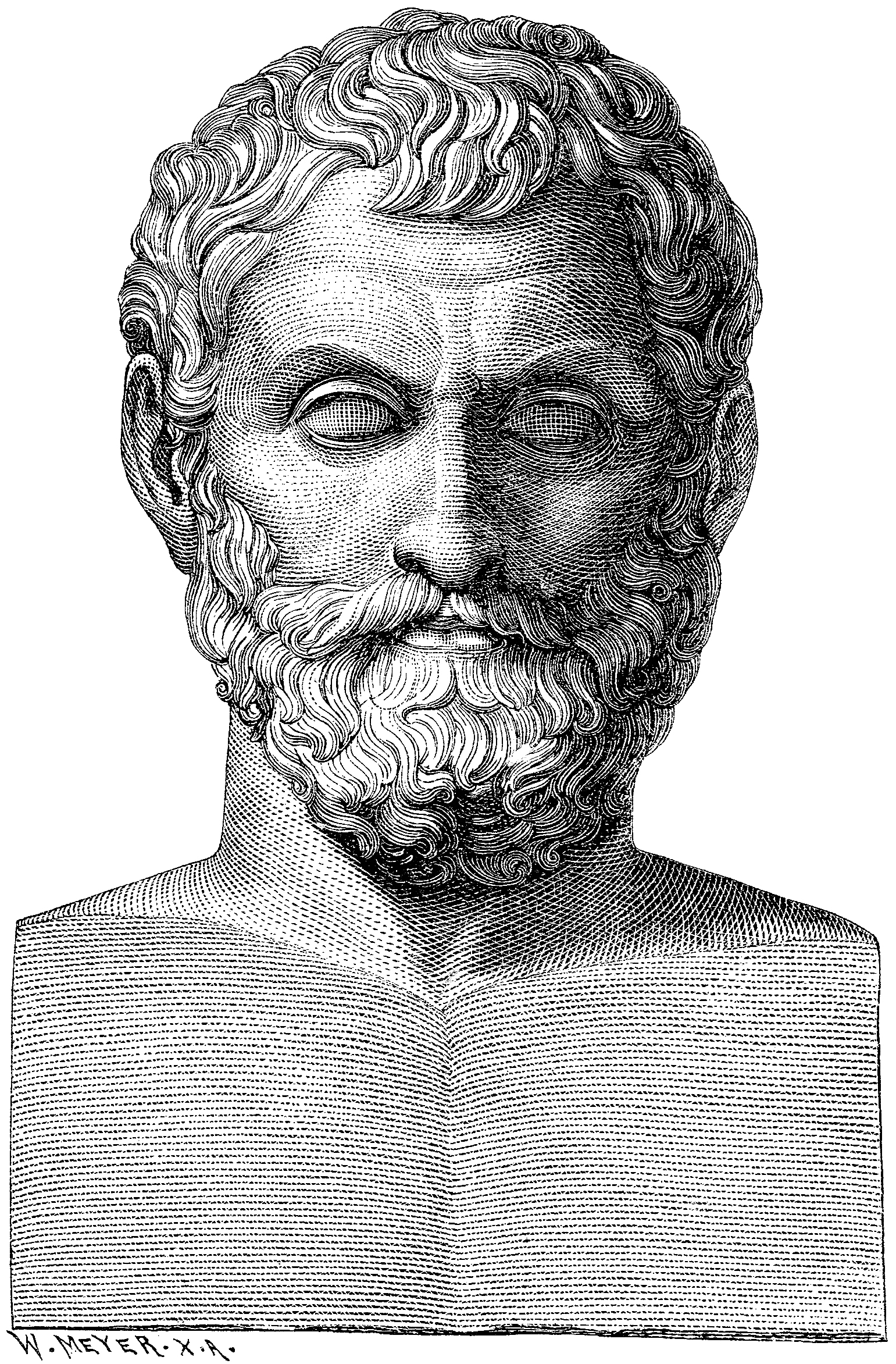
طاليس الملطي من ميليتوس

يمكن اعتبار كلا من علوم الفلك، البصريات والميكانيكا علوما مشتقة من الفيزياء استخدمت مبادئ الرياضيات لتصبح علوما خاصة. بدأت هذه المبادئ مع بداية العصور القديمة كالبابليين والكتاب الهلنستية مثل أرخميدس وبطليموس. في أثناء ذلك إهتمت الفلسفة القديمة بشرح الطبيعة من خلال افكار مثل حالات المادة الأربعة لأرسطو.
البابليون (حوالي 1800 قبل الميلاد)
1. اهتم البابليون بالضبط الدقيق للظواهر الفيزيائية، وبخاصة الظهور الأول للهلال باستخدامهم دائرة الأبراج كمرجع، وقد استطاعوا في حوالي القرن 4 قبل الميلاد من تطوير طريقة حسابية معقدة مكنتهم من التنبؤ بالظهور الأول.
2. وجد البابليون العلاقة بين التقويميين القمري والشمسي تتكون من دورة ذات 19 عام تضم 7 سنوات ذات 13 شهر قمري و12 سنة ذات 12 شهرا، كما تدعى هذه الدورة الميتونية، نسبة إلى ميتون الذي اقترحها في العام 432ق.م، ولها أهمية كبيرة باعتبارها وسيلة لتحديد أحد الفصح في التقويم المسيحي.
3. الفلك البابلي قسم اليوم إلى 60 دقيقة في كل ساعة واستبدل ساعة الفلكيين بساعة (التي تختلف باختلاف الليل والنهار وفق الفصول) إلى ساعة متساوية التقسيمات
4. طرائقهم الرياضية كان لها أهمية كبيرة في تألق علوم الفلك في اليونان فيما بعد

### اليونان القديمة
بدأت حركة الفهم العقلاني لللطبيعة في اليونان تقرييا مع فلاسفة ما قبل سقراط (650- 480 قبل الميلاد). أطلق على الفيلسوف طاليس الملطي من ميليتوس (القرن السابع والسادس قبل الميلاد) أبو العلوم لرفضة التصديق على العديد من التفسيرات خارقة الطبيعة، التفسيرات الدينية والأسطورية للظواهر الطبيعية، معلنا أن كل ما يحدث للطبيعة له تفسير علمي. أعلن طاليس في عام 580 قبل الميلاد أن الماء هو العنصر الأساسي ومصدر الحياة، كما أجرى اختبارات بسيطة على التجاذب والتنافر المغناطيسي.

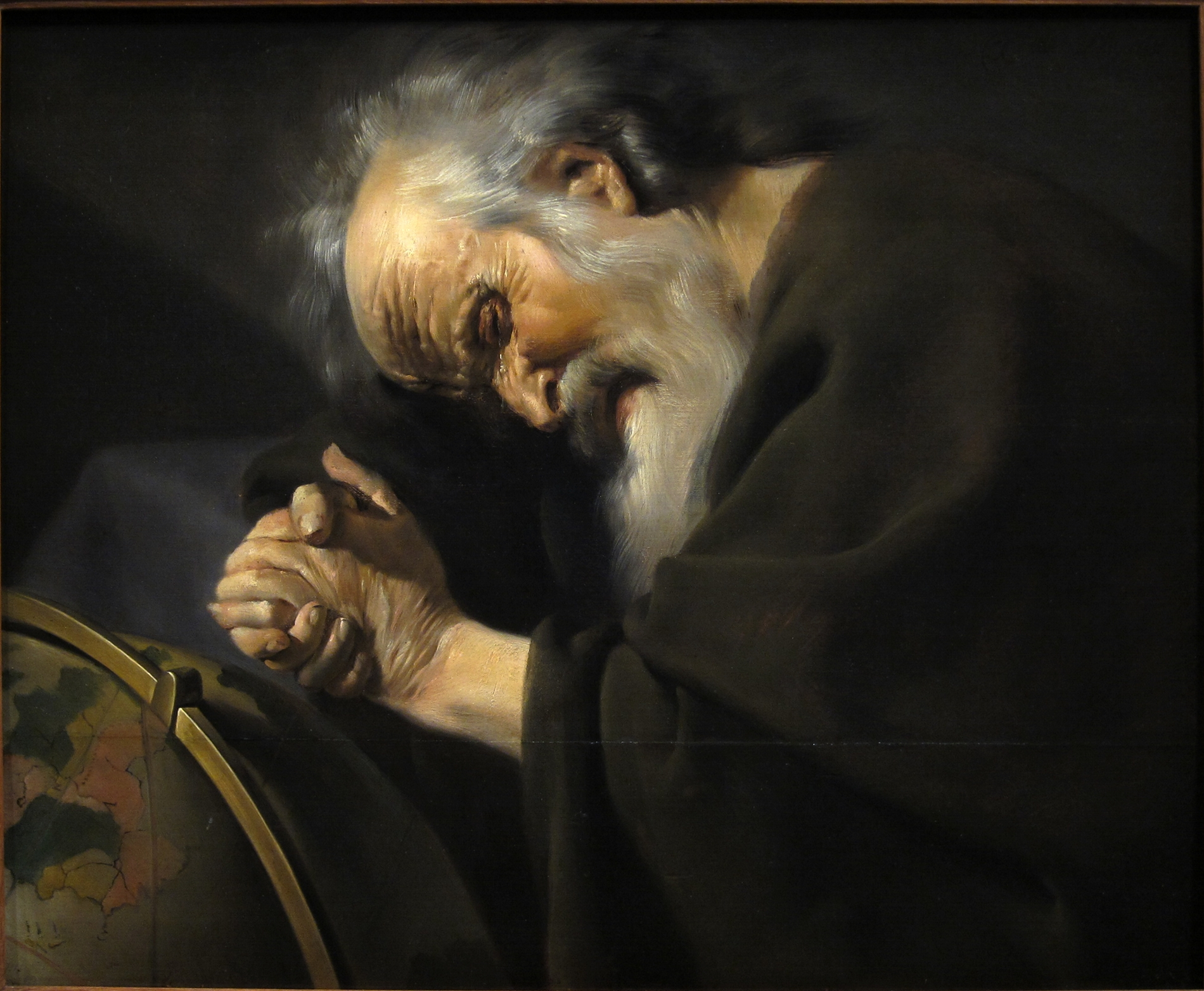
هيراكليتس

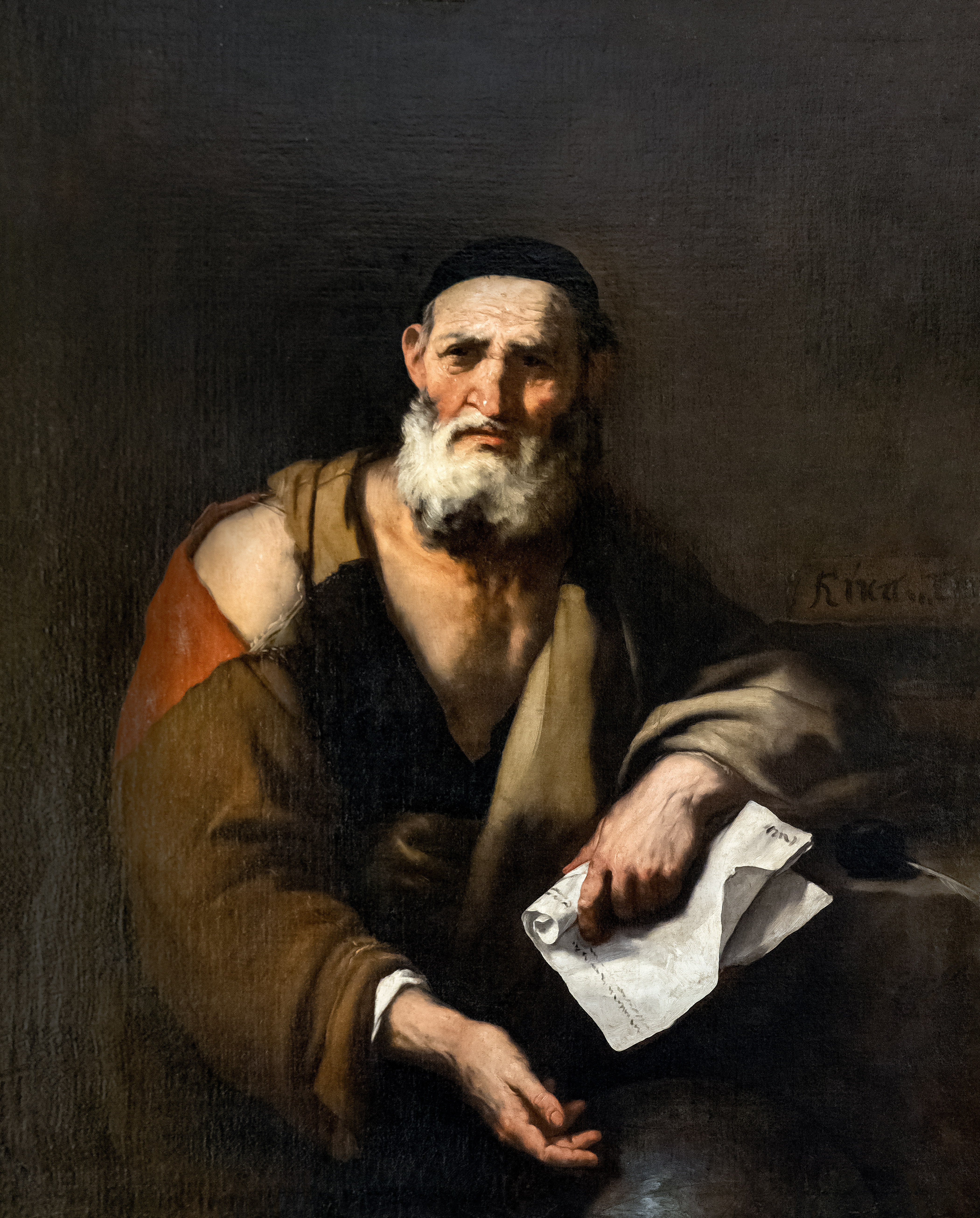
ليوكيبوس

أناكسيماندر، الشهير بنظريته التطورية بروتو، على عكس نظرية طاليس التي تقول أن الماء هو أصل الأشياء، اعتقد أناكسيماندر أن مادة أسماها أبيرون (apeiron) هي أصل الأشياء.
مع بداية حقبة 500 قبل الميلاد، اقترح هيراكليتس أن القانون الأساسي الوحيد الذي يحكم الكون هو مبدأ التغيير وأنه لا يوجد شيء يبقى على حاله للأبد. هذه الملاحظة جعلته واحدا من أوائل علماء الفيزياء القديمة المهتمين بدور الزمن في الكون. عارض الفيزيائي المبكر ليوكيبوس (النصف الأول من القرن الخامس قبل الميلاد) فكرة التدخل الإلهي المباشر في أمور الكون، معللا أن لكل ظاهرة طبيعية سبب علمي لم يتم اكتشافه بعد. يعدّ ليوكيبوس وتلميذه ديموقريطوس هم أوائل من وضعوا نظرية الذرّة، قائلين فيها أن كل المواد تتكون من جزئيات بسيطة غير قابله للتجزئة تسمى الذرات.
خلال الفترة الكلاسيكية لليونان (القرنين السادس والخامس والرابع قبل الميلاد) والعصور الهيلنستية، تطورت فلسفة الطبيعة ببطء إلى لتصبح مجال مثير للدراسة.

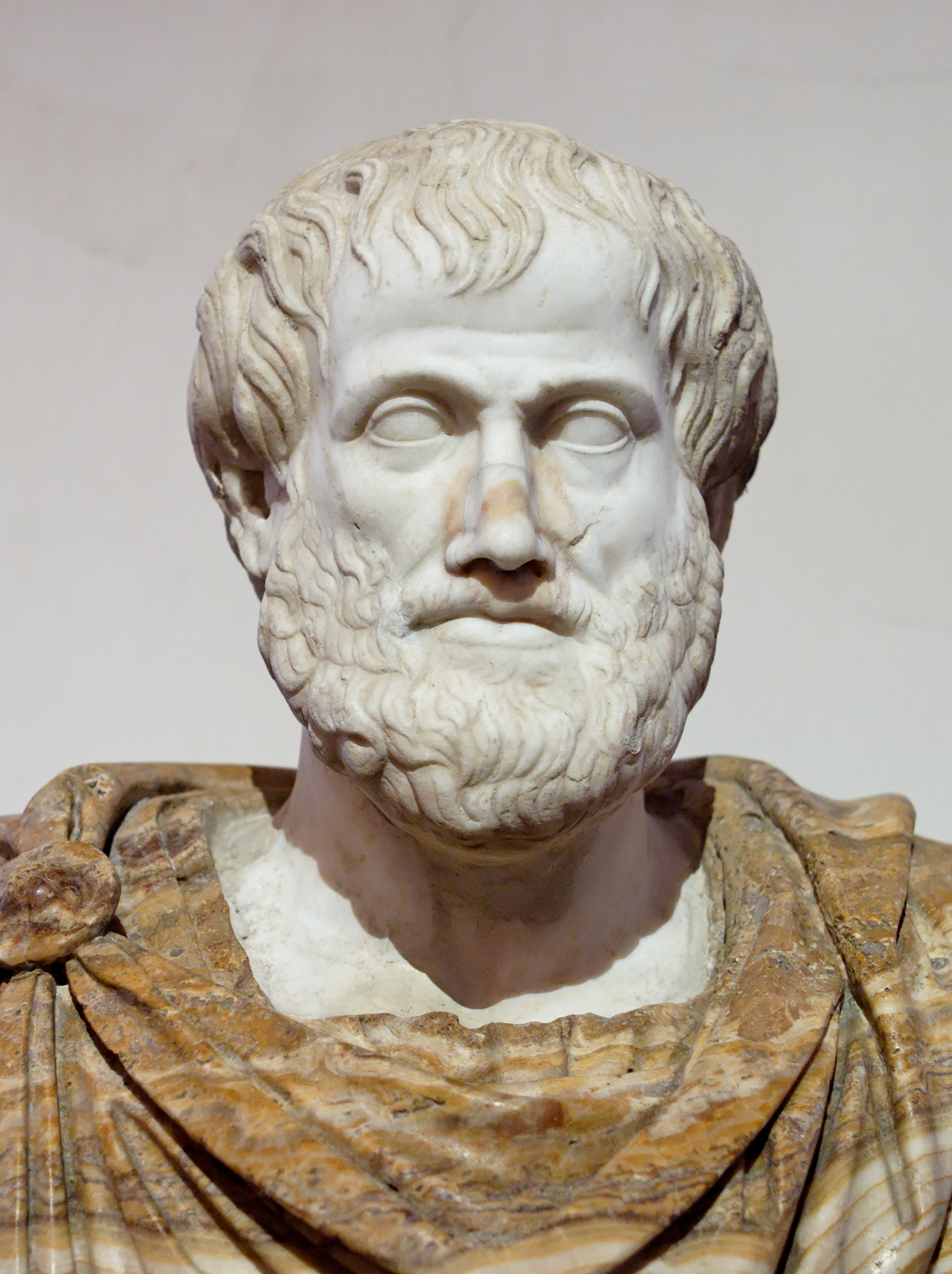
أرسطو
(384–322 قبل الميلاد)

أرسطو (384- 322 قبل الميلاد)، تلميذ أفلاطون، طور طريقة اكتشاف القوانين الطبيعية عن طريق رصد الظواهر الفيزيائية. تغطي كتابات ارسطو الفيزياء، الميتافيزيقيا، الشعر والمسرح، الموسيقى، المنطق، الخطابة، اللغويات، السياسة، الحكومة، الأخلاق، والبيولوجيا وعلم الحيوان. كانت أول كتاباته عن الفيزياء في القرن الرابع قبل الميلاد. الذي عرف فيما بعد بفيزياء أرسطو وأصبح منهجا لمن بعده، حاول شرح فيها الحركة، الجاذبية، كما ذكر فيها نظرية العناصر الأربعة. أمن أرسطو أن جميع المواد تتكون من الأثير، أو مزيج من العناصر الأربعة وهم الأرض، الماء، الهواء والنار. وفقا لأرسطو، هذه العناصر الأربعة قادرة على التشكل لتكوين جميع المواد الطبيعية. أصبحت فيزياء أرسطو ذات شعبية هائلة لقرون عديدة في أوروبا. وظلت هي النموذج الامثل حتى وقت غاليليو غاليلي وإسحاق نيوتن.

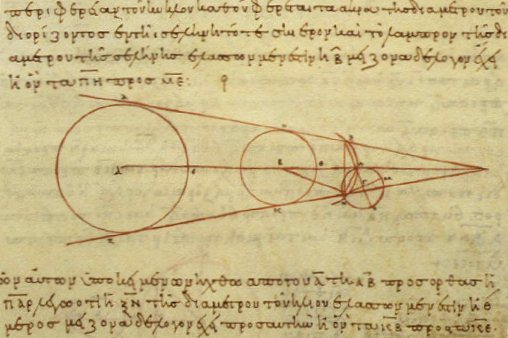
حسابات أرسطرخس الساموسي التي قدر فيها الحجم التقريبي لكل من الشمس (في اليسار)، الأرض (في الوسط)، القمر (في اليمين)

قديما في اليونان، كان الاعتقاد أن الأرض كروية هو الاعتقاد السائد. في 240 قبل الميلاد، نتيجة لتجارب سيمينال، حدد إراتوستينس بدقة (276-194 قبل الميلاد) محيط الكرة الأرضية. خلافا لاعتقاد أرسطو بأن الأرض هي مركز الكون (310 - 230 قبل الميلاد) قدم أرسطرخس الساموسي أدله على أن الشمس هي مركز المجموعة الشمسية لا الأرض. ذكر سلوقس من سلوقية، أحد اتباع نظرية ارسطرخس الشمسية، أن الأرض أصبحت تدور حول محورها الخاص، ثم أصبحت تدور حول الشمس. على الرغم من ضياع الأدلة التي إستخدمها في إثبات صحه اعتقاده، أقر بلوتارخ بأن سلوقس كان أول من استخدم المنطق لاكتشاف النظام الشمسي.

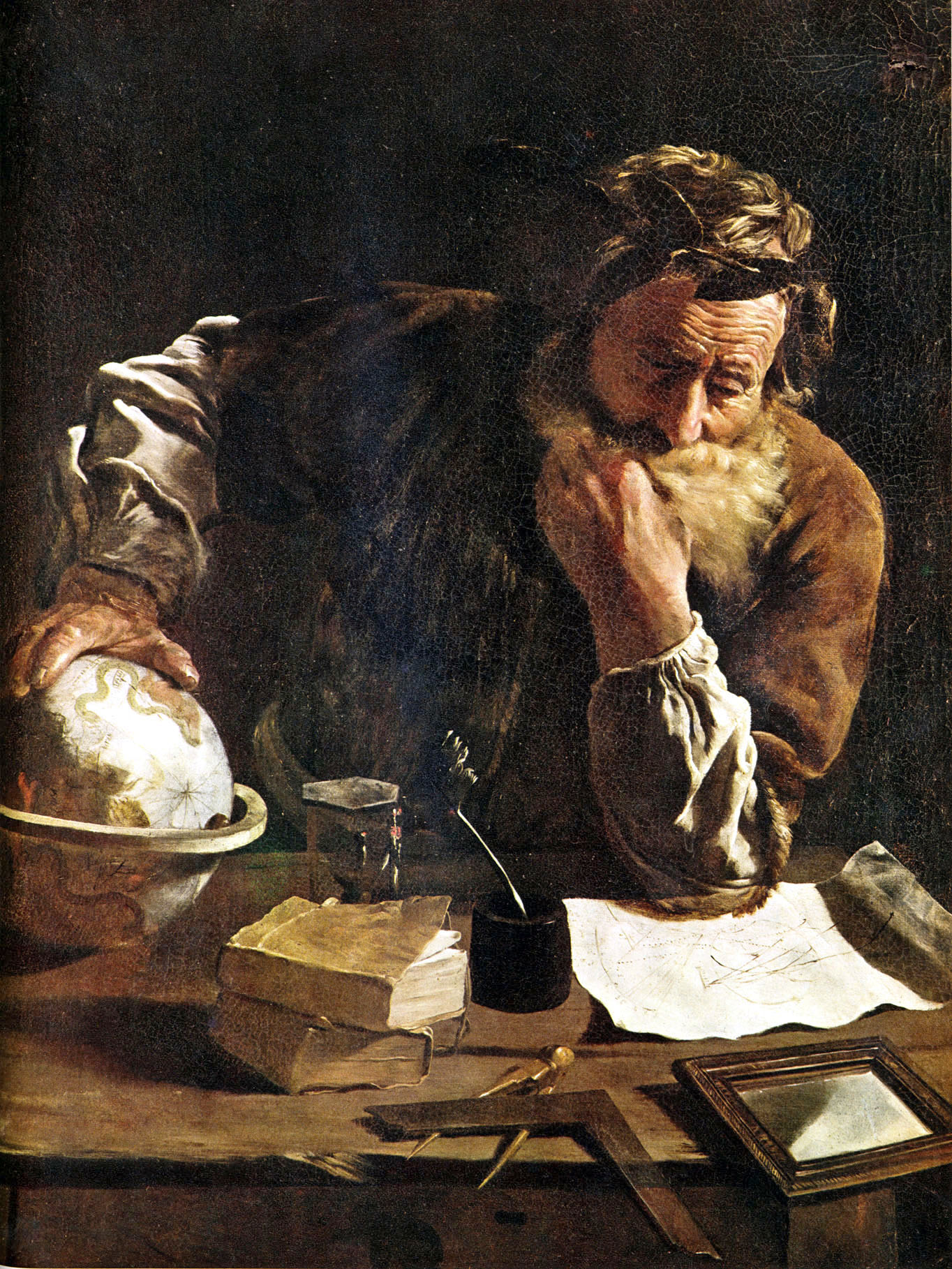
أرشميدس

في القرن الثالث قبل الميلاد، ولد الرياضياتي اليوناني الشهير أرشميدس من سرقوسة (287-212 قبل الميلاد) الذي يعدّ من أشهر علماء الرياضة في العصر القديم، ومن أوائل من وضعوا قوانين سريان الموائع وقانون الطفو، كما وضع نظم متطورة للبكرات لنقل الأجسام كبيرة الحجم بأقل مجهود. ساعد مسمار أرشميدس في تكوين الهندسة المائية الحديثة، كما اخترع العديد من الآلات الحربية التي ساعدت على منع جيوش روما من الدخول في الحرب البونيقية الأولى. 

رفض أرشميدس حجج واراء أرسطو وميتافيزيقيته، مشيرا إلى أنه من المستحيل فصل الرياضيات عن الطبيعة، وأثبت ذلك عن طريق تحويل النظريات الرياضية إلى الاختراعات العملية.
في عام 250 قبل الميلاد، بدأ أرشميدس بدراسة الأجسام العائمة لينتج بذلك أهم قوانينة وهو قانون الطفو، ويعرف أيضا بمبدأ أرشميدس. لم تنحصر مساهمات أرشميدس في الفيزياء فقط ففي الرياضيات، إستنتج أسلوب لحساب المنطقة تحت قوس القطع المكافئ ليعطي بذلك تقريب لقيمة باي (pi). كما وضع مبادئ التوازن ومراكز ثقل الأجسام، والتي إستخدمها العلماء من بعده كغاليليو ونيوتن.

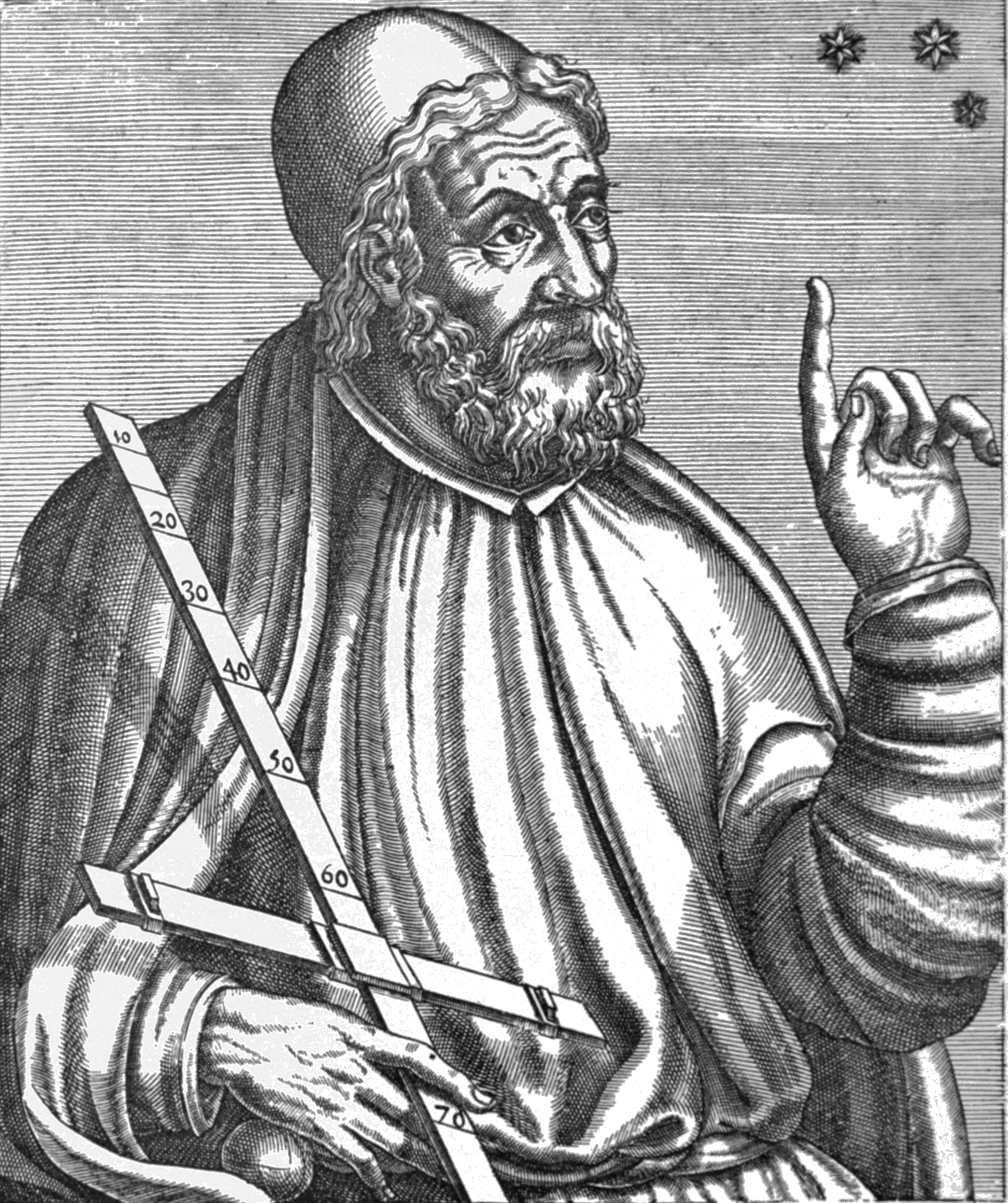
بطليموس

هيبارخوس (190-120 قبل الميلاد)، استطاع باستخدام الرياضيات وعلم الفلك إستنتاج تقنيات هندسية متطورة لتعيين حركة النجوم والكواكب، بل وتحديد الوقت الذي سيحدث فيه الكسوف، كما حاول تحديد المسافة بين الشمس والأرض والقمر والأرض إعتمادا على الملاحظة وأدوات بسيطة. أما بطليموس (90-168 ميلادي) فقد كان من العقول الرائدة في زمن الإمبراطورية الرومانية. إمتلك العديد من الأطروحات العلمية، ثلاثة منها على الأقل استخدمت في فترة العصر الإسلامي والنهضة الأوروبية. الأولى هي أطروحته الفلكية المعروفة الآن باسم المجسطي (the Almagest)، الثانية عن الجغرافيا، التي ناقش فيها معرفة العالم اليوناني الروماني عن الجغرافيا.
على الرغم من ضياع الكثير من دراساته عن العالم القديم، إلا أن بعضها قد وصل إلينا. كتب بطليموس أكثر من 14 كتابا، لم تصل لنا منهم شيء. أما أرسطو فذكر أن له أكثر من 150 عمل، وصل لنا منهم 30 فقط.
أدى استخدام أدوات القياس الستينية التي ابتكرها السومريون لقياس الزمن والزوايا والأطوال، واعتماد قياس الزمن بالساعة المائية وبتطوير أصول التقويم البابلي، واستخدام فكرة الموازيين المصرية إلى تطوير مدرسة العلم اليونانية
أهم إسهامات اليونانيين:
1. نظريات حول بنية الكون، وبرز فيها اتجاهان

- استمرار التكوين: تبنت هذا الاتجاه المدرسة الرواقية، زينو (Zeno) بين القرنين الرابع والثالث قبل الميلاد

و بوسيدونيوس (Poseidonius) القرن الأول قبل الميلاد، انطلقت من فكرة استمرار المادة والمكان وانهما مغرقين ضمن وسط فعال ما كالهواء والذي يعطي الطبيعة وحدتها
- بسبب التعدد الواضح للكون والتنوع في الطبيعة قدم الفيزيائيون الذرييون وفي مقدمتهم ليوسيبوس Leucippus)) منتصف القرن الخامس قبل الميلاد، ديموقريطوس ((Democritus أواخر القرن الخامس قبل الميلاد، تأكيدا على أن الطبيعة مؤلفة من ذرات ثابتة لا تتغير تتحرك في المكان الخالي

1. علم الفلك

- النظرية الارسطاطية قسمت الكون وصفيا إلى ملكوتين محكومين بجملتين مختلفتين من القوانين

الأرض والقمر وتسودهما الحركات المستقيمة صعودا وهبوطا فمن غير الطبيعي أن يصعد جسم ثقيل للأعلى دون مؤثر خارجي
الملكوت الكوني تسوده الحركات الدائرية لتنظم كل حركات الأجرام السماوية
- نموذج البلانتيوم ارخميدس: وهو نموذج يبين حركة الشمس والكواكب والقمر والاجرام السماوية الأخرى بإسقاط صورة فوتوغرافية للسماء على قبة كروية من الداخل

كما أنه اخترع المحكمة (الشعيرات المتصالبة) التي استخدمها لإجراء ارصاد سماوية دقيقة
- كما برزت أفكار عديدة لتفسير الليل والنهار
  - الفيثاغورثيون وضعوا الأرض في مركز الكون ولكنهم تصوروا انها على شكل كرة تتحرك على محيط دائرة صغيرة مرة كل 24 ساعة وبذلك فسروا دوران السماء الظاهري اليومي مع نجومها
  - ارسطوقوس الساموزي (310-230ق.م) أول من قدم نظرية تقول بمركزية الشمس في الكون

كما أنه استنتج أن بعد الشمس عن الأرض أكبر بعدة مرات من بعد القمر عنها وبسبب انهما يبدوان بنفس الحجم للأرض لذلك فان الشمس أكبر بكثير من الأرض والقمر ومن المعقول أكثر ان يدور الجسم الصغير حول الكبير أي ان الأرض هي التي تدور حول الشمس
- - هيراقليدس القرن 4 ق.مقبل ارسطوقوس اقترح ان الأرض تتحرك بطريقة دورانية حول مركزها من الغرب إلى الشرق كما يدور دولاب ذو محور، كما أنه افترض ان الزهرة يجب أن تدور حول الشمس وليس حول الأرض واستدل على ذلك من تبدل بريقها الظاهري بشكل ملحوظ نتيجة تغير بعدها عن الأرض
  - أبو لينوس البرجي طور هندسة حركة الكواكب الظاهرية التقهقرية
  - ايراتوستين الاسكندروني عين مقدا محيط الأرض تعينا دقيقا
  - هباخروس دراسة الاعتدالين بالإضافة إلى فهرست النجوم، كما يرجع له مفهوم قدر النجم، وقسم النجوم في مراتب حسب لمعانها الظاهري كما استنتج المدة التي يبقى فيها القمر مخسوفا بشكل دقيق

إنجازات الإغريق في الميكانيك
- النظرية الارسطاطية الميكانيكية (Aritotle:384-322bc)

ليس ثمة حركة وطيدة ما لم يكون ورائها سبب ثابت، وإذا تحرك جسم عبر وسط مقاوم فان حركته تتناسب مع طبيعة هذا الوسط، ومن هنا اعتبر أرسو الخلاء هو الوسط ذو المقاومة المعدومة
- - توازن السوائل نظرية ارخميدس (Archimedes3rd century bc)

أرسى أصول علم التوازن وتحريك السوائل من خلال ابتكاره فرضيات فيزيائية عبقرية ذات بنية رياضية متقدمة.
كما أنه كان مميزا في حل لغز الأجسام الطافية وقياس كثافة السوائل
بالإضافة إلى اختراعه (الشادوف)حلزون ارخميدس والذي يسحب فيه الماء من النهر بتدرويه
- - تحريك السوائل هيرو الإسكندري (Hero of Alexandria : 3-2 nd century bc)

وضع أربعة كتب في السوائل هي pneumatica، autometopitica، belopoeica، and cheirobalistra
وجاء فيها تقديم أصول تحريك السوائل بمعناها التقليدي السائد اليوم وتطبيقاتها في الحرب (قذف المتفجرات) والسلم (رفع الأثقال وصنع الساعات وتحريك مطاحن الحبوب)
وكان الابتكار الرئيسي له هو في ابتكار أول آلة تعمل بقوة البخار (الآلة الحرارية الأولى)
- - مرونة الهواء ستيبيوس (Stesibius: 3-2 century bc)

من أهم اختراعاته ضاغطة الهواء، قاذفة الذخيرة الحربية، الساعة المائية –الهوائية
- - اختراع المكينات الخمس: الرافعة البكرة دارة اللف السفين اللولب بالإضافة للعجلة المسننة
  - دراسة حركة الأجسام الساقطة والمقذوفة وعرفوا انها تسارعية
  - استخدمت مثلث القوى كطريقة مشابهة للتحصيل الشعاعي لتحصيل مسببات التحريك
  - قدمت طريقة تفصيلية للآلة الرافعة (التناسب العكسي بين القوة والذراع)

1. إنجازات الإغريق في علم الضوء الهندسي

برزت بدايات علم الضوء الهندسي وتطبيقاته عبر أعمال اقليدس (euclid) 300 ق.م وبطليموس139 ق.م ارخميدس 287-212 ق.م أهمها قياسات بطليموس واقليدس بالنسبة للانكسار والانعكاس
كما يروى ان ارخميدس اشعل النيران في اسطول العدو عند محاصرة الرومانيين لسرقسطة (بلدة ارخميدس) عن طريق تركيز أشعة الشمس المنعكسة عليها بواسطة المرايا
كما ثار صراع حاد حول تفسير ظاهرة الرؤية في عزوه إلى صدور ضوء من العين نحو الأشياء فتراها (امبيدوكليس Empedocles) 400 ق. م أو عزوها إلى انعكاس الضوء عن الأجسام المرئية ووقوعها على العين المبصرة (ديموقريطوس وآخرون)
1. مساهمات الإغريق في الكهرباء والمغناطيسية

لا يوجد مساهمات تذكر للإغريقيين في مجال الكهرباء المغناطيسية سوى
- تمكن تالس ((Thales 640-546bc من التعبير عن وجود القوى الكهربائية ومن تسمية صمغ الكهرمان بالإلكترون اشتق منه اسم الكهرباء
- رعاة الإغريق هم الذين اكتشفوا الظاهرة المغناطيسية من خلال عثورهم على فلز الماغنيت

1. مساهمات الإغريق في مجال الصوت

تجسد اهتمام الإغريقيين بالصوت من خلال دراستهم للموسيقى فهي تمثل الجانب التجريبي لعلم الرياضيات، من أوائلهم فيثاغورث phythagorath580-500 الذي تمكن من ابتكار البداية الرئيسية للسلم الموسيقي وتابع ارستوكسينو س (Aristixenus4th century bc)تطوير هذا السلم
كما أن الفيثاغورثيون اكتشفوا ان تناغم الأصوات الموسيقية يتعلق بمدى انتظام المجالات الفاصلة بين طبقات الأصوات المتناغمة، كما أنهم عمموا الفكرة إلى درجة انهم افترضوا وجود تناغم كوني فسروا به حركات الكواكب الظاهرية التي قرنوها مع علامات موسيقية ذات طبقات مختلفة.

### المصريون القدماء
أقدم الوثائق الفلكية هي المنقوشة على أغطية التوابيت والمسماة بالتقويمات القطرية والتي ترجع إلى فترة المملكة الوسطى (2000-1600ق.م) وصور لتشكيلات النجوم على أسقف قبور الدولة الحديثة بعد ذلك،
فقد روقبت السماء منذ وقت مبكر وأطلقت أسماء على النجوم وميزت تشكيلاتها وكرست للآلهة
بدايات علم الفلك كانت بمحاولة التنبؤ ببعض الظواهر مثل اوجه القمر والتقويم القمري، كما عند البابليين مع فرق أن المصريين يعدّون بدء التقويم بعدم ظهور القمر المتناقص في الصباح بينما هو ظهور الهلال في المساء المبكر عند البابليين
اهتم الفلكيون المصريون بحساب الزمن، ويعدّ التقويم المصري من أهم إنجازاتهم حيث يقسم السنة إلى 365 يوما 12 شهرا يتألف كل منها من 30 يوما و5 أيام للاحتفال في نهاية العام.وأدت دراستهم لحركة النجوم إلي استخدام ساعة فلكية في العام (2500ق.م) تقسم الفترة بين الغسق والفجر إلي 12 ساعة في الليل، وبعد ذلك إلى 24 ساعة في اليوم.

### الهند والصين

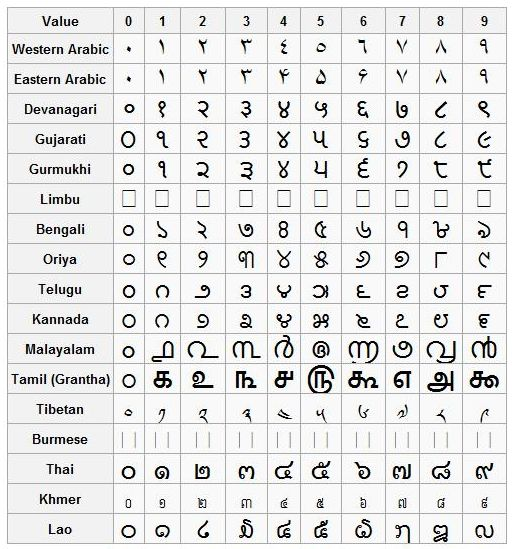
نظام العد الهندي-عربي، المستخدم في الإمبراطورية الماورية

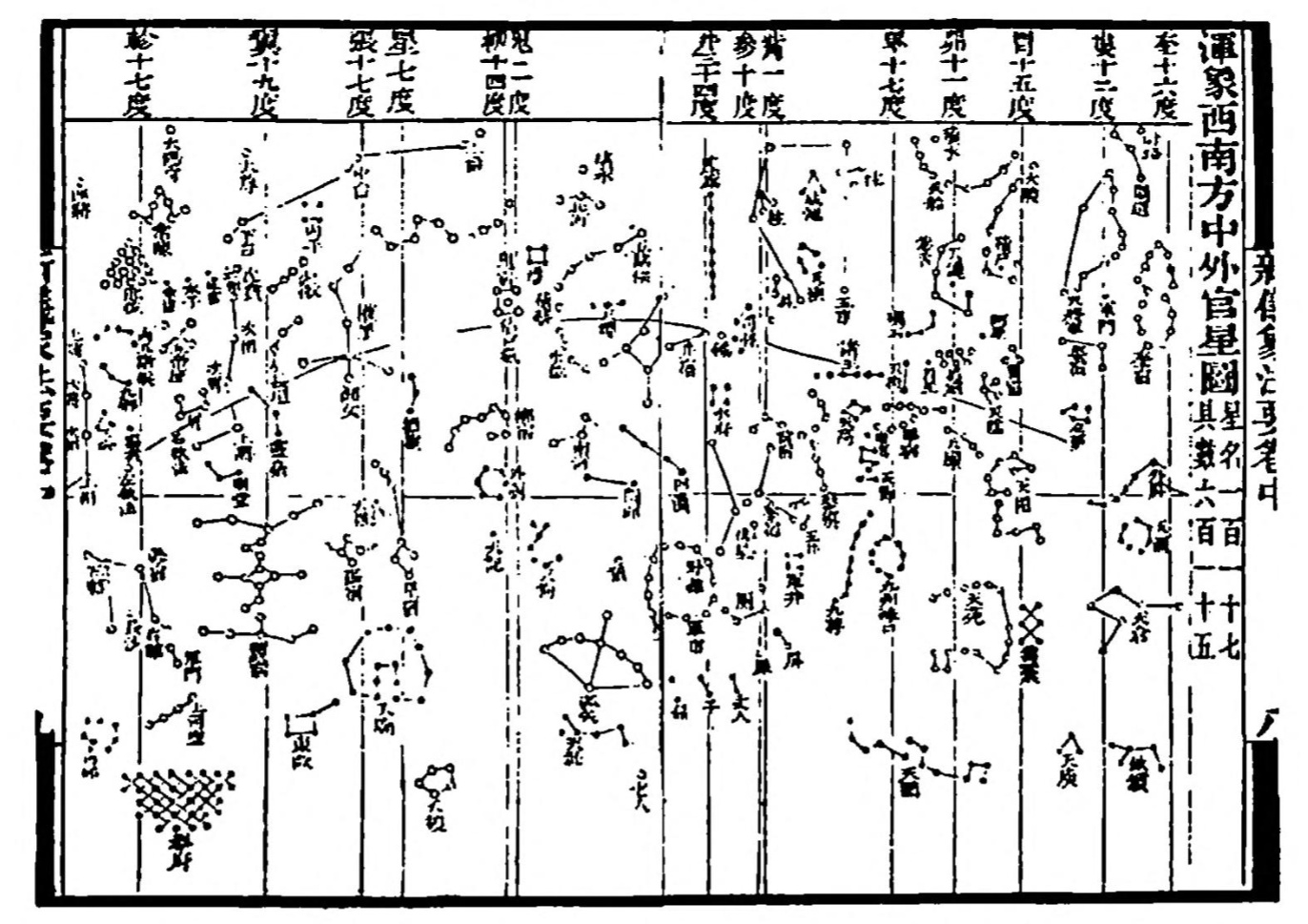
خريطة للنجوم لعالم الفلك الصيني سو سونغ في القرن الحادي عشر.

لم يقتصر وجود الفيزيائيين وعلماء الرياضيات في العالم القديم على اليونان فقط، فتواجد العديد منهم في الصين والهند.
فكان الفيلسوف الهندي كانادا مهاريشي أول من وضع نظرية عن الذرّة تقريبا 200 سنة قبل الميلاد، بل ذكر بعض المؤرخين وجوده في حقبة القرن السادس قبل الميلاد. كما طرحت كاككايانا باكودها، في القرن السادس قبل ميلاد الفيلسوف الهندي غاوتاما بوذا، أيضا أفكار حول التكوين الذري في المواد. يعتقد هؤلاء الفلاسفة أن العناصر (ماعدا الأثير) تتكون من جزيئات ضئيلة جدا لا يمكن تقسيمها تسمي بارمانو، وأن هذه الجزيئات لا يمكن أن ترى بالعين المجردة. من ناحية أخرى، فقد إقترح عالم الفلك الهندي أريابهاتا (499 م) دوران الأرض، بينما اقترح سوماياجي نيلاكانتا (1444-1544) من مدرسة كيرلا لعلم الفلك والرياضيات نموذجا شبه شمسي يشبه النظام تيتشونيك.

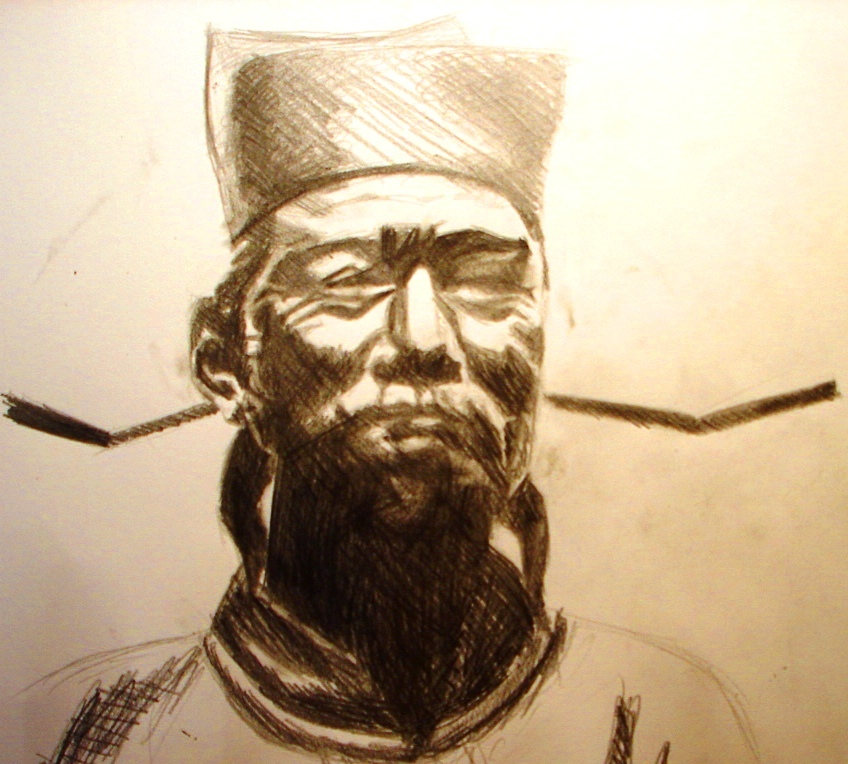
شين كيو (1031-1095)

يرجع تاريخ دراسة المغناطيسية في الصين القديمة إلى القرن الرابع قبل الميلاد. فتبعا لكتاب الشيطان سيد الوادي (the Devil Valley Master)، كان المساهم الرئيسي في هذا المجال هو شين كيو (1031-1095)، التي يعدّ أول من قام بوصف حركة الإبرة المستخدمة في البوصلة المغناطيسية المستخدمة للملاحة، فضلا عن إرساء مفهوم الشمال الحقيقي. اما في مجال البصريات فقد طور شين كيو الكاميرا المظلمة.

### العلماء المسلمين

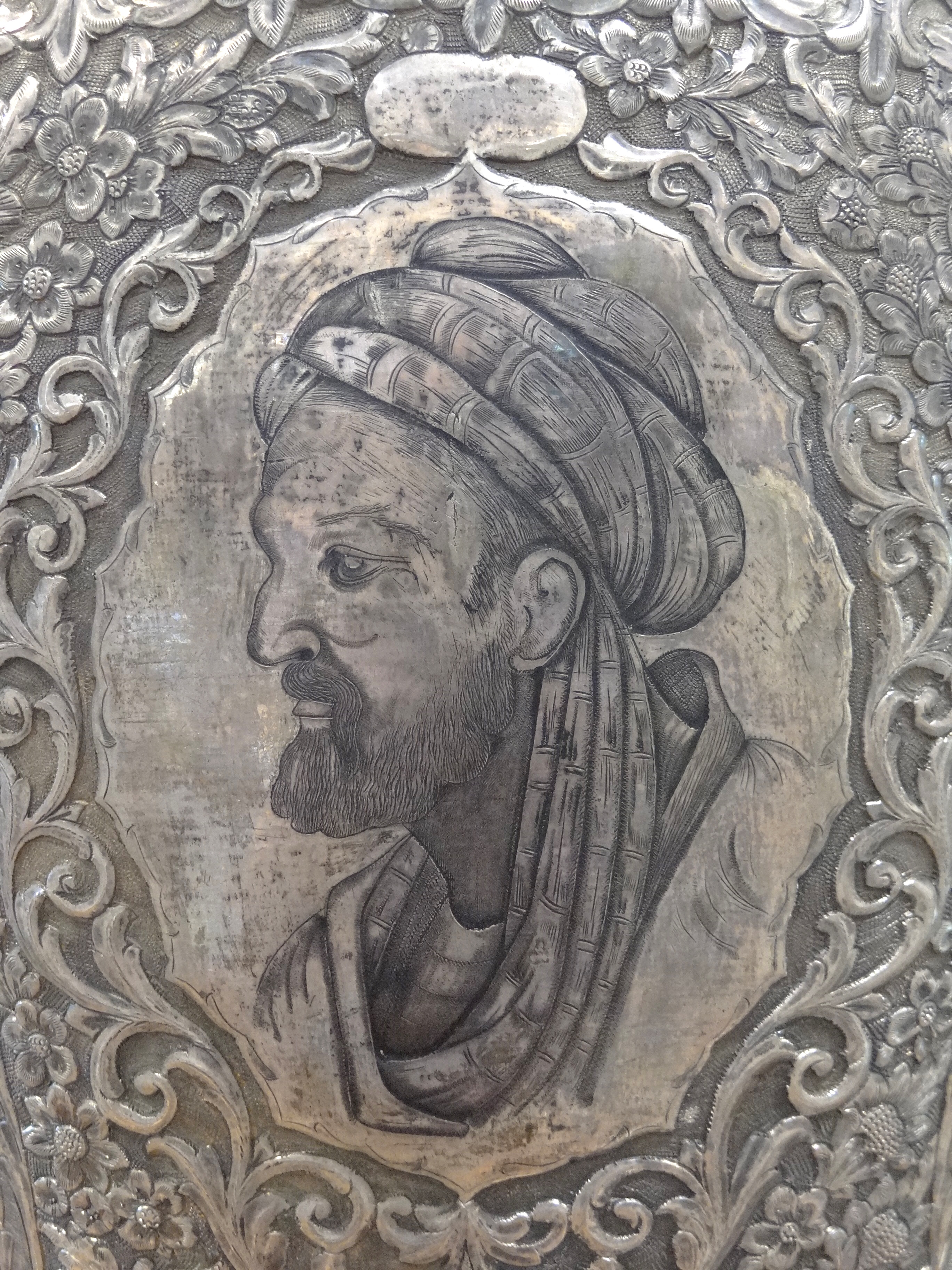
ابن سينا

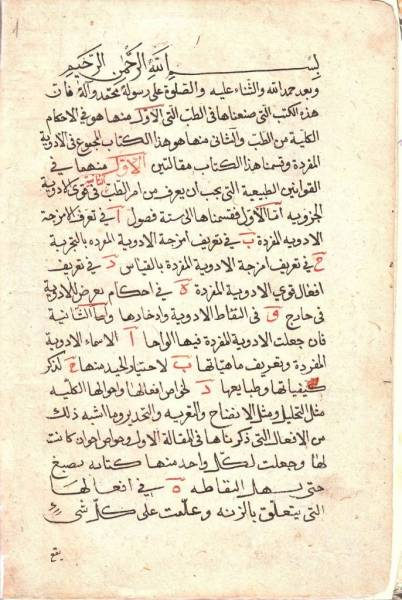
أقدم نسخة لـكتاب ابن سينا القانون في الطب الصفحة الثانية، عام 1030 ميلادية.

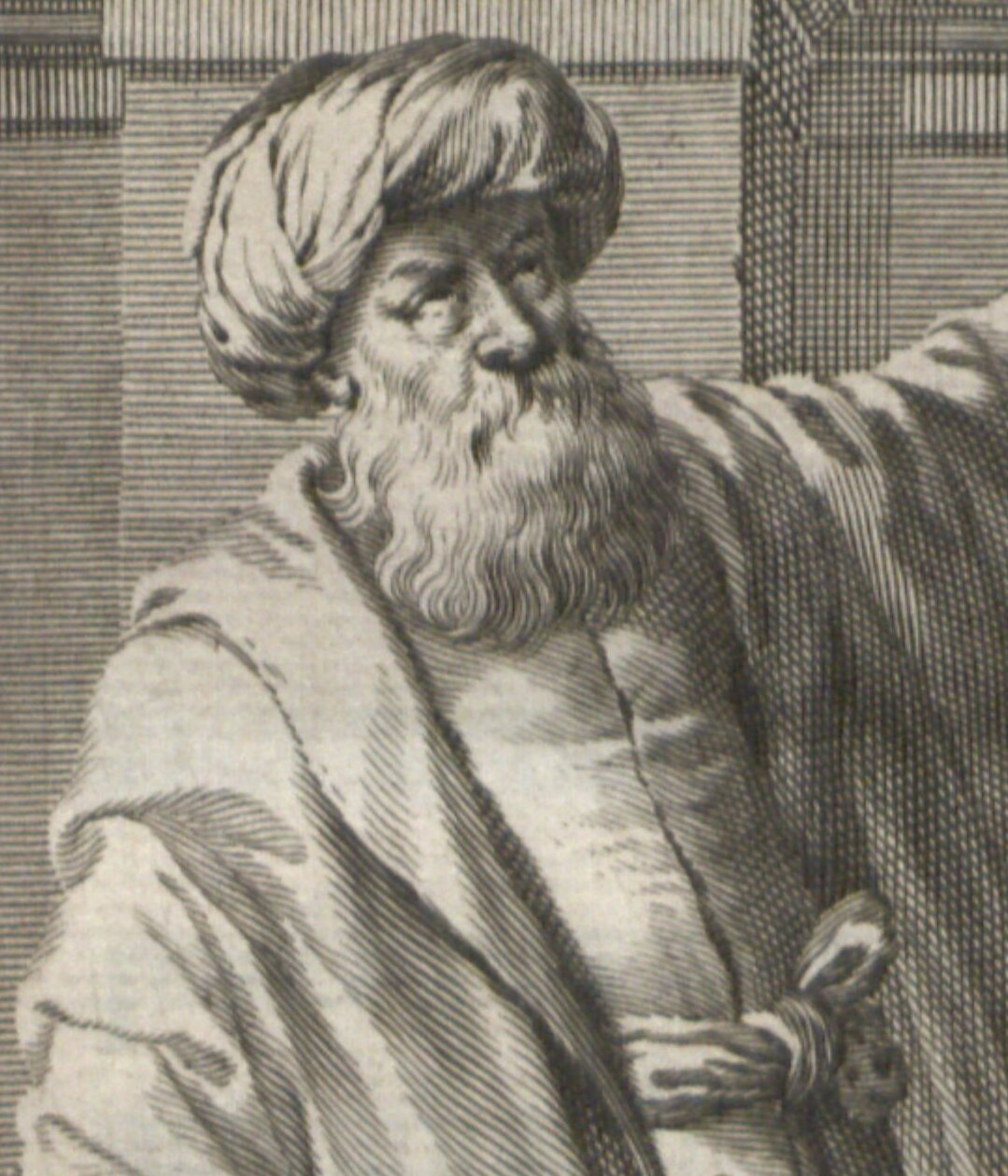
ابن الهيثم
(965–1039)

مع بداية القرن الخامس وحتى القرن الخامس عشر، شهد العالم الإسلامي تقدما علميا كبيرا. فتم ترجمة العديد من الأعمال اللاتينية واليونانية إلى اللغة العربية. وكان ابن سينا (980-1037)، من بخاري (أوزبكستان الحالية)، العديد من المساهمات الهامة في الفيزياء والفلسفة بشكل عام والبصريات والطب بشكل خاص. كان من أهم أعماله القانون في الطب الذي استمر تدريسة في أوروبا حتى القرن السابع عشر، كتاب الشفاء، كتاب دفع المضار الكلية عن الأبدان الإنسانية، وكتاب القولنج، ورسالة في سياسة البدن وفضائل الشراب، ورسالة في الفصد، ورسالة في الأغذية والأدوية. ويعد ابن سينا أول من وصف التهاب السحايا الأولي وصفا صحيحا، ووصف أسباب اليرقان، ووصف أعراض حصى المثانة، وانتبه إلى أثر المعالجة النفسية في الشفاء. لإبن سينا العديد من الإسهامات في الرياضيات فهو صاحب مختصر إقليدس، مختصر لمجسطي، مختصر علم الهيئة، مختصر الارتماطيقي. كما له العديد من الرسائل في الطبيعة والفلك كرسالة في إبطال أحكام النجوم، رسالة في الأجرام العلوية وأسباب البرق والرعد، رسالة في الفضاء، رسالة في النبات والحيوان.
أما عالم الرياضيات ابن الهيثم (965-1040) من البصرة في العراق، فيعدّ واحدا من مؤسسي علم البصريات الحديث. فقد اعتبر كلا من بطليموس وأرسطو أن الضوء يسقط من العين على الأجسام فترى، أما ابن الهيثم فقال أن الضوء ينتقل إلى العين. تم ترجمة أعماله ودرست في أوروبا الغربية ودرسها روجر بيكون وويتلو على سبيل المثال. وإليه ينسب مبادئ اختراع الكاميرا، وهو أول من شرح العين تشريحا كامل ووضح وظائف أعضائها، وهو أول من درس التأثيرات والعوامل النفسية للإبصار. كما أورد كتابه المناظر معادلة من الدرجة الرابعة حول انعكاس الضوء على المرايا الكروية، ما زالت تعرف باسم «مسألة ابن الهيثم». كما كانت أطروحته رسالة في الضوء استكمالا لكتابه المناظر، احتوت تلك الأطروحة على تحقيقات حول خصائص الإنارة والإشعاعية المشتتة خلال مختلف الوسائط الشفافة، كما قام بالعديد من الفحوص التشريحية على عين الإنسان ودراسة الزيغ البصري، ودرس خصائص قوس قزح وكثافة الغلاف الجوي ووهم القمر. وذكر في مخطوطة مقالة في قرسطون أطروحة حول مراكز الثقل. كما له أطروحة بعنوان في درب التبانة حل فيها المسائل المتعلقة بالمجرة وتزيح درب التبانة. وفي مخطوطة مراتب السماء تصور فيها نموذجا للكواكب مشابه لنموذج تيخو براهي، كما اكتشف رباعي أضلاع لامبرت، الذي يعرف أيضا برباعي أضلاع ابن الهيثم-لامبرت.
عمر الخيام (1048-1131)، عالم فارسي، قام بحساب طول السنة الشمسية بدقة فهي تختلف عن طولها الحالي بثواني قليلة.أول من اخترع طريقة حساب المثلثات ومعادلات جبرية من الدرجة الثالثة بواسطة قطع المخروط وهو صاحب الرباعيات المشهورة.

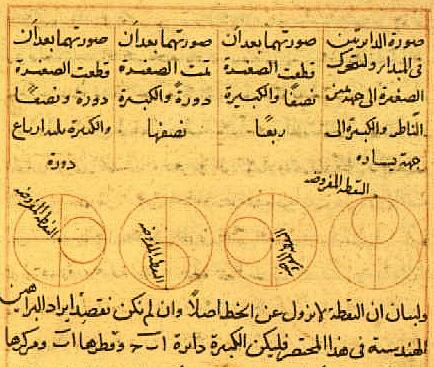
مزدوجة الطوسي

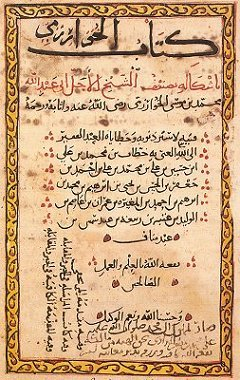
صفحة من كتاب المختصر في حساب الجبر والمقابلة

نصير الدين الطوسي (1201-1274)، عالم الفلك فارسي وعالم رياضيات الذي توفي في بغداد، مؤلف موسوعة علم الفلك، وهو جدول دقيق عن حركة الكويكبات وصاحب مزدوجة الطوسي.
محمد بن موسى الخوارزمي عالم رياضيات وفلكي إيراني له العديد من المساهمات في الرياضيات، الجغرافيا، علم الفلك
له أسلوب منهجي في حل المعادلات الخطية والتربيعية.

### القرون الوسطى في أوروبا
عرف الغرب الحضارة اليونانية القديمة بفضل الترجمة العربية لهذه الأعمال. فحضارتهم عبارة عن خليط من الأفكار اللاهوتية الإسلام واليهودية، تأثر بها العديد من فلاسفة العصور الوسطى مثل توما الأكويني. أعلن مجتمع العلماء الأوروبية، الذي سعى إلى التوفيق بين الفلسفة الكلاسيكية القديمة مع اللاهوت المسيحي، أن أرسطو هو المفكر الأعظم في العالم القديم. ففي الحالات التي لا تتعارض مباشرة مع الكتاب المقدس، تم اعتبار فيزياء أرسطو كأساس للتفسيرات المادية للكنائس الأوروبية.
وفقا لفيزياء أرسطو، تم وصف الأشياء وفقا لطبيعتها الأساسية. وأن الأجرام السماوية تدور في حلقة مفرغة دائرية، والتي تعدّ خاصية فطرية لأي جسم. أما نظرية الزخم ومفاهيم القصور الذاتي فقد تم تداولها بل وتطويرها لأكثر من مرة من قبل فلاسفة العصور الوسطى مثل جون فيلوبونوس، وجان بوريدان.

## الثورة العلمية
خلال القرنين السادس عشر والسابع عشر، حدثت نهضة كبيرة في أوروبا سميت بالثورة العلمية. عدم الرضا بالنهج الفلسفي الأكبر كان قد بدأ في وقت سابق، أدى إلى ظهور العديد من الحركات المطالبة بالإصلاح والتجديد، مثل الإصلاح البروتستانتي، ومحاولات إصلاح المناهج التعليمية وإضافة الوصف الرياضي في المجالات مثل الميكانيكا وعلم الفلك والبدء عن البحث عن تفسير علمي لكل ما يحدث.

### نيكولاس كوبرنيكوس

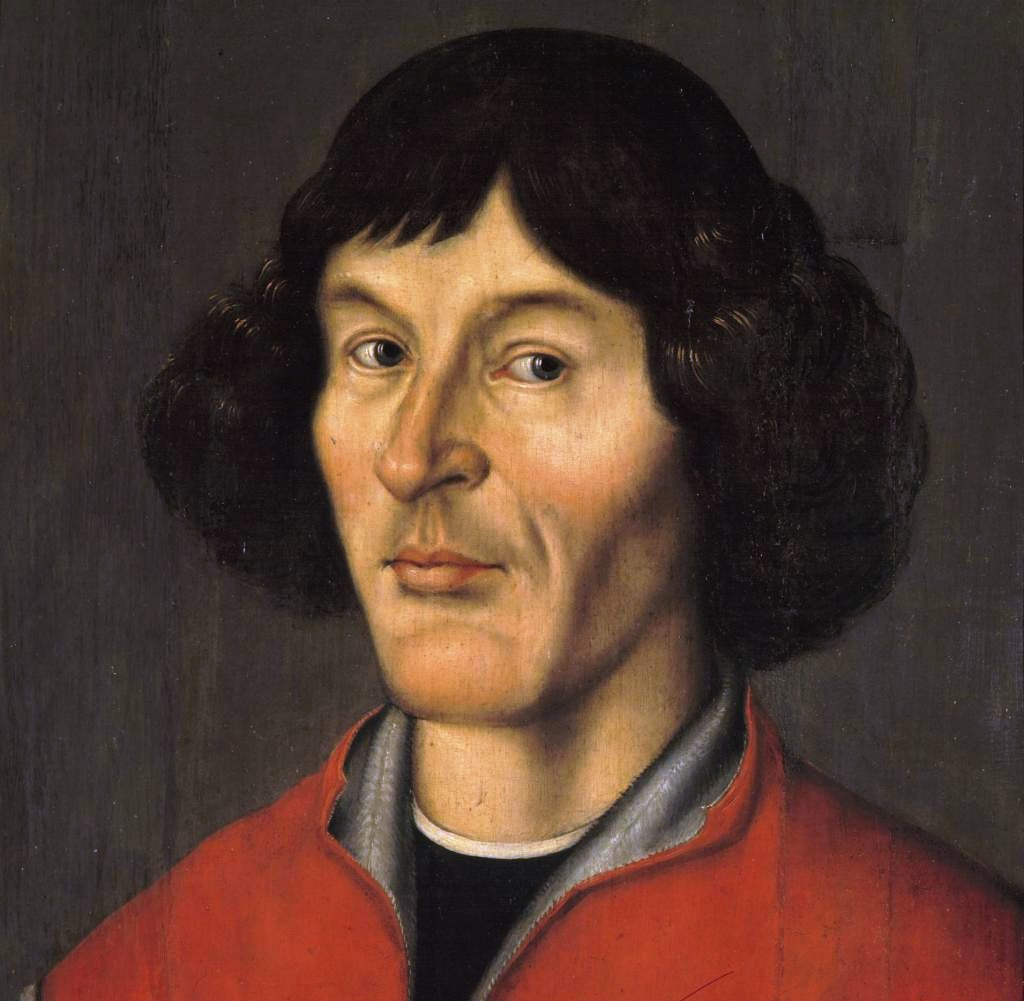
نيكولاس كوبرنيكوس

قدم الفلكي البولندي نيكولاس كوبرنيكوس (1473–1543) طفرة كبيرة في مجال الفلك، ففي عام 1543 اقترح نموذجا جديدا للنظام الشمسي، واعطى تخطيط دقيق لحركة الكواكب. في هذا النموذج تدور الأرض حول الشمس وليس العكس كما كان متوقع في ذلك الوقت وما كان يعتقد علماء الفلك في مصر القديمة واليونان. يعدّ هذا النموذج ثورة على ما أخذ كأمر مسلم به لأكثر من 1400 عام، منذ أن اقترح الفلكي اليوناني أرسطرخس الساموسي أن الأرض هي مركز الكون. يشرح كتاب كوبرنيكوس (De revolutionibus orbium coelestium, "On the Revolutions of the Celestial Spheres) المبدأ الذي اتبعه وأسباب اعتقاده في صحة نموذجه، نشر الكتاب قبل وفاته بقليل في عام 1543 تقريبا. يعدّ هذا النموذج بداية علم الفلك الحديث، كما يعدّ بداية الثورة العلمية. أتاح نموذج كوبرنيكوس الممتاز بالدقة للفلكي الألماني يوهانس كبلر (1571-1630) أن يصوغ معادلاته عن حركة الكواكب والتي مازالت تستخدم حتى الآن.

### جاليليو جاليلي

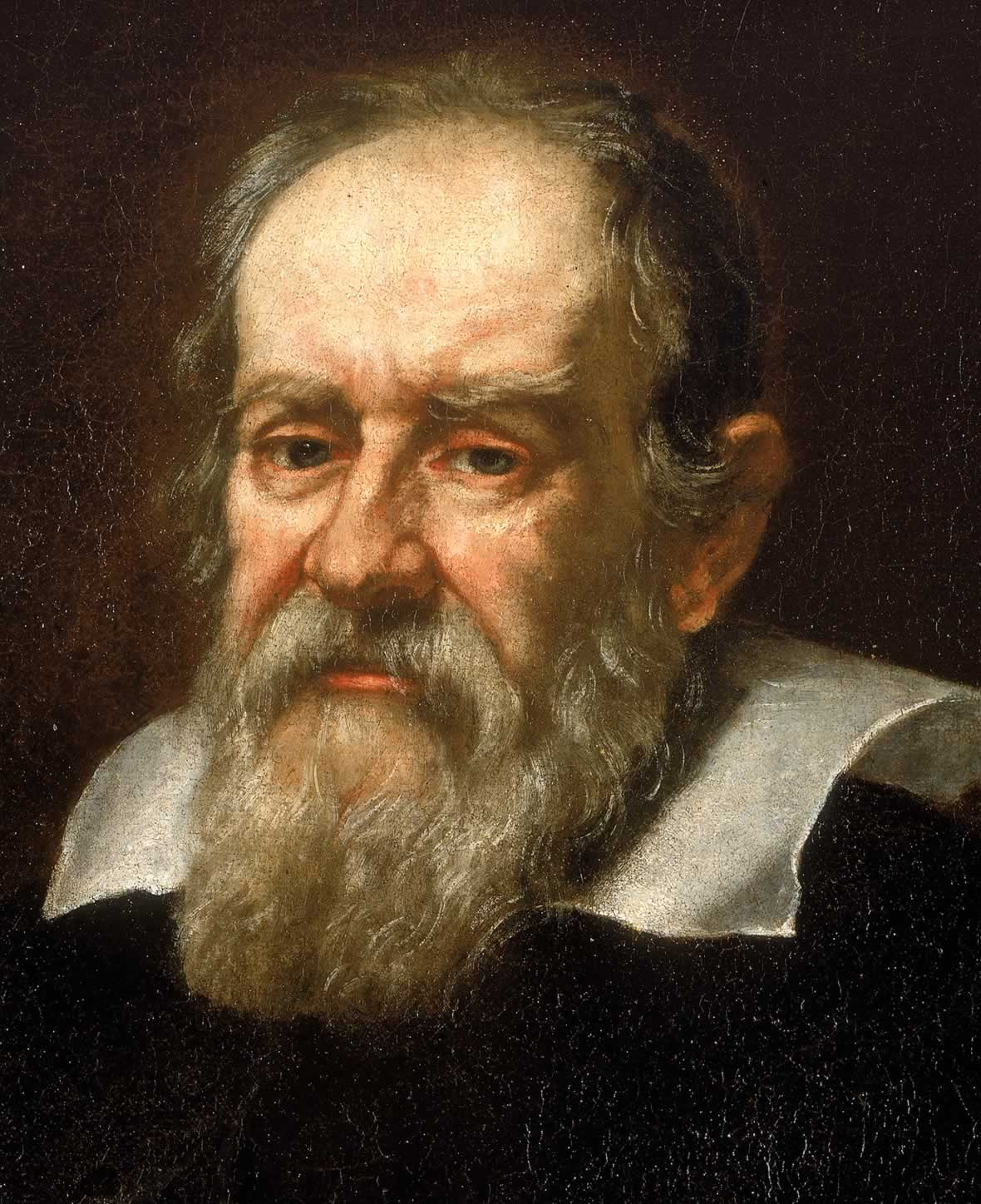
جاليليو جاليلي
(1564–1642)

يعدّ عالم الرياضيات الإيطالي، الفلكي، والفيزيائي جاليليو جاليلي (1564-1642) أحد أهم أعمدة الثورة العلمية، ومن أشهر الداعمين بنظرية كوبرنيكويس، ساهمت تجاربة العلمية في تطوير التلسكوب.
كرياضي، كان دور جاليليو واضحا في ثقافة مجتمعه في ذلك الوقت، فكان مطلعا على المواضيع الثلاثة الرئيسية وهم القانون، الطب وعلم اللاهوت (والذي كان مرتبط ارتباطا وثيقا بالفلسفة). حاول جاليلو إدخال الفكر الفلسفي في مختلف المواضيع (وخصوصا التحليل الرياضي للأرصاد الفلكية كالشمس، الأرض، القمر والكواكب) مأكدا أن الفلسفة يمكنها تحديد أي الأفكار صحيحة وأيها خاطئة.
اشتهر جاليلو أيضا بتجاربة الميكانيكية مؤكدا على إمكانية وصف الحركة (سواء كانت طبيعية أو مصطنعه) بمعادلات رياضية.
بدأ جاليليو دراساته المبكرة في جامعة بيزا لدراسة الطب، ولكن سرعان ما سلبت الرياضة والفيزياء اهتمامه. فعندما بلغ التسع عشر عاما، إكتشف (وتأكد من ذلك لاحقا) طبيعة حركة البندول، وباستخدام نبضة، استطاع تحديد زمن تذبذبات لمصباح مرتعش في كاتدرائية برج بيزا. سرعان ما عرف جاليليو باختراعة للتوازن الهيدروستاتيكي وأطروحته عن مراكز الثقل للأجسام الصلبة. بينما كان يقوم بالتدريس في جامعة بيزا في الفترة ما بين عام 1589 وعام 1592، بدأ تجاربة الخاصة بقوانين حركة الأجسام والتي جاءت نتائجها مخالفة لتعاليم أرسطو السائدة في ذلك الوقت مما أثار عداء كبير، غير أنه وجد أن سرعة سقوط الأجسام لا تتناسب مع أوزانها.
أما بالنسبة للقصة الشهيرة التي تقول أن جاليليو قام بإلقاء أوزان مختلفة من فوق برج بيزا، فهي قصة ملفقة. ولكنه إكتشف أن مسار القذيفة قطعا مكافئا مما يجعلها خاضعة لقوانين نيوتن للحركة (مثل مفهوم القصور الذاتي). يوجد الآن ما يعرف بجاذبية جاليليو، والتي تعدّ أول بيان دقيق عن خصائص المكان والزمان والهندسة ثلاثية الأبعاد.

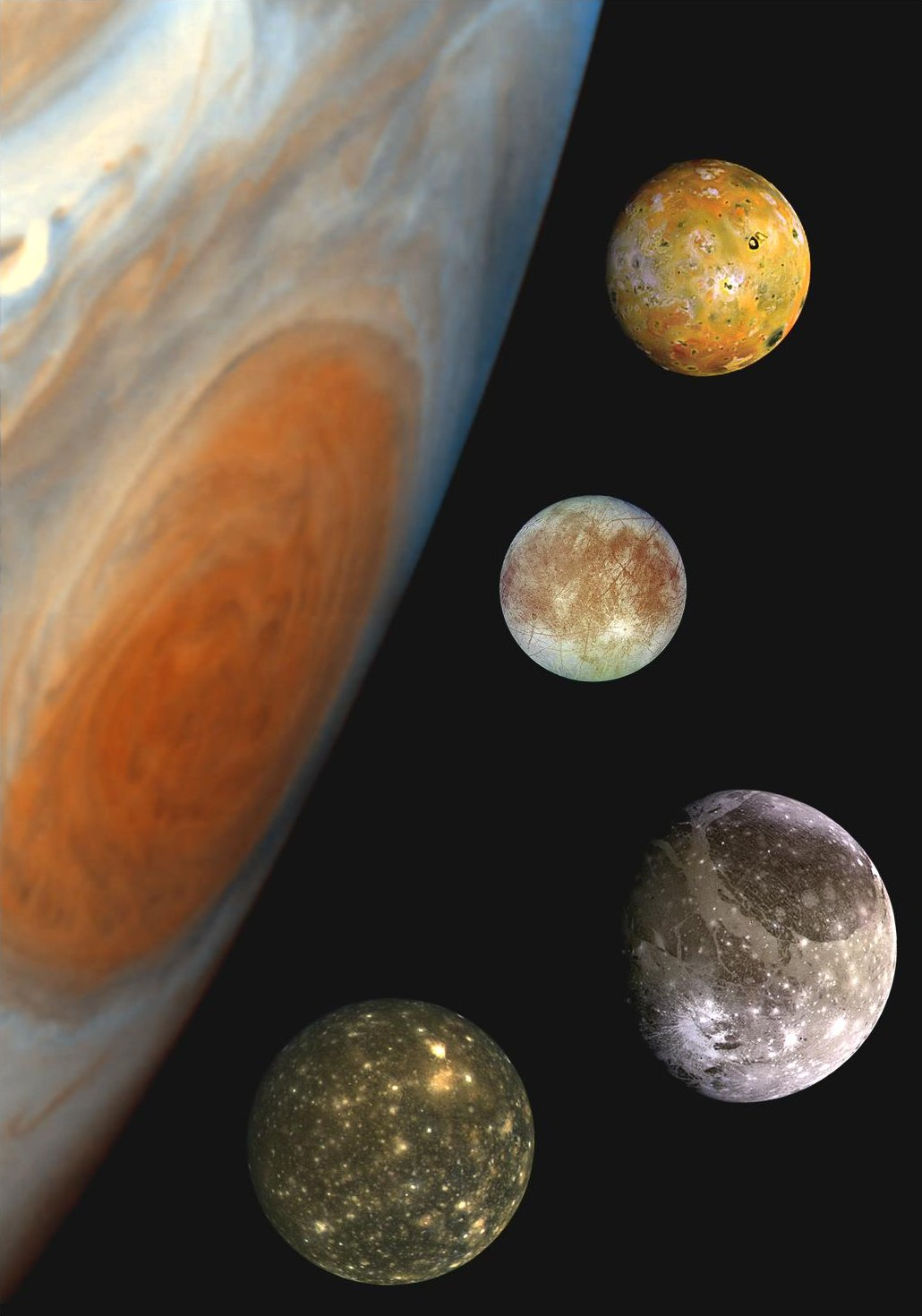
كوكب المشتري وأقمار غاليليو الأربعة وهم من اعلى إلى أسفل (آيو، أوروبا، غانيميد وكاليستو)

لقب جاليليو بأب علم الفلك والرصد الحديث، أبو الفيزياء الحديثة، أبو العلم، أبو العلوم الحديثة. وفقا لستيفن هوكينغ، فإن جاليليو ربما يكون مسئولا أكثر من أي شخص آخر عن ميلاد العلم الحديث. فمع إصرار الكنائس والسلطة الدينية على أن الأرض هي مركز المجموعة الشمسية، أكد جاليليو على نموذج كوبرنيكوس هو الصحيح مما أثار جدلا واسعا وحوكم في محاكم التفتيش، وأتهم بالهرطقة، وأجبر على التخلي عن رأية مقابل أن يبقى بقية حياته تحت الإقامة الجبرية.
لجاليليو مساهمات كبيرة في تطور العلم الفلكي مثل تأكيده باستخدام التلسكوب مراحل ظهور كوكب الزهرة، واكتشافه لأكبر أربع أقمار للمشترى في عام 1609 (سميت هذه الأقمار لاحقا بأقمار غاليليو) غير ملاحظاته وتحليلاته للبقع الشمسية.
لم تكن اهتمامات جاليلو بعيدة عن العلوم التطبيقية والتكنولوجيا، فاخترع البوصلة العسكرية، كما إكتشف أقمار جوفان في عام 1610 والذي بفضله تم اعتماده كعالم رياضيات وفيلسوف من محكمة ميديشي، أملا ان يشارك في مناقشات مع الفلاسفة كما كان يحدث أيام أرسطو وأن يكون له جمهور داخل البلاد وخارجها.

### رينيه ديكارت

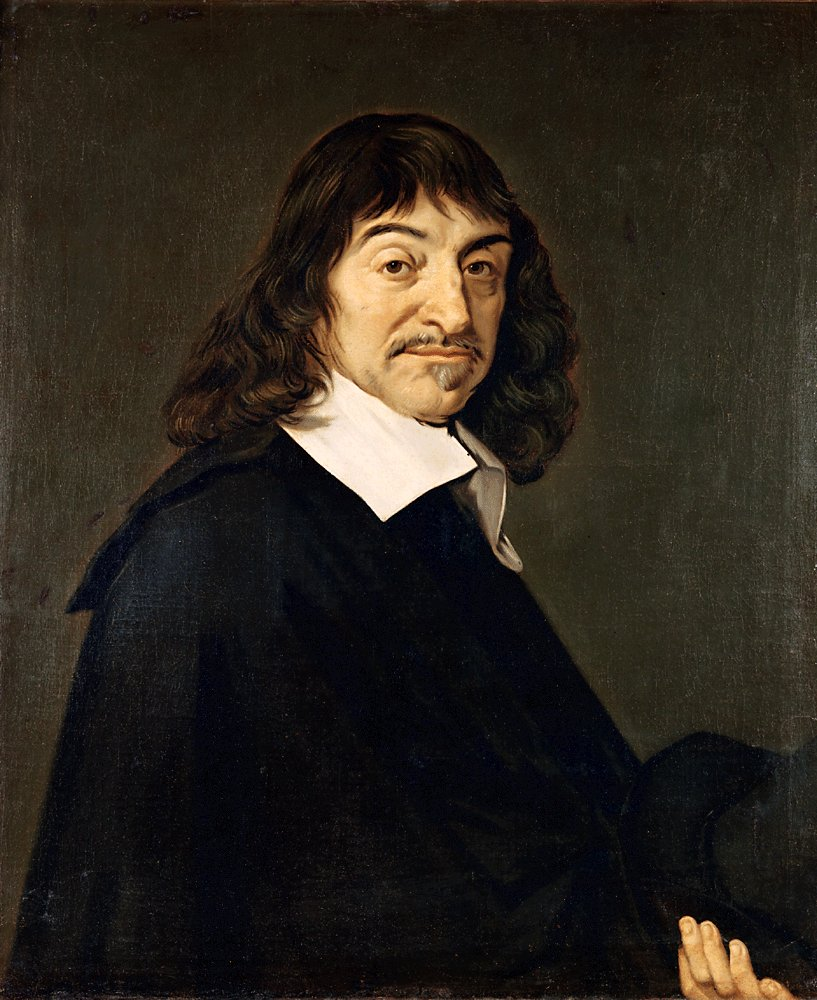
رينيه ديكارت
(1596–1650)

كان الفيلسوف الفرنسي رينيه ديكارت (1596–1650) مشهورا وذا تأثير كبير في الفلسفة التجريبية. يعرف ديكارت بتطويره للمدرسة الفلسفية القديمة. وهو صاحب مبدأ الشك.
يفترض ديكارت وجود أنواع مختلفة من الحركة، مثل حركة الكواكب وحركة الأرض.
كان ديكارت، مثل جاليليو، مقتنعا بأهمية التفسيرات الرياضية لكل ما حوله، فكان هو وأتباعه من الشخصيات الرئيسية في تطوير الرياضيات والهندسة في القرن السابع عشر. وصف الحركة في الرياضة الديكارتية يتم تعريفها بالفعل الفيزيائي، فبدأ استخدام الاتجاه في وصف الحركة من قبل هيغنز والفيلسوف والعالم الألماني غوتفريد لايبنتز، الذي أنشأ مدرسته أثناء متابعته للرياضة الديكارتية، فأنشا مدرسته (The Monadology) عام 1714.
لقب ديكارت بأبو الفلسفة الحديثة، وأنشا مدرسة خاصة بأفكاره انضم لها الكثير من الفلاسفة آنذاك وحتى الآن. لدى ديكارت تأثير كبير وواضح في الرياضيات، فالنظام الديكارتي الذي يسمح بتمثيل المعادلات الجبرية كأشكال هندسية في نظام ثنائي الأبعاد سمي على اسمه. كما يرجع إليه الفضل في ظهور الهندسة التحليلية، التي تعدّ جسر هام يربط بين الجبر والهندسة، والتي لها فضل كبير في اكتشاف للتفاضل والتكامل.

### إسحاق نيوتن

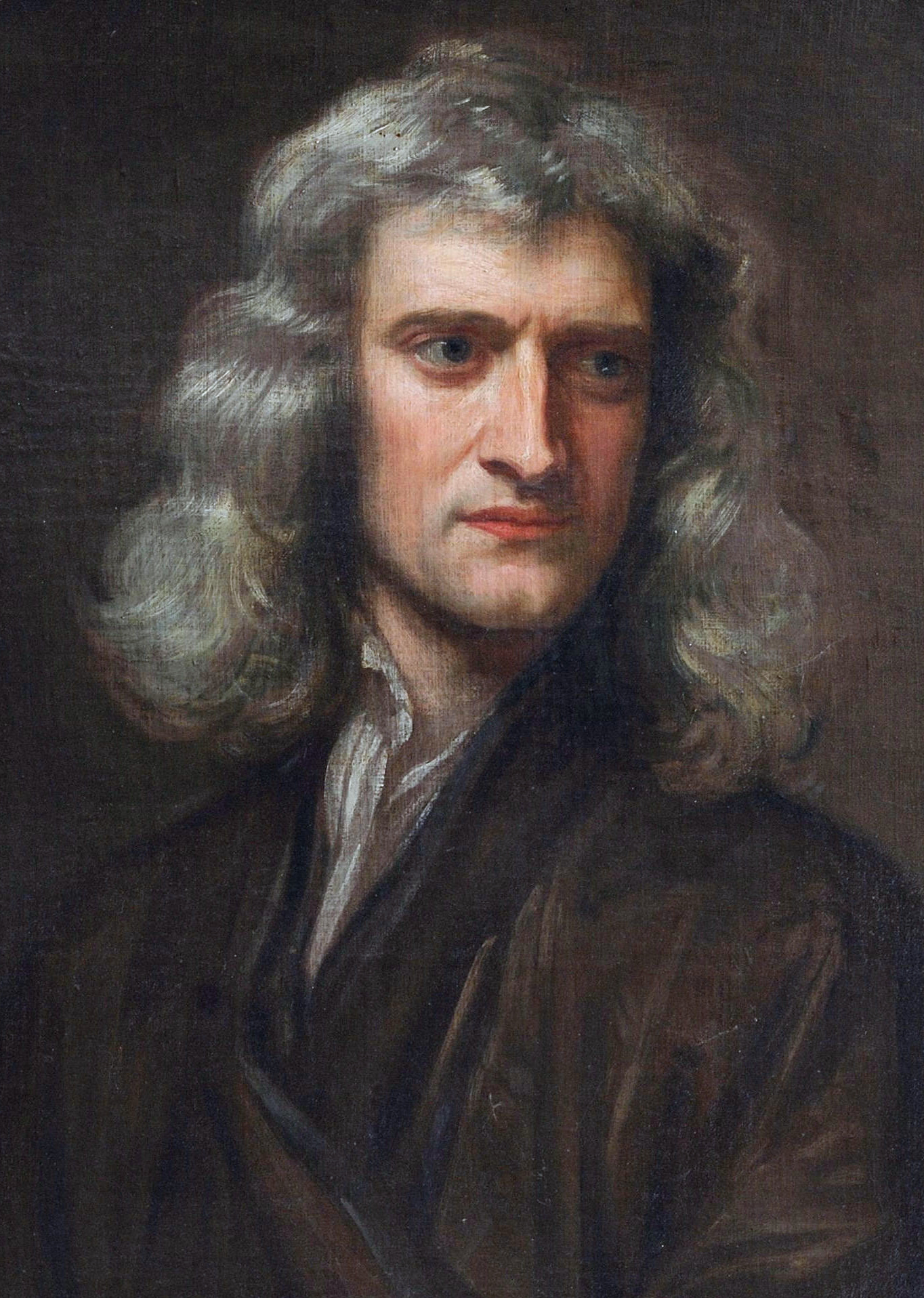
السير إسحاق نيوتن
(1642–1727)

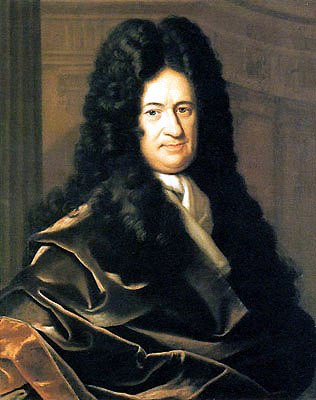
غوتفريد لايبنتس
(1646–1716)

شهد أواخر القرن السابع عشر وبداية القرن الثامن عشر الكم الأكبر من الإنجازات للثورة العلمية فعلى سبيل المثال يعدّ عالم الرياضيات والفيزيائي السير إسحاق نيوتن (1642-1727) من علماء جامعة كامبريدج ويعدّ لدى العديد العالم الأعظم والأكبر تأثيرا على مر العصور.
نيوتن، العضو في الجمعية الملكية في إنجلترا، استخدم علم الميكانيكا لدراسة علم الفلك ليكون نظاما واحدا يشرح فيه كيفية عمل الكون. فصاغ قوانينه الثلاثة عن الحركة التي تربط القوة المؤثرة على الجسم بحركته، وقانون الجاذبية الذي لا ينقصر استخدامه على شرح سلوك سقوط الأجسام، ولكن يمكن استخدامه أيضا في فهم سلوك الكواكب والأجرام السماوية الأخرى.
للوصول إلى هذه النتائج، قام نيوتن بإنشاء فرع جديد من فروع الرياضة وهو فرع التفاضل والتكامل (في نفس الوقت كان يعمل غوتفريد لايبنتز على إنشاء هذا الفرع) والذي أصبح أداة هامه في العديد من الاكتشافات المتعلقة بالفيزياء. يعد كتاب الأصول الرياضية للفلسفة الطبيعية من أهم أعمال نيوتن، إن تأخر نيوتن في نشر بحثه عن هذا الحساب حتي عام 1704 هو السبب في اختلاط الأمر حول من له الحق في هذا الاكتشاف. من المرجح أن لايبنتز كان قد توصل إلى هذا الحساب بمعزل عن نيوتن، غير أنه من الثابت حاليا أن نيوتن كان قد بدأ بتطوير حساب التفاضل والتكامل حتي قبل أن يبدأ لايبنتز بدراسه الرياضيات. بينما كان أهم ثاني إنجازات نيوتن العظيمة تجاربه في الضوء والنظرية الجسيمية التي كونها عنه. فحين كان في وولثورب قام بتجارب على المنشور، ولاحظ أنه عندما يمر شعاع ضوئي عبر المنشور كان ينكسر ولكنه يتجزأ إلى أجزاء تنكسر بانحرافات مختلفه، وأن الحزمة التي تسقط على الحاجز ليست مجرد بقعه متسعة من الضوء وإنما هي شريط ذو ألوان متتابعة مرتبة بحسب ترتيب ألوان قوس قزح المألوفة: الأحمر فالبرتقالي فالأصفر فالأخضر فالأزرق فالبنفسجي. وحين كان يمر عبر كراس ثان بشرط أن يكون مقلوب بالنسبة للأول كانت الألوان تعود فتتحد لتكون حزمة بيضاء، فساقته هذه التجارب إلى تكوين نظرية جسيمية للضوء. كما صنع نيوتن أول مقراب عاكس، وصاغ قانون عملي للتبريد ودرس سرعة الصوت، غير مساهمته نيوتن في دراسة متسلسلات القوى ونظرية ذات الحدين، ووضع طريقة نيوتن لتقريب جذور الدوال.

### إنجازات أخرى
توجد فروع أخرى من الفيزياء حظت بالاهتمام خلال عصر الثورة العلمية. وليم جلبرت، فيزيائي أثناء حكم الملكة إليزابيث الثانية، نشر كتابا هاما عن المغناطيسية في عام 1600، وصف فيه كيف أن الأرض نفسها عبارة عن مغناطيس هائل. درس روبرت بويل (1627-1691) سلوك الغازات في الغرف المغلقة، وصاغ قانونه الشهير عن تأثير الضغط والحجم على الغازات {\displaystyle \qquad \qquad PV=k}

كما ساهم في تطوير علم وظائف الأعضاء وتأسيس الكيمياء الحديثة.
كان أحد أهم نتائج الثورة العلمية هو ظهور الجمعيات والأكاديميات العلمية في مختلف أنحاء البلاد. ظهرت هذه الجمعيات لأول مرة في إيطاليا وألمانيا ولكنها لم تدم فترة طويلة.أما أكثر الجمعيات تأثيرا فهم الجمعية الملكية في إنجلترا المؤسسة عام 1660، والأكاديمية الفرنسية للعلوم المؤسسة عام 1666.

#### بداية الديناميكا الحرارية

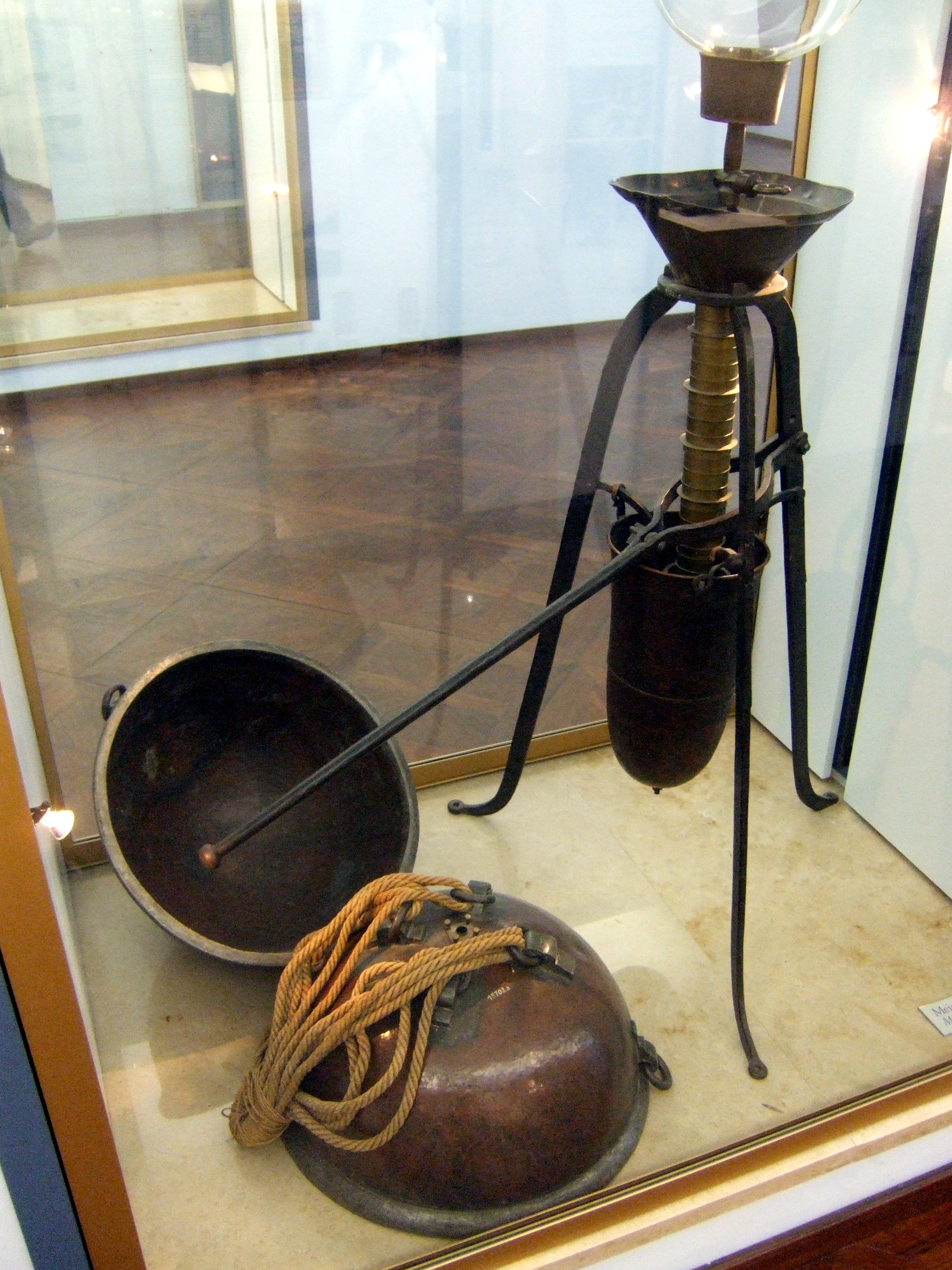
بالون ماغديبورغ الأصلي، الموجود في المتحف الألماني

تم تصميم المحرك الأولى من قبل العالم الالماني أوتو فون غيريكه، الذي استطاع في عام 1650 تصميم وبناء أول مضخة غاز في العالم وإجراء أول تجربة بالون ماغديبورغ. كان الهدف من بناء تلك المضخة هو تفريغ نصفي كرة ماجدبورج لتوضيح تأثير ضغط الهواء وهما نصفا كرة من المعدن مثبتتان سويا ليكونا كرة لإثبات خطأ افتراض أرسطو الذي ساد فترة طويلة من الزمن بأن «الطبيعة تمقت الفراغ».
بعد فترة قصيرة، تعلم الفيزيائي والكيميائي الإيرلندي بويل من تصاميم غيريكا، واستطاع في عام 1656، بالتنسيق مع العالم الإنجليزي روبرت هوك ببناء مضخة هواء. باستخدام هذه المضخة، لاحظ كل من بويل وهوك علاقة الحجم بالضغط للغاز:
PV = k
حيث
- P هو الضغط
- V هو الحجم
- k هو ثابت

تعرف هذه العلاقة بقانون بويل. في ذلك الوقت، كان يعتقد أن الهواء هو نظام مكون من جزيئات ثابتة ولا تتحرك. وجاء مفهوم الحركة الحرارية بعد قرنين من الزمان. تحدث بويل في أطروحته المنشورة عام 1660 عن مفهوم الميكانيكا. وفي وقت لاحق، بعد اختراع الترمومتر، تم تحديد درجة الحرارة كخاصية مميزة للمادة. أعطت هذه الأداء الفرصة للوي جوزيف غي لوساك لصياغه قانونه، الذي ينص على أن ضغط غاز مثالي يتناسب تناسبا طرديا مع درجة الحرارة عند ثبات الحجم
{\displaystyle P\sim T\qquad \qquad {\frac {P}{T}}={\text{const}}\qquad \qquad {\frac {P_{1}}{P_{2}}}={\frac {T_{1}}{T_{2}}}}
والذي ساعد في وقت لاحق في صياغه قانون الغاز المثالي، الذي ينص على أن الحجم يتناسب تناسبا عكسيا مع تغير الضغط والحرارة.
{\displaystyle \ pV=nRT}
ولكن حتى قبل صياغه قانون الغاز المثالي، استطاع مساعد لبويل اسمه دنيس بابان في عام 1679 من اختراع عصا هاضمه تقوم بإنتاج البخار إلى أن يترفع ضغط الغاز. مع مرور الوقت تم تصميم صمامات لتهريب (تخفيف) البخار من الجهاز وحفظه من الانفجار. صمم هذا الصمام ليتحرك رأسيا صعودا ونزولا بتلقائية على حسب حاله الجهاز، أخذ بابان هذه الفكرة من مبدأ عمل المكبس والمحرك الإسطواني، وعلى الرغم من ذلك لم يكمل تصميمه.
في عام 1697، استنادا على تصاميم بابان، قام المهندس توماس سافيري ببناء أول محرك. وعلى الرغم من أن هذه المحركات الأولى كانت بدائية وغير فعالة، إلا أنها جذبت انتباه العلماء البارزين في ذلك الوقت. يجب التوضيح أنه قبل عام 1698 واختراع محرك سافيري وهو ما يطلق عليه الآن المحرك البخاري، كانت الأحصنة تستخدم في سحب البكرات، المربوطة في نهايتها بالدلو لرفع المياه من مناجم الملح التي إجتاحتها الفيضانات في إنجلترا.
في السنوات اللاحقة، تم بناء أشكال مختلفة من المحركات البخارية، مثل محرك نيوكمن ومحرك واط البخاري. في ذلك الوقت، بدء عصر المحركات وانتهى عصر الخيول. وبدأ تعريف قوة كل محرك بوحدة الحصان، تبعا لعدد الخيول التي كانت ستقوم بنفس المهمة. كانت المشكلة الرئيسية لهذه المحركات هي بطئها وضعف كفاءتها، فكانت تحول أقل من 2% من الوقود إلى طاقة يمكن استخدامها. وبعبارة أخرى، تم حرق كميات كبيرة من الفحم أوالخشب للقيام بفعل صغير. ومن هنا ظهرت الحاجة إلى علم جديد في ديناميات المحركات.

## التطورات في القرن الثامن عشر

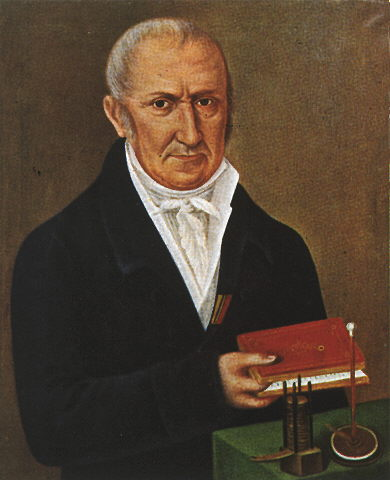
ألساندرو فولتا
(1745–1827)

في القرن الثامن عشر، تطور علم الميكانيكا الذي أسسه نيوتن نتيجة لاهتمام علماء الرياضة بتطوير فرعي التفاضل والتكامل. كان التحليل الرياضي للمشاكل المتعلقة بالحركة تعرف بالميكانيكا العقلانية، أو الرياضة المختلطة (سميت فيما بعد بالميكانيكا الكلاسيكية).

### الميكانيكا

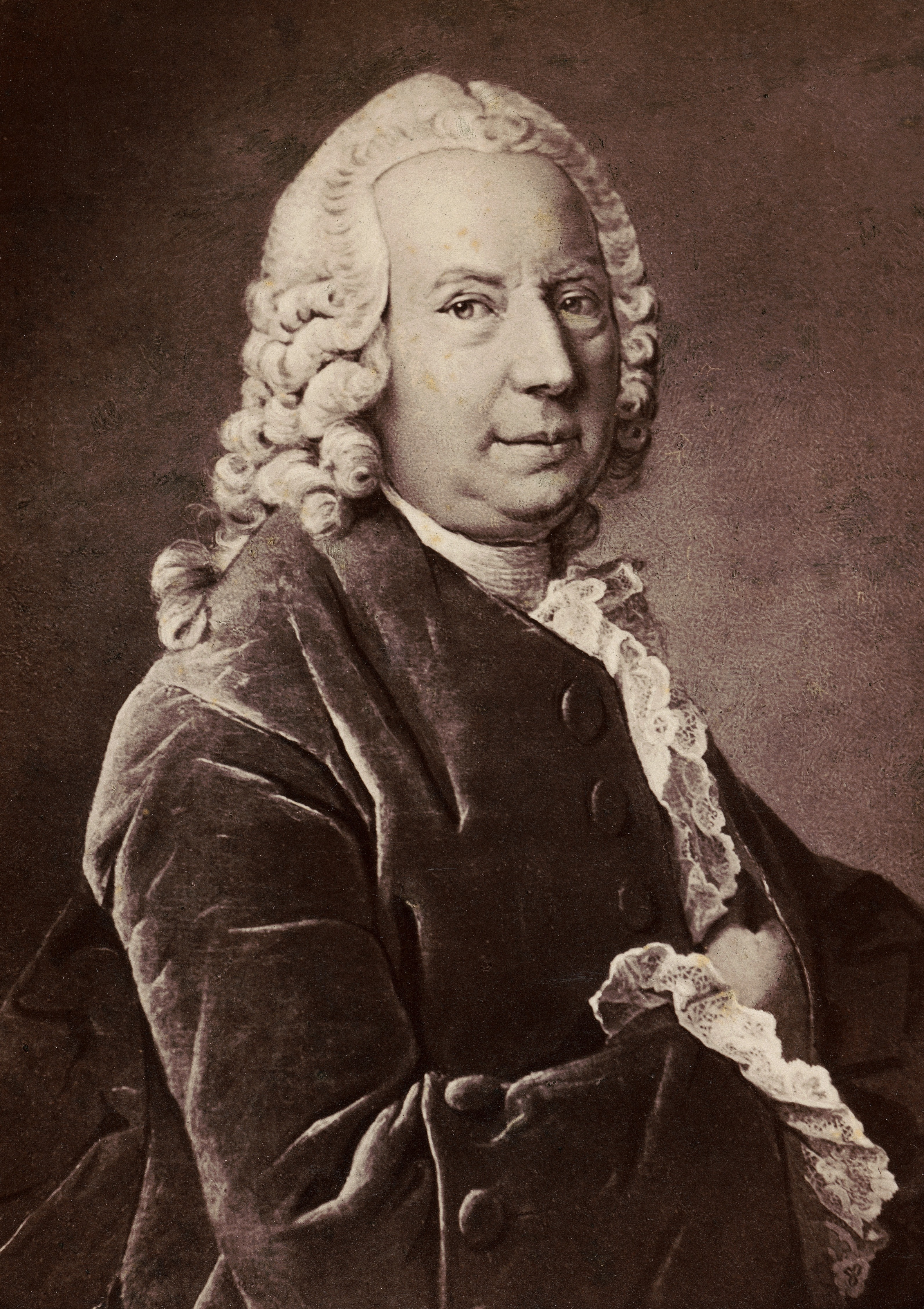
دانيال برنولي
(1700–1782)

في عام 1714، توصل بروك تايلور إلى معادلة تفاضلية للتردد الأساسي لحركة سلسلة (سوسته) تربط الكتلة بقوة الشد. بينما قام الرياضياتي السويسري دانيال برنولي (1700 – 1782) بدراسات رياضية هامة على سلوك الغازات، وتعدّ هذه الدراسات مصادر هامه لنظرية الحركة للغازات التي تطورت بشكل كبير في القرن التالي، ليصبح دانيال برنولي الفيزيائي الرياضي الأول.

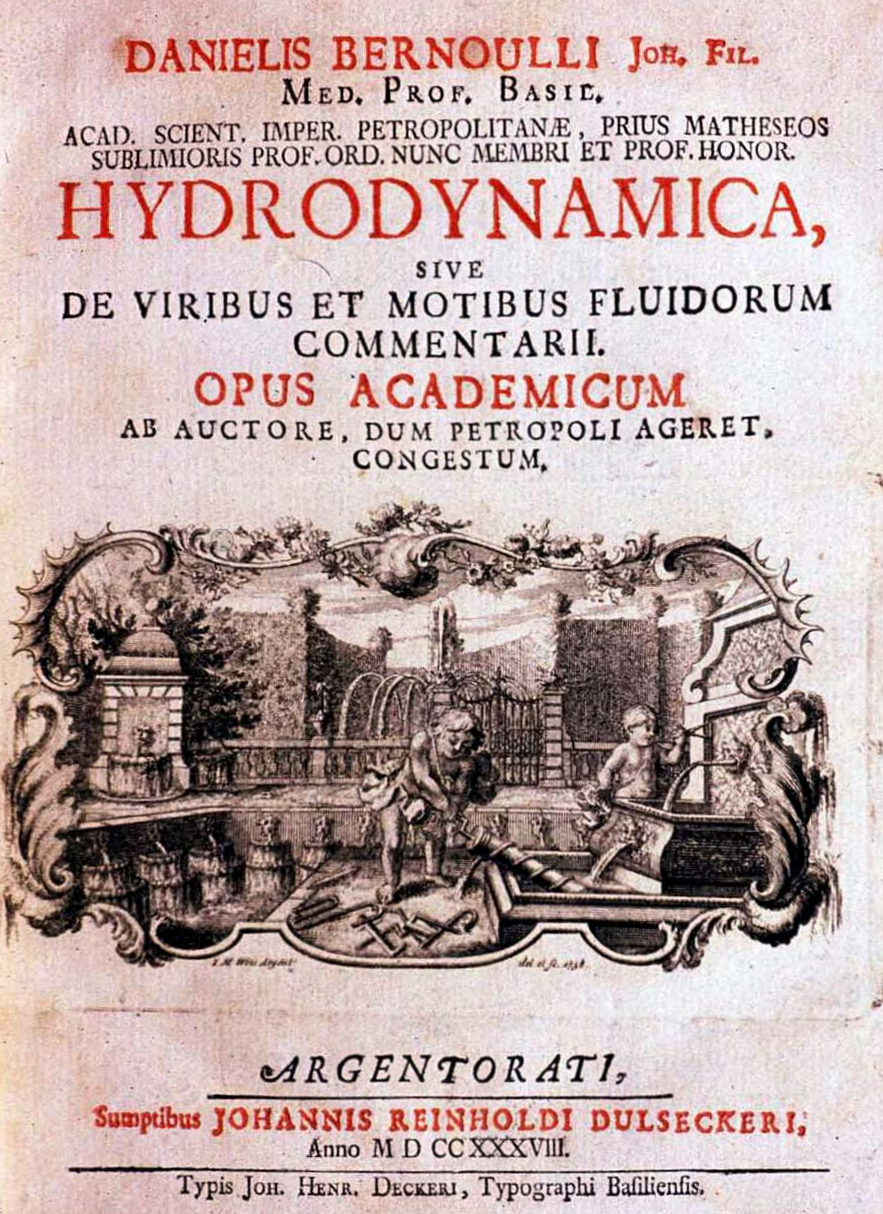
غلاف كتاب الهيدروديناميكا لبرنولي.

في عام 1733، صاغ برنولي معادلته التفاضلية عن التوافقيات الرئيسية لسلسلة معلقة. وفي عام 1734، توصل برنولي إلى حل المعادلة التفاضلية لاهتزاز عمود مطاطي يطرق على الجانب الآخر له. كما قدم دراسة عن تدفق وديناميات الموائع في كتابه هيدروديناميكا في عام 1738.
للميكانيكا العقلانية دور مباشر في تطوير المعاملات الرياضية للحركة المرئية، فمع استخدام مبادئ نيوتن كأساس، وتطوير علم التفاضل والتكامل والهندسة التحليلية تزداد احتمالية حل العمليات الحسابية المعقدة. وهذا ما تم ذكره في كتاب نشر لعالم الرياضيات جوهان بابتيست هورفاث. مع نهاية القرن كانت المعاملات التحليلية دقيقة بما فيه الكفاية لدراسة النظام الشمسي باستخدام قوانين نيوتن بدون الإشارة إلى التدخل الإلهي، ولكن لم تكن كافية لتفسير مشكلة البعد الثلاثي للجسم ومشكلة الجاذبية.
في عام 1705، تنبأ إدموند هالي باكتشاف دورية مذنب هالي، وفي عام 1781 إكتشف فريدريك ويليام هيرشل، وفي عام 1798 استطاع هنري كافنديش قياس ثابت الجاذبية وتحديد كتلة الأرض. بينما في عام 1783، اقترح جون ميشل أن بعض الأشياء قد تكون هائلة الحجم حتى أن الضوء حتى لا يمكن الهروب منها.
في عام 1739، استطاع ليونارد أويلر حل المعادلة التفاضلية لمذبذب يتعرض لقوة خارجية ولاحظ ظاهرة الرنين. في عام 1742 إكتشف كولين ماكلورين الانجذاب الذاتي الموحد. وفي نفس العام (1742)، نشر بنجامين روبينز كتابه عن المبادئ الجديدة للمدفعية، منشأ بذلك علم الديناميكا الهوائية. مع نهاية القرن لم يعد التطور في الرياضيات يعتمد على العلماء الإنجليز فقط أمثال تايلور وماكلورين. فظهرت الأكاديميات العلمية وعلماء أمثال بيرنولي، أويلر، لاغرانج، لابلاس وأدريان ماري ليجاندر.
في عام 1743، نشر جين لي روند دالمبرت كتابه عن الديناميكا والذي ذكر فيه مفهوم القوى الكلية للأنظمة المتسارعة والأنظمة تحت القيود، وقدم طريقة جديدة لحل المشاكل الديناميكية، تعرف الآن باسم مبدأ دالمبرت ({\displaystyle \sum _{i}(\mathbf {F} _{i}-m_{i}\mathbf {a} _{i})\cdot \delta \mathbf {r} _{i}=0,})، وهو مبدأ يماثل قانون نيوتن الثاني للحركة.

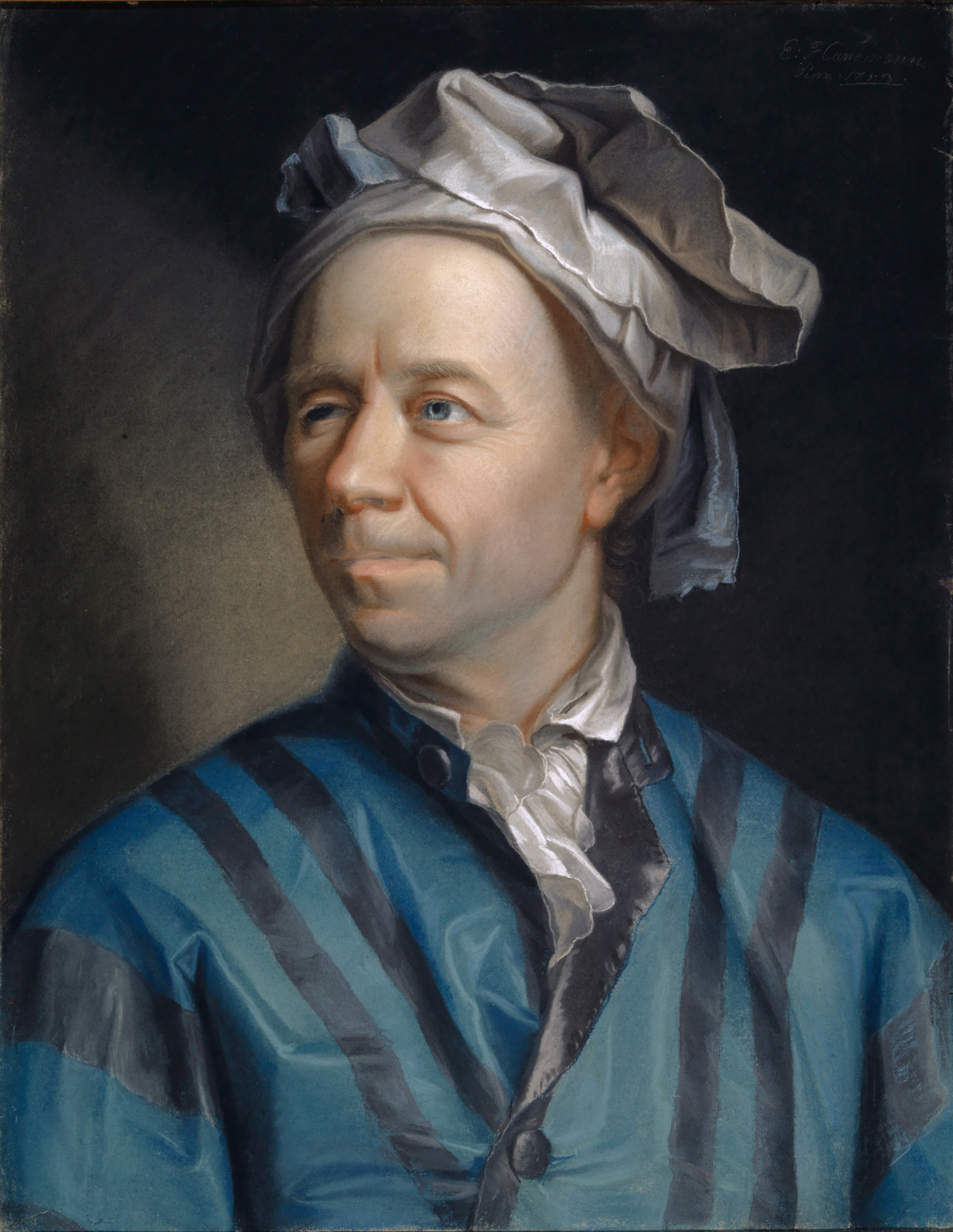
ليونهارت أويلر

في عام 1747، بدأ بيير لويس موبرتيوس بتطبيق الحد الأدنى من مبادئ الميكانيكا. في عام 1759، استطاع أويلر حل المعادلة التفاضلية الجزئية لاهتزاز طبلة مستطيلة. في عام 1764، إختبر أويلر معادلته التفاضلية الجزئية ووجد حلا من حلول دالة بيسل. في عام 1776، نشر جون سمتون (الأب الروحي للهندسة المدنية) ورقة بحثية عن التجارب المرتبطة بالطاقة، الشغل، العزم والطاقة الحركية، غير براهين على صحة مبدأ بقاء الطاقة.
في عام 1788، قدم جوزيف لويس لاغرانج معادلات لاغرانج للحركة في الميكانيكا التحليلية، التي تعدّ هي أساس عمل الميكانيكا. في عام 1789 صاغ أنطوان لافوازييه قانون بقاء الكتلة والذي ينص على أن عند حدوث أي تفاعل كيميائي فان كتل المواد المتفاعلة تساوي كتل المواد الناتجة عن التفاعل كما أن يذكر أن أي كتلة في نظام مغلق ستبقى ثابتة مهما حدث داخل النظام. يمكن القول أنه في القرن الثامن عشر شهدت ميكانيكا لاغرانج تطورا كبيرا في عام 1788، وميكانيكا الأجرام السماوية لبيير سيمون لابلاس (1799–1825) التي حولت دراسة الهندسة من الطريقة التقليدية إلى طريقة تعتمد على التفاضل والتكامل.

### الثرموديناميك (الديناميكا الحرارية)
خلال القرن الثامن عشر، تطورت الديناميكا الحرارية تطورا ملحوظا فظهرت العديد من النظريات في تلك الفترة مثل نظرية انعدام الوزن، السعر الحراري (الكالوري)، الكهرباء، فلوجستون (والذي تم الإطاحة به سريعا بعد تعريف لافوازييه لغاز الأكسجين في نهاية القرن). على افتراض أن هذه المفاهيم كانت سوائل حقيقية، يمكن جعلها تدفق في أي اتجاه عن طريق أجهزة ميكانيكية أو تفاعلات كيميائية. هذا التطور أدى إلى تطوير أنواع جديدة من التجارب والاكتشافات كاكتشاف الفيزيائي الاسكتلندي جوزيف بلاك البروفيسور في جامعة غلاسكو لمفهوم الحرارة الكامنة والأجهزة كقارورة ليدن، وأجهزة القياس مثل المسعر، وتحسين الأدوات القديمة كالثرمومتر. كما أثبت فرانكلين أيضا أن البرق عبارة عن شحنة كهربائية في عام 1752.
كما ظهرت نظرية عن الحرارة في القرن الثامن عشر، تعدّ فيه حركة الحرارة (الكالوري) كحركة السوائل، الأمر الذي تبين أنه غير صحيح فيما بعد، هذا لا ينفى اهتمام عددا كبيرا من العلماء بتطوير وتصحيح هذه النظرية مثل جوزيف بلاك (1728-1799) وهنري كافنديش (1731-1810).
ظهرت نظرية أخرى تعارض نظرية السعرات الحرارية وضعها الكيميائيين، لتصبح هي النظرية الأقل قبولا منذ عصر نيوتن بسبب أنها تقول أن الحرارة تؤثر على تماسك الجزئيات في المادة. تلقت هذه النظرية المكيانيكية الدعم في عام 1798 عندما أقيمت تجربة كانون بورنج لكونت رومفورد بنيامين طومسون، الذي استطاع إثبات وجود علاقة وثيقة بين الحرارة التي تتعرض لها المادة والطاقة الميكانيكية بداخلها.
كان علماء القرن الثامن عشر يعتقدون بإمكانية ظهور قوانين تربط القوة الكهربائية والمغناطيسية بقوانين نيوتن للحركة. وأنه إذا تواجدت تلك القوانين سيكون إنجازا هاما. بدأ هذا الاعتقاد يختفى تدريجيا مع تطور التجارب المعملية في بدايات القرن التاسع عشر وزيادة الدعم المقدم من الأكاديميات العلمية كالجمعية الملكية في لندن.
في الوقت نفسه، بدأ تطبيق الأساليب التحليلية للميكانيكا العقلانية على التجارب المعملية، كان أهم هذه الأساليب هو أسلوب عالم الرياضيات الفرنسي جوزيف فورييه في معالجة تدفق الحرارة، الذي نشره عام 1822.
في عام 1767 إقترح جوزيف بريستلي قانون التربيع العكسي الكهربائي، بينما صاغ شارل أوغستان دي كولوم قانون التربيع العكسي للكهرباء الساكنة في عام 1798.
بحلول نهاية هذا القرن، كانت هيمنة أعضاء الأكاديمية الفرنسية للعلوم في هذا المجال واضحة. في الوقت نفسه، استمرت أفكار جاليليو وأتباعه في الانتشار. بينما كانت الجمعية الملكية والأكاديمية الفرنسية هي المراكز الرئيسية والمسئولة عن تطور العلوم.
من أهم سمات القرن الثامن عشر هو عدم تخصص العلماء والجمعيات بمجال واحد من العلوم، فكان العالم يجري تجاربه الخاصة في الميكانيكا، البصريات، المغناطيسية، الكهرباء الساكنة، الكيمياء وعلم وظائف الأعضاء. الأمر الذي أختفى تدريجيا مع بداية القرن التاسع عشر فعلى سبيل المثال، ترك المجربون الكيميائيون دراسة نظام القوى لنيوتن وركزوا جهودهم على عزل وتصنيف المواد الكيميائية والتفاعلات الكيميائية بينهم.

## القرن التاسع عشر

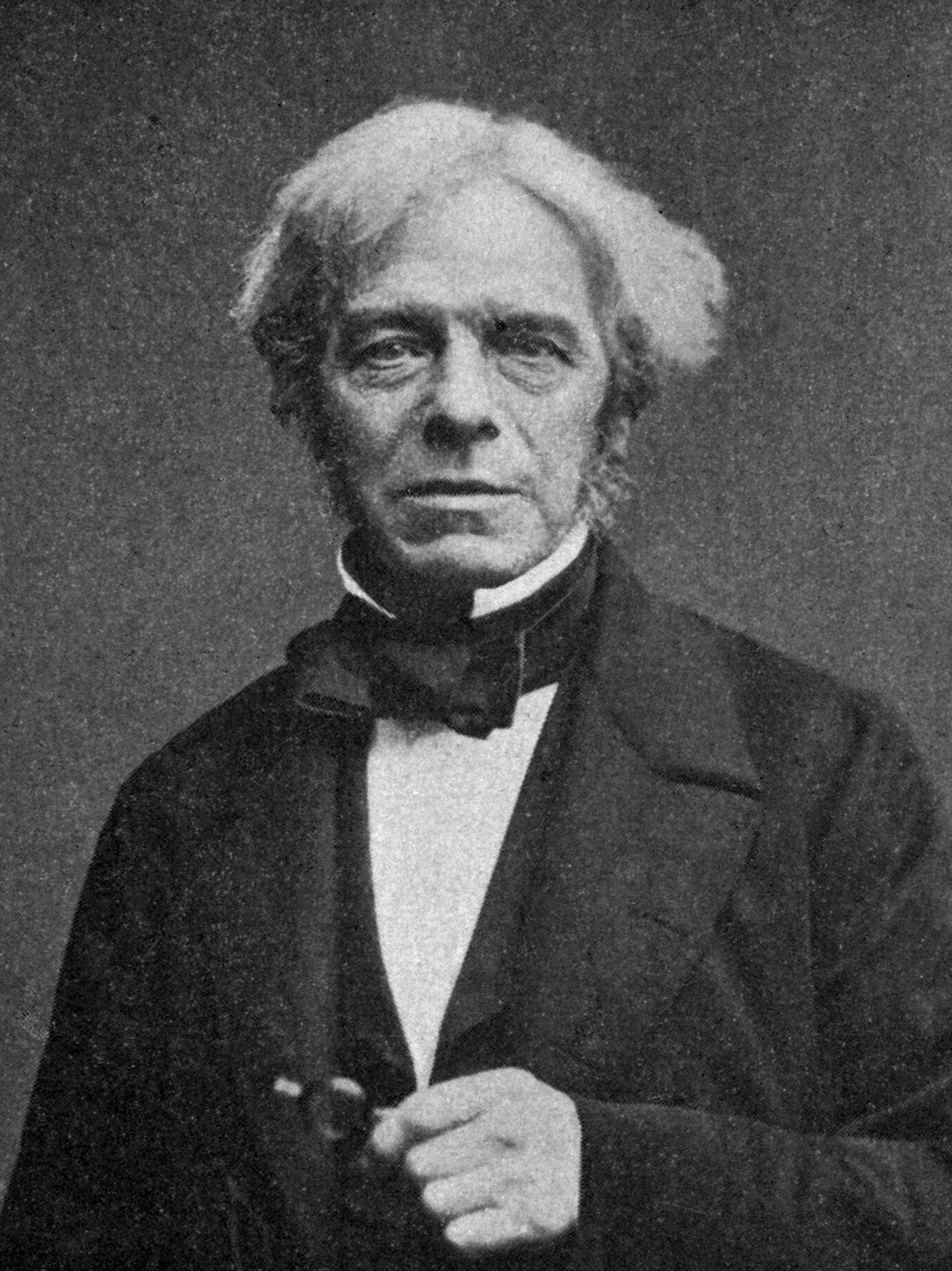
مايكل فاراداي
(1791–1867)

في عام 1800، اخترع أليساندرو فولتا البطارية الكهربائية (والمعروفة أيضا باسم بالعمود الجهدي)، الأمر الذي ساعد جدا في دراسة التيار الكهربي. في العام التالي، أثبت توماس يونغ وجود الطبيعة الموجية للضوء، والذي تلقى دعما كبيرا من التجارب المعملية لأوغستان جان فرينل ومبدأ التداخل.
في عام 1813، نشر بيتر ايوارت ورقة بحثية عن مبدأ بقاء الطاقة. وفي عام 1820، وجد هانز كريستيان أورستد أنه عند مرور تيار كهربي في موصل يتسبب هذا التيار في تكوين مجال مغناطيسي حوله، وفي غضون أسبوع من وصول نبأ اكتشاف أورستد إلى فرنسا، اكتشف أندريه-ماري أمبير أن عند مرور تيارين كهربيين معاكسين فإن كل منهما سيؤثر على الآخر. في عام 1821، بدأ وليام هاملتون تحليله في دالة هاملتون.

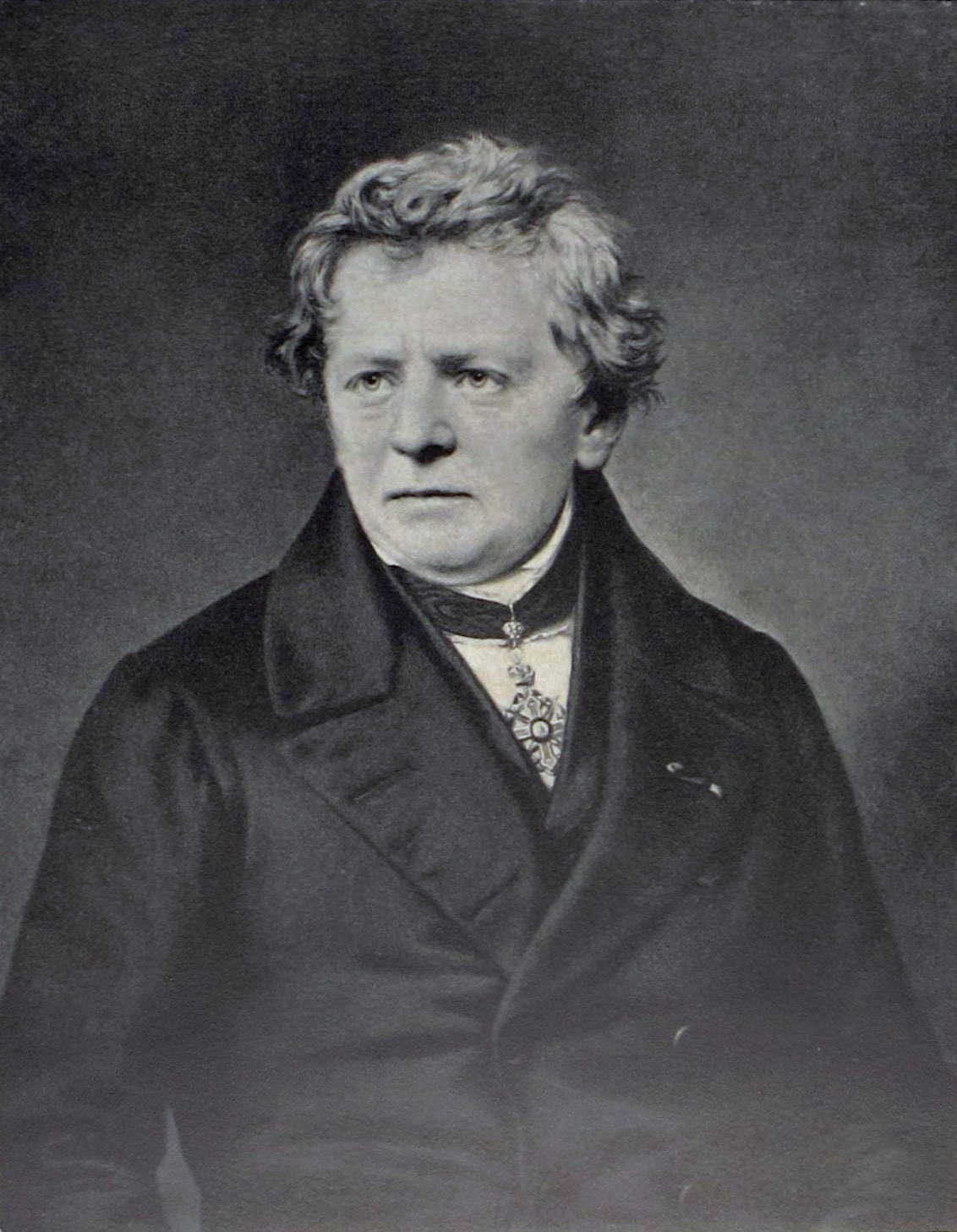
جورج أوم

في عام 1821، نجح مايكل فاراداي في بناء محركه الكهربائي، بينما صاغ جورج أوم قانونه عن المقاومة الكهربية في عام 1826، موضحا العلاقة بين الجهد، والتيار والمقاومة ({\displaystyle V=R\cdot I}) في الدوائر الكهربائية. أما في عام 1822، اكتشف عالم النباتات روبرت براون الحركة البراونية والتي تصف الحركة العشوائية لجزيئات الموائع.
في عام 1829، صاغ غاسبارد غوستاف كوريوليس مصلطح الشغل (القوة * المسافة) ومصطلح الطاقة الحركية بالمعنى المتداول حاليا.
في عام 1831، اكتشف فاراداي (وجوزيف هنري بشكل مستقل) التأثير العكسي، أي توليد تيار كهربي من عن طريق مجال مغناطيسي والمعروف الآن باسم الحث الكهرومغناطيسي، كانت هذه الاكتشافات هي حجر الأساس في عملية بناء المحركات والمولدات الكهربائية.
في عام 1834، اكتشف كارل غوستاف جاكوب جاكوبي الانجذاب الدوار الذاتي الموحد. العام نفسه الذي لاحظ فيه جون راسل موجة السوليتون في قناة الاتحاد قرب مدينة إدنبرة، وقام باستخدام خزانات مائية في دراسة عمق المياه وسرعة الموجات. في العام التالي، توصل وليام هاملتون إلى معادلاته الكنسية للحركة. في العام نفسه، شرح غاسبار كوريوليس نظرية الكفاءة الميكانيكية للسواقي، واستنتج تأثير كوريوليس.
في عام 1841، نشر عالم هاوي يدعى يوليوس روبرت فون ماير ورقة بحثية عن قانون بقاء الطاقة، ولكن افتقاره للتدريب الأكاديمي أدى إلى رفضها. في العام التالي (1842) اقترح كريستيان دوبلر تأثير دوبلر (هو عبارة عن تغير ظاهري في التردد والطول الموجي للموجة كما يلاحظه المُشاهد الذي يتحرّك بالنسبة لمصدر الموجة). في عام 1847، صاغ هرمان فون هلمهولتز الصيغة الرسميه لقانون بقاء الطاقة.
| تاريخ الفيزياء | الطا قة لا تفنى ولا تحدث من عدم ولكن تتحول من شكل الي آخر | تاريخ الفيزياء |

بينما في عام 1851، اخترع ليون فوكو رقاص فوكو لتقديم إثبات علمي بسيط لحقيقة دوران الأرض حول محورها. كما قياسا مبكرا لسرعة الضوء واكتشف التيارات الدوامية، ومع أنه لم يخترع الجيروسكوب إلا أنه من أعطاه هذا الاسم.
كما شهد النصف الأول من القرن، تطور هائل في ميكانيكا الاستمرارية مثل قانون المرونة للمواد الصلبة واكتشاف معادلات ستوكس للسوائل.

## القرن العشرين: مولد الفيزياء الحديثة

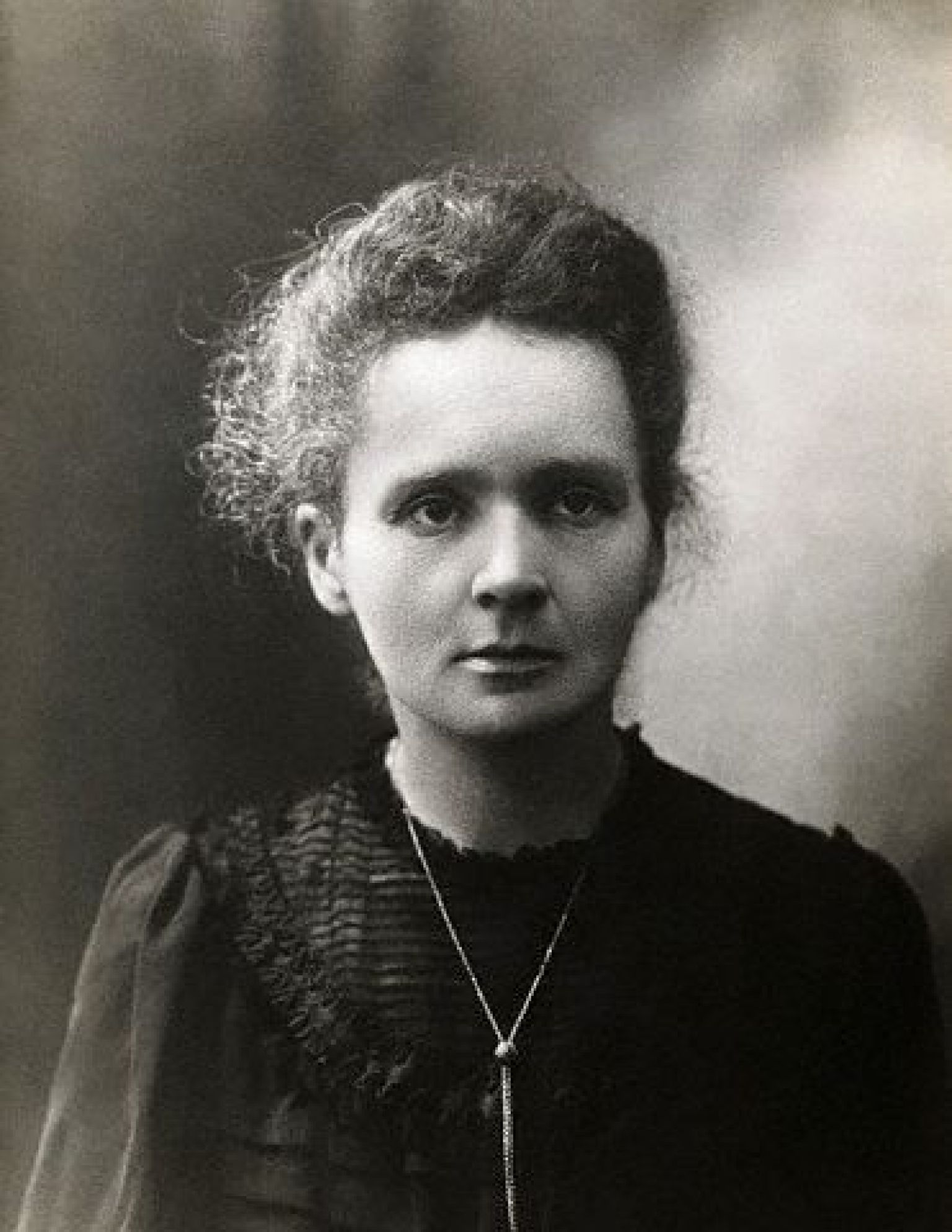
ماري سكوودوفسكا كوري
(1867–1934)

مع نهاية القرن التاسع عشر، تطورت الميكانيكا الكلاسيكية لتصل إلى مرحلة تمكنها من التعامل مع المشكلات شديدة التعقيد كالتي تضمن مواقف ميكروسكوبية، مشكلات الديناميكا الحرارية، النظرية الحركية، البصريات. لذلك بدأ العلماء بالتعامل مع المشكلات الثانوية مثل تحسين دقة أساليب القياس.
على الرغم من ذلك، ظهرت أكثر من 1900 نظرية تشك حول اكتمال النظريات الكلاسيكية، فعلى سبيل المثال بدأ التكشكيك في معادلات ماكسويل مع ظهور أوجه القصور بها، وعجزهم عن تفسير بعض الظواهر الفيزيائية مثل توزيع الطاقة في الجسم الأسود والتأثير الكهروضوئي.
يعتقد علماء الفيزياء البارزين مثل هندريك لورنتز، إميل كوهن، ارنست ويكرت وفلهلم فيين أنه مع بعض التعديل على معادلات ماكسويل ستعدّ أساس لجميع القوانين الفيزيائية. مع بداية القرن العشرين حدثت ثورة كبيرة في عالم الفيزياء، معلنه ولادة الفيزياء الحديثة.

### تجارب الإشعاع

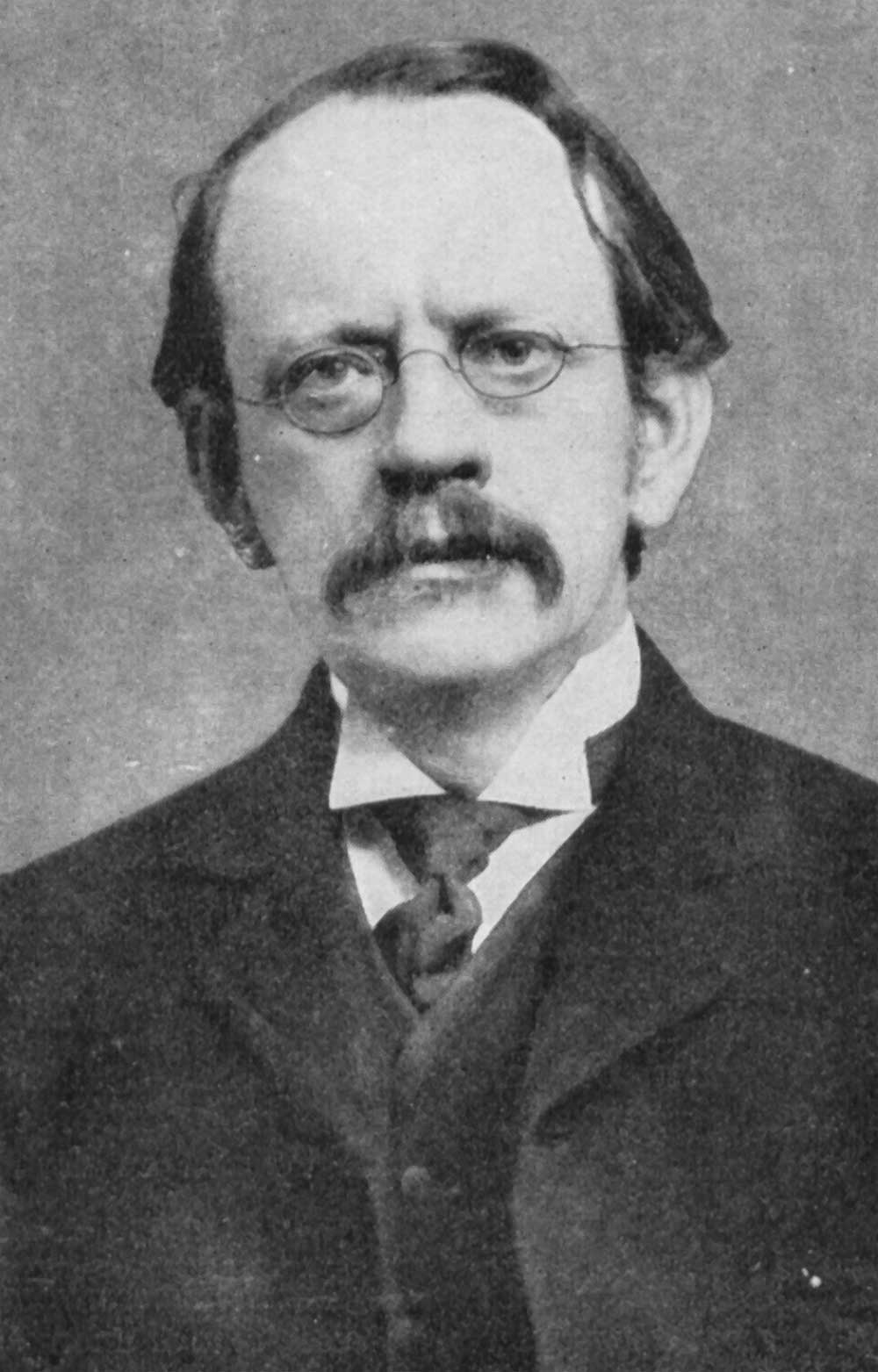
جوزيف جون طومسون (1856–1940)، مكتشف الإلكترون، والحاصل على جائزة نوبل في الفيزياء عام 1906.

في القرن التاسع عشر، بدأ المجربين بالكشف عن أشكال جديده للإشعاع، ففي عام 1895 تسبب اكتشاف فيلهلم رونتجن للأشعة السينية بضجة كبيرة. وفي العام التالي (1896) اكتشف هنري بيكريل أن هناك أنواع معينه من المواد تشع عند سقوط الضوء عليها. وفي عام 1897، اكتشف جوزيف جون طومسون الإلكترون، كما اكتشفت ماري وبيير كوري عناصر مشعة جديدة كما أجروا دراسات حول طبيعه المادة والذرّة وإمكانية تدميرها. ويرجع لماري الفضل في إطلاق مصطلح النشاط الإشعاعي وتحديدها كخاصية مميزة للمادة، وكيفية عزل العناصر المشعة كالراديوم والبولونيوم. كما قام إرنست رذرفورد وفردريك سودي بتحديد شكلين من أشكال أشعة بيركيل.
استطاع رذرفورد تحديد وتسميه نوعين من أنواع النشاط الإشعاعي، وفي عام 1911، أثبت رذرفورد بالتجارب المعملية أن الذرة لها كثافة وشحنة فيوجد بداخلها نواه موجبة الشحنة تدور حولها إلكترونات سالبة الشحنة. بالنسبة للنظرية الكلاسيكية، فإن التكوين الذري غير مستقر، كما فشلت في تفسير نتائج أكثر من تجربة في نهاية القرن التاسع عشر، كانت إحداهما هي تجربة ألبرت ميكلسون وإدوارد مورلي والمعروفة باسم تجربة ميكلسون ومورلي (من أشهر الأدلة المعارضة لنظرية الأثير).
بدأ الاهتمام بدراسة الإشعاع بالإضمحلال بشكل بارز مع بداية ثلاثينات القرن الماضي مع بداية العصر الذري والانشطار النووي.

### ألبرت اينشتاين ونظرية النسبية
في عام 1905، قام فيزيائي ألماني يبلغ من العمر تسع وعشرون عاما يدعى ألبرت اينشتاين (1879-1955)، بتوضيح كيف يتغير قياس الزمن والمكان بتغير مكان الملاحظ أو بتغير المسافة يين الملاحظ وما يلاحظه. لا يعدّ الأمر مبالغه عند القول بأنه لا توجد نظرية علمية أحدثت ثورة منذ نظرية كوبرنيكوس إلى الوقت الحالي مثل نظرية اينشتاين النسبية. على الرغم من إسهامات اينشتاين العديده في العلوم إلا أن نظريت النسبية تعدّ من أعظم إنجازاته.
على الرغم من أن أينشتاين لم يكن من أدخل مصطلح النسبية، إلا أنه من قام بإثبات أن سرعة الضوء في الفراغ ثابته، لا تعتمد على مكان الراصد، وأنها هي السرعة المطلقة. كما أنها لا تؤثر على حياتنا اليومية نظرا لأن معظم الكائنات تتحرك بسرعة أقل بكثير من سرعة الضوء. اما بخصوص المواد التي تنتقل بسرعة قريبة من سرعة الضوء، فعلى الرغم من أن نظرية النسبية ترى بأن الزمن سيمر أبطا عليهن بكثير. أدى نجاح أينشتاين في الوصول إلى معادلته الشهيرة (E = mc2) والتي تربط بين كتله المادة وطاقتها، إلى اكتشاف الطاقة النووية وصناعة القنبلة الذرية.

#### نظرية النسبية الخاصة

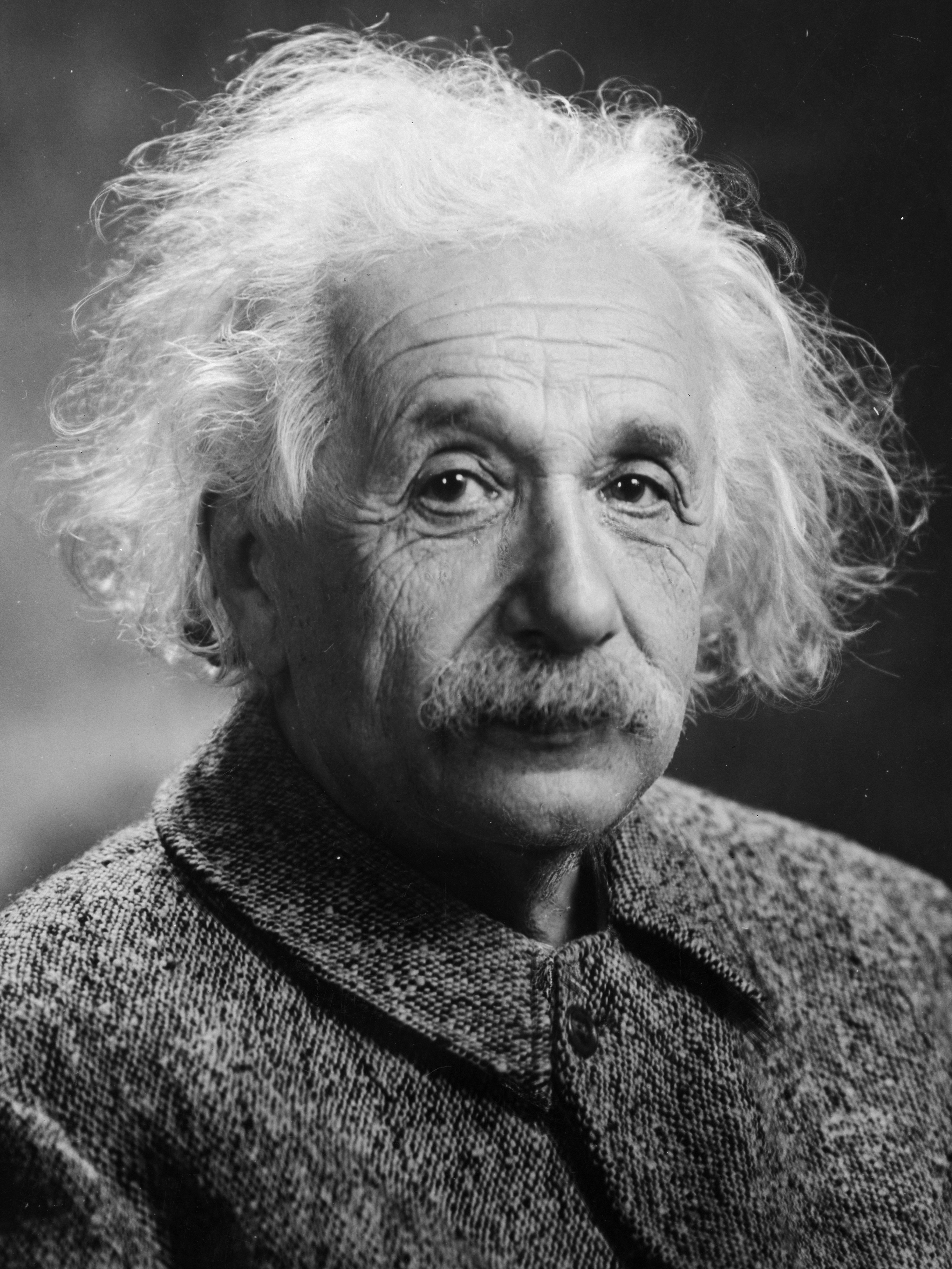
ألبرت اينشتاين (1879-1955)

أصر اينشتاين أن سرعة الضوء ثابته في كل الأوساط. وأن طاقة المادة وكتلتها مرتبطتين، فوفقا لمعادلته الشهيرة
E = mc2
حيث:
E الطاقة بالجول
m الكتلة بالكيلوجرام
c سرعة الضوء في الفراغ بالمتر/ثانية
وفي ورقة بحثية أخرى نشرها في نفس العام أكد أينشتاين أن الإشعاع الكهرومغناطيسي ينقل بكميات محددة تسمى ('الكوانتا')، وفقا لما قاله ماكس بلانك في نظريته الدقيقة عام 1900 الذي وضح فيها كيفية توزيع الجسم الأسود للإشعاع، كما قام في نفس الورقة بشرح خصائص التأثير الكهروضوئي.
النظرية النسبية الخاصة هي صياغة للعلاقة بين الملاحظات المادية ومفهومي الزمان والمكان. وتختص النظرية بالتناقضات بين مبادئ الكهرومغناطيسية وميكانيكا نيوتن، ولها تأثير واضح وكبير على هذين المجالين. كانت المشكلة الأساسية قديمة عن إمكانية مناقشة موجة كهرومغناطيسية تحمل «أثيرا» أم لا، وهل يمكن دراسة هذه الحركة، أم ستنتهي هذه الدراسة بالفشل كما حدث مع تجربة ميكلسون ومورلي.
أجاب أينشتاين على هذه الأسئلة وصاغ مصلطح الأثير في نظرية النسبية الخاصة. وعلى الرغم من أن صياغته لم تحتوي على تفاصيل عن النظرية الكهرومغناطيسية. إلا أنها قد أجابت على واحده من أكثر الأسئلة تعقيدا ألا وهو «ما هو الزمن؟»
أجاب نيوتن على هذا السؤال في كتابه المبادئ في عام 1686، إجابه واضحة لا تحتمل الشك فقال: «قيمة مطلقة، يحدث بدون أن يرتبط بأي شيء خارجي، ولا يقاس ولكن نقيس المدة بدلا منه». هذا التعريف يعدّ كافيا من وجهه نظر الفيزياء الكلاسيكية.
كان اينشتاين عبقريا ليسأل هذا السؤال، وليعلن أن إجابة نيوتن غير مكتمله. فكل مراقب يستخدم مقياس خاص به لتحديد الزمن، وعند وجود مراقبين لنفس الحدث في ظروف مختلفة، فإن هذا المقياس سيختلف بالتأكيد، ليكون قياس الحركة نسبي لكل منهما. الأمر الذي دفع إلى التساؤل عن ما هي النسبية؟ وإلى أن يصبح كلا من الزمان والمكان مفهومان متشاكبين، يعتمد كلا منهما على المراقب. الذي يعتمد في نتائجة على إطار الزمكان أو نظام الإحداثيات التابع له. لا يوجد أي إطار مرجعي مطلق، فكل مراقب يعطي نتائج خاصة به تعتمد صحتها على مدى جودة اساليب قياسه.
ما تبقى مطلق ذكر في نظرية النسبية لإينشتاين وهو أن قوانين الفيزياء متماثلة لكل المراقبين الذين لديهم سرعة نسبية ثابتة. لنظرية النسبية الخاصة أثر عميق في الفيزياء، فبدأ من إعادة التفكير في النظرية الكهرومغناطيسية، وجدت قانون تماثل جديد في الطبيعة، يسمى الآن تناظر بوانكاريه، والذي حل مكان تناظر جليليان القديم.

#### نظرية النسبية العامة
بحلول عام 1916، استطاع أينشتاين تعميم نظرية النسبية الخاصة لتصبح قادرة على التعامل مع جميع أنواع الحركة بما في ذلك الحركة غير منتظمة التسارع، ليصبح ذلك التعديل هو نص نظرية النسبية العامة. حدد اينشتاين في تلك النظرية مفهوم جديد وهو انحناء الزمكان، والذي يصف تأثير الجاذبية عند كل نقطة في الفضاء. استبدل هذا التعريف قانون الجاذبية العام لنيوتن. فوفقا لأينشتاين، فقوة الجاذبية ببساطه ما هي إلا صورة من صور هندسة الفضاء.
يسبب وجود الكتلة انحناء الزمكان، يفرض هذا الانحناء المسار الزمكاني الذي يجب أن تتبعه كافة الكائنات التي تتحرك بحرية. توقعت نظرية النسبية العامة أيضا بأن الضوء يخضع للجاذبية، الأمر الذي تم تأكيده حديثا بالتجربة العملية. هذا الجانب من النظرية شرحت ظاهرة انحناء الضوء حول الشمس، الثقوب السوداء وخصائص الأشعة الكونية.
حصل أينشتاين على جائزة نوبل في عام 1921 تكريما له على اسهاماته في مجال التأثير الكهروضوئي، النسبية، إشعاع الجسم الأسود.
أدى القبول التدريجي لنظريات أينشتاين النسبية وطبيعة انتقال الضوء، ولنموذج بور الذري إلى حل العديد من التساؤلات، وإعادة تأسيس الفيزياء على مبادئ أساسية جديدة.

### ميكانيكا الكم

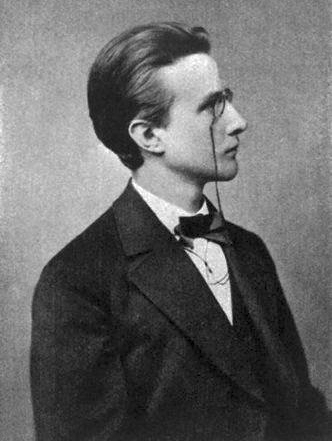
ماكس بلانك
(1858–1947)

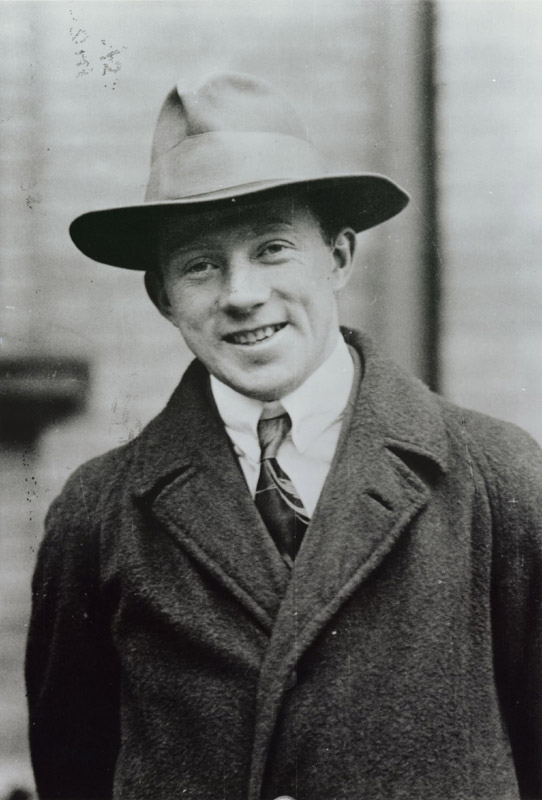
فيرنر هايزنبيرغ
(1901–1976)

على الرغم من حل نظرية النسبية للصراع الكهرومغناطيسي الظاهر بعد تجربة ميكلسون ومورلي، ظهرت مشكلة نظرية ثانية وهي شرح توزيع الإشعاع الكهرومغناطيسي المنبعث من الجسم الأسود. أظهرت التجربة أنه عند الأطوال الموجية القصيرة، القريبة من طول الأشعة فوق البنفسجية، تكون الطاقة قريبة من الصفر، على الرغم من قول الفيزياء الكلاسيكية أن الطاقة يجب أن تكون مالانهاية وليست صفرا. هذه المشكلة والمعروفة بكارثة الأشعة فوق البنفسجية، تم حلها من قبل النظرية الجديدة لميكانيكا الكم.
في الثلاثين عاما الأولى من القرن العشرين تطورت ميكانيكا الكم بشكل واضح. ففي عام 1900، استطاع ماكس بلانك (1858-1947) (الحاصل على جائزة نوبل في الفيزياء في عام 1918 لتأسيسه نظرية الكم التي تعد ثورة في فهم الإنسان لطبيعة الذرة وجسيماتها) كتابه المبادئ الأساسية لنظرية الكم، وتفسير الإشعاع الحراري للجسم الأسود.
في عام 1905، استخدم اينشتاين نظرية الكم في شرح التأثير الكهروضوئي. وفي عام 1913، استخدم الفيزيائي الدنماركي نيلز بور نفس النظرية في تفسير سبب استقرار ذرة رذرفورد والترددات المنبعثة من غاز الهيدروجين. في عشرينات القرن الماضي (The quantized theory of the atom gave way to a full-scale quantum mechanics). في عام 1925، نجح فيرنر هايزنبيرغ، ماكس بورن وباسكال جوردن في إضافة مبادئ جديدة في ميكانيكا الكم في شكل مصفوفة. كما ساهم فولفغانغ باولي وبول ديراك وإرفين شرودنغر في عملية التطوير . في عشرينات القرن الماضي، أسهم الفيزيائي الهندي ساتيندرا ناث بوز في دراسة الفوتونات وميكانيكا الكم واضعا الأساس الإحصائي لمعادلة بوز-اينشتاين.
أصبحت ميكانيكا الكم أداة لا غنى عنها في تفسير الظواهر المختلفة على المستوى الذري.

## العلوم الفيزيائية
مع تزايد إمكانية الوصول إلى التقنيات التحليلية المتقدمة في القرن التاسع عشر، لم يعد تعريف الفيزياء يقتصر على دراسة الطاقة والحركة وطبيعة المادة فقط، بل إمتد ليشمل علم الصوتيات، الجيوفيزياء، الفيزياء الفلكية، الديناميكا الهوائية، فيزياء البلازما، فيزياء درجات الحرارة المنخفضة (علم التبريد الشديد)، فيزياء الجوامد، الميكانيكا، الكهرومغناطيسية والموائع.

في القرن العشرين، ارتبطت دراسة الفيزياء بدراسة الحقول الكهربائية والمغناطيسية، الطيران وهندسة المواد. وبدأت الحكومات بتقديم العون لعلماء الفيزياء بتوفير مختبرات مجهزة لهم. عقب انتهاء الحرب العالمية الثانية، بدأت أعداد علماء الفيزياء بالتزايد بشكل ملحوظ في أغلب دول العالم بشكل عام والولايات المتحدة بشكل خاص.

## المنشورات الفيزيائية المؤثرة
| المؤلف             | العصر                 | المساهمات                                           | المساهمات         |
| ------------------ | --------------------- | --------------------------------------------------- | ----------------- |
| أرسطو              | 384 – 322 قبل الميلاد | السماع الطبيعي                                      | السماع الطبيعي    |
| ارشميدس            | 287 – 212 قبل الميلاد | الأجسام الطافية                                     | الأجسام الطافية   |
| بطليموس            | 90 – 168              | المجسطي الجغرافية                                   | المجسطي الجغرافية |
| ابن الهيثم         | 965 – 1040            | المناظر                                             | المناظر           |
| نيكولاس كوبرنيكوس  | 1473 – 1543           | الأجرام السماوية                                    | 1543              |
| غاليليو غاليلي     | 1564 – 1642           | حوار حول النظامين الرئيسيين للكون                   | 1632              |
| رينيه ديكارت       | 1596 – 1650           | تأملات في الفلسفة الأولى                            | 1641              |
| إسحاق نيوتن        | 1643 – 1727           | الأصول الرياضية للفلسفة الطبيعية                    | 1687              |
| مايكل فاراداي      | 1791 – 1867           | أبحاث تجريبية في الكهربية                           | 1839 / 1844       |
| جيمس كليرك ماكسويل | 1831 – 1879           | أطروحة عن الكهربية والمغناطيسية                     | 1873              |
| ألبرت أينشتاين     | 1879 – 1955           | أبعاد الجزئيات، الحركة البراونية، المفعول الكهرضوئي | 1905              |

## علماء الفيزياء المؤثرين
هذه قائمة بعلماء الفيزياء الأكثر تأثيرا على مر العصور

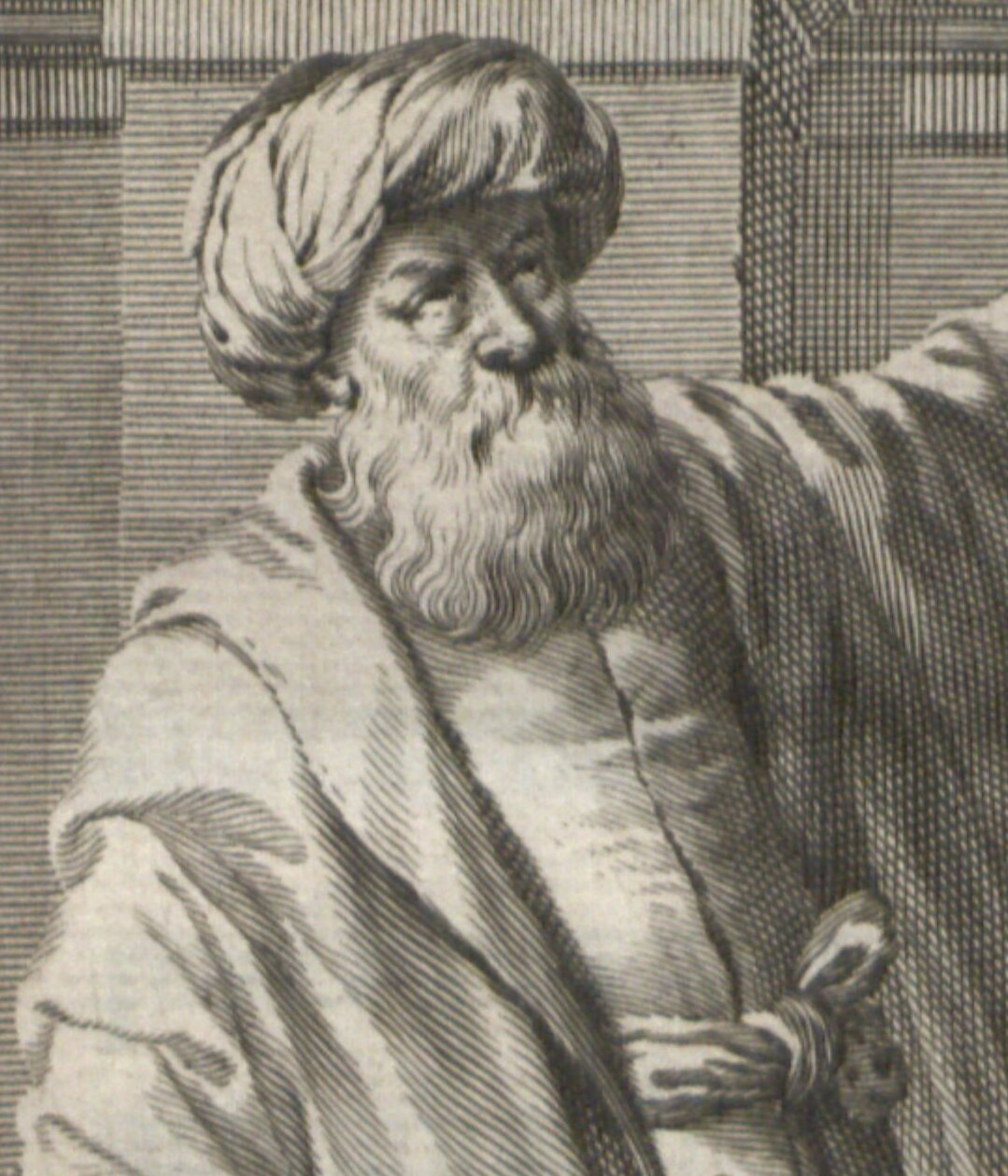
ابن الهيثم (965-1040): إدخال تحسينات كبيرة في علم البصريات، العلوم الطبيعية، والمنهج العلمي. أوضح بالتجربة في كتابه عن البصريات "المناظر" كيف أن الضوء يسير في خطوط مستقيمة، كما نفذ العديد من التجارب المختلفة على العدسات والمرايا، وله مساهمات كبيرة في دراسة إنكسار وإنعكاس الضوء مما أكسبه لقب "أبو علم البصريات الحديث".
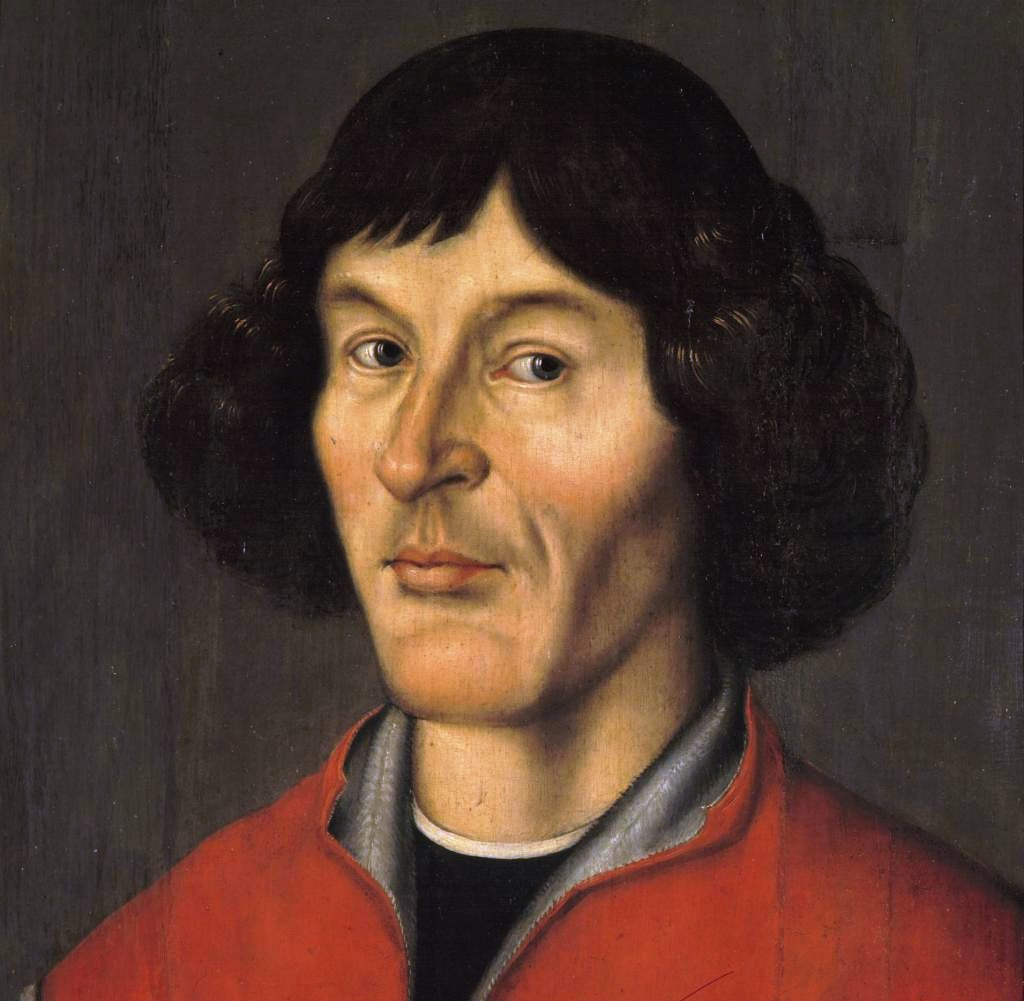
نيكولاس كوبرنيكوس (1473-1543): مؤلف كتاب "revolutionibus orbium coelestium" عن الأجرام السماوية في عام 1543، ويعتبره العديد سبب انطلاق علم الفلك الحديث، وهو أول من اعتقد بأن الشمس هي مركز المجموعة الشمسية، والقائل بأن الأرض والكواكب الأخرى تدور حول الشمس لا العكس.
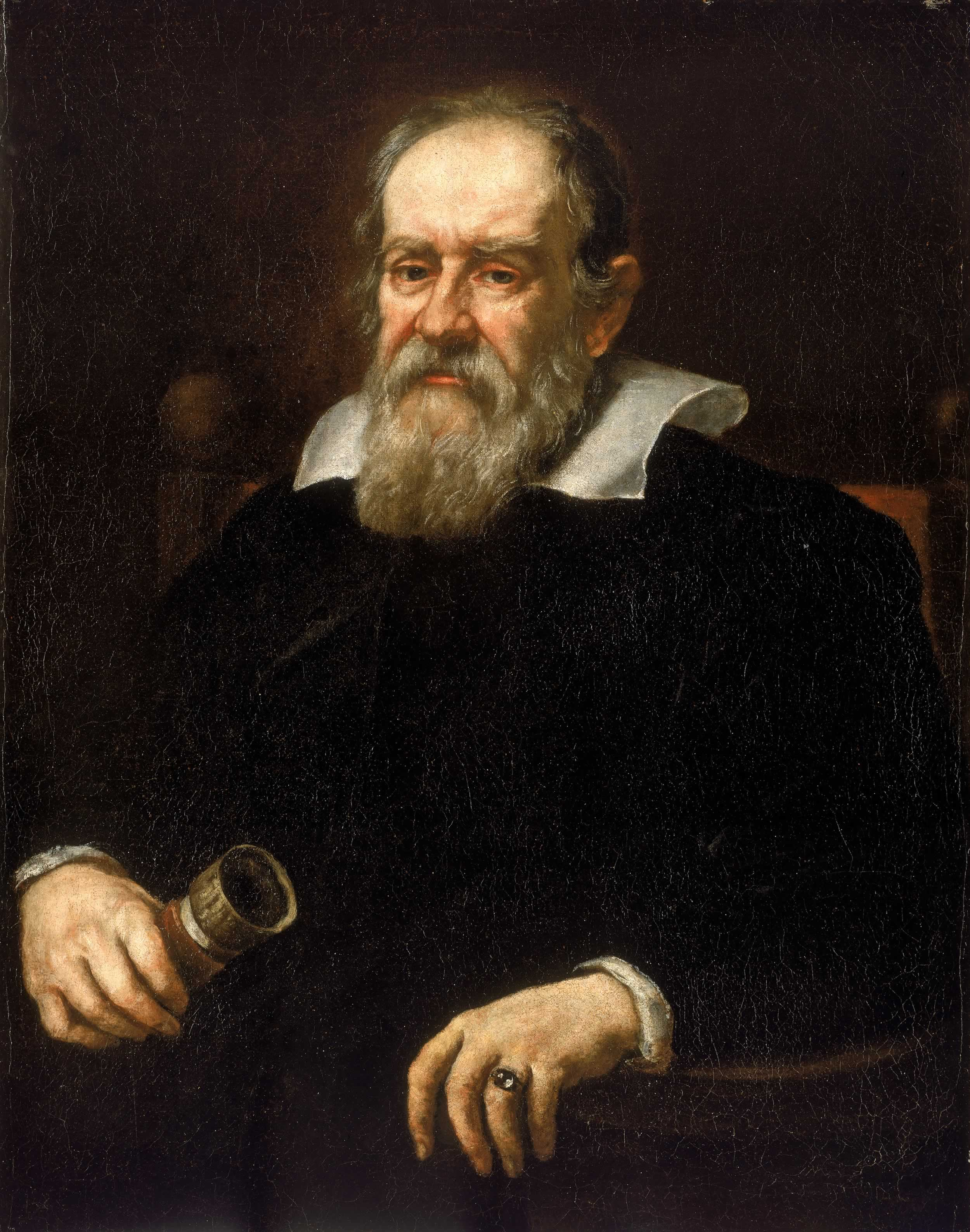
غاليليو غاليلي (1564-1642): اكتشف معدل التسارع الموحد لسقوط الأجسام الحر (عجلة الجاذبية، عجلة السقوط الحر)، قام بتحسين التلسكوب العاكس، اكتشف الأقمار الأربعة الكبرى لكوكب المشتري والتي سميت باسمه أقمار غاليليو، ووصف حركة القذيفة والبندول ومفهوم الوزن. واشتهر بمعارضته الشهيره ضد الكنيسة ونصرته لنظرية كوبرنيكس عن مركزية الشمس.
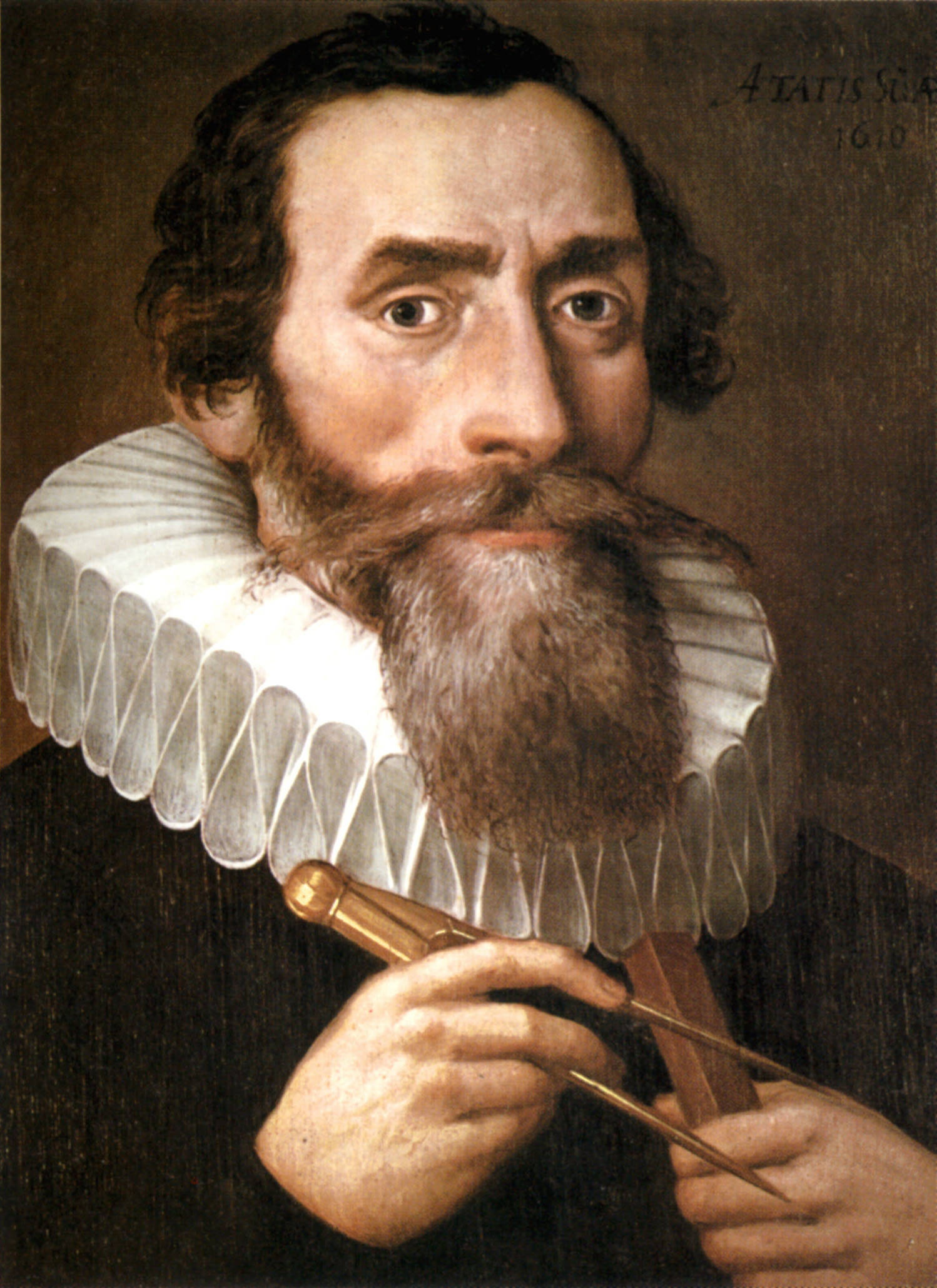
يوهانس كبلر (1571-1630): استخدم ملاحظات تيخو براهي الدقيقة لصياغة ثلاثة قوانين أساسية لحركة الكواكب، ذكر أن الكواكب تدور حول الشمس في مدارات بيضاوية الشكل، يرجع له الفضل في تطوير التلسكوبات، مخترع العدسة المحدبة، مكتشف طريقة تحديد قوة العدسات.
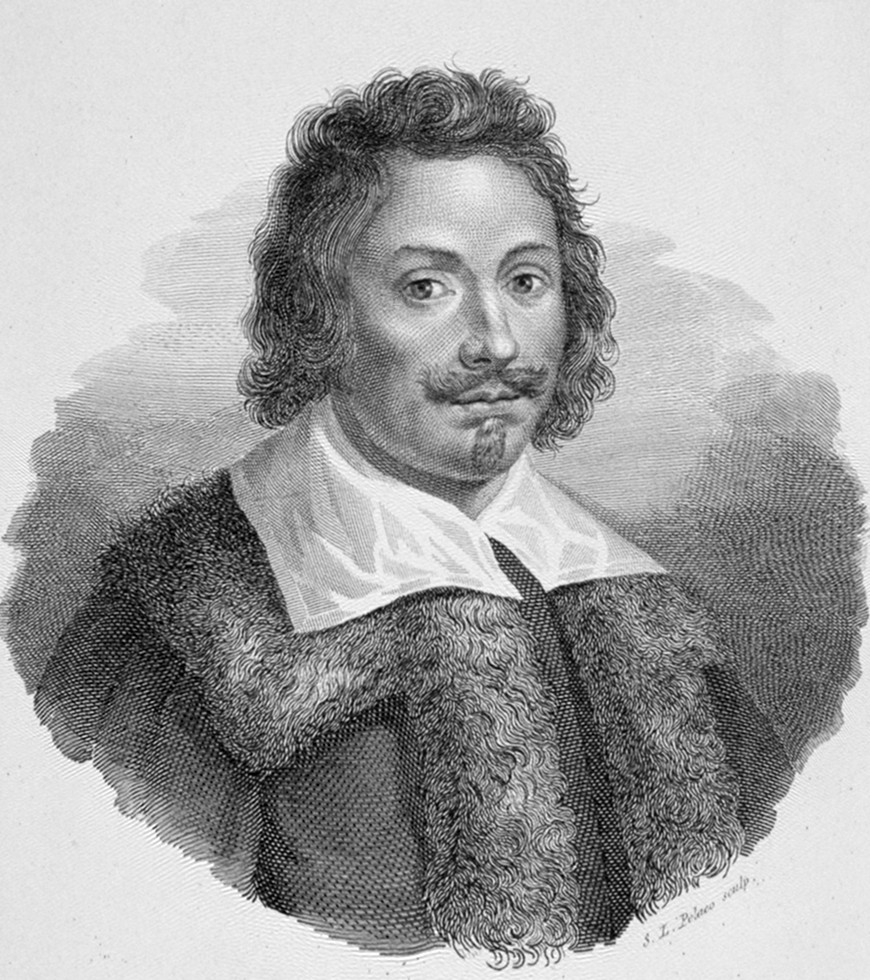
إيفانجليستا توريتشيللي (1608-1647): مخترع البارومتر (أنبوب زجاجي من الزئبق مقلوب في طبق)، وجد أن تغيير ارتفاع الزئبق في كل يوم يعبر عن الضغط الجوي، قام بتطوير علمي الهندسة وحساب التفاضل والتكامل، نشر العديد من الأطروحات عن الموائع وحركة القذائف في كتابه المنشور عام 1644 عن الهندسة.
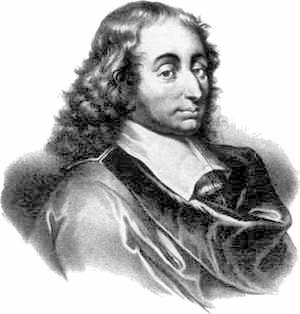
بليز باسكال (1623-1662): عالم فيزيائي تجريبي اشتهر بتجاربه على السوائل، وصاحب قانون باسكال في فترة 1650، الذي ينص على أن الضغط الواقع على أي جزء من سائل محصور في وعاء مغلق ينتقل بكامله وبانتظام إلى جميع أجزاء السائل ويعمل في جميع الاتجاهات، وأثبت أن الهواء له وزن، ويمكن ضغطه، سميت وحده الضغط على اسمه باسكال.
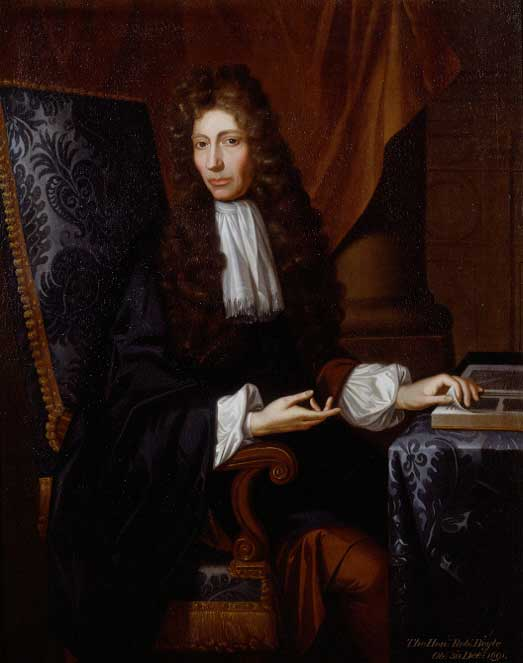
روبرت بويل (1627-1691): صاغ قانون بويل، الذي ينص على أن العلاقة بين الضغط المطلق وحجم الغاز (عند ثبوت درجة الحرارة في نظام مغلق) هي علاقة عكسية، كما قام بكتابة الكيميائي المتشكك في عام 1661، يعتبر بويل هو مؤسس الكيمياء الحديثة من وجهه نظر الكثير.
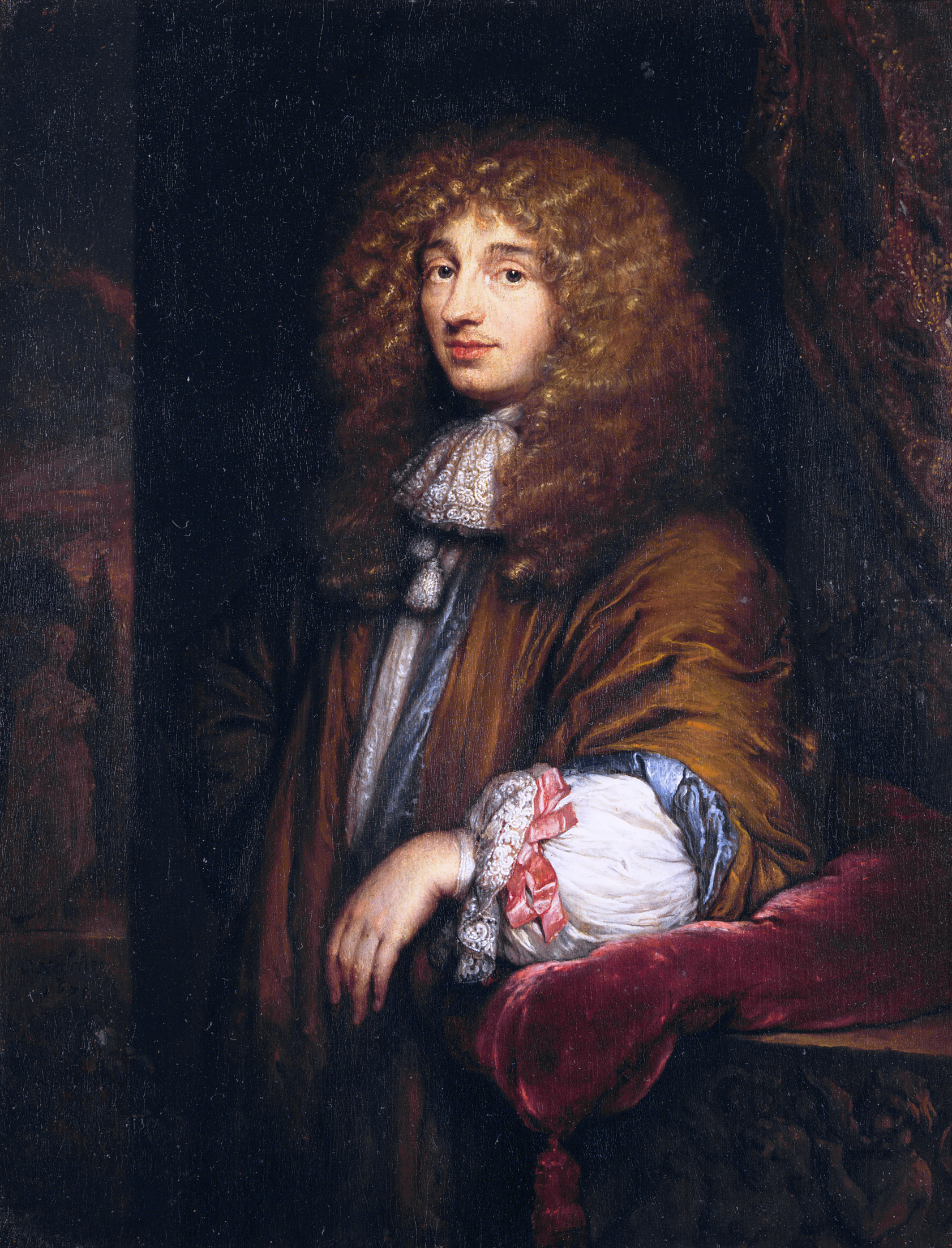
كريستيان هوغنس (1629-1695): درس حلقات زحل وإكتشف قمره تيتان، اخترع بندول الساعة، ودرس علم البصريات وظواهر الإنعكاس والإنكسار وقوة الطرد المركزي، صاحب مبدأ هوغنس، كما أدخل تحسينات هامة على المقراب.
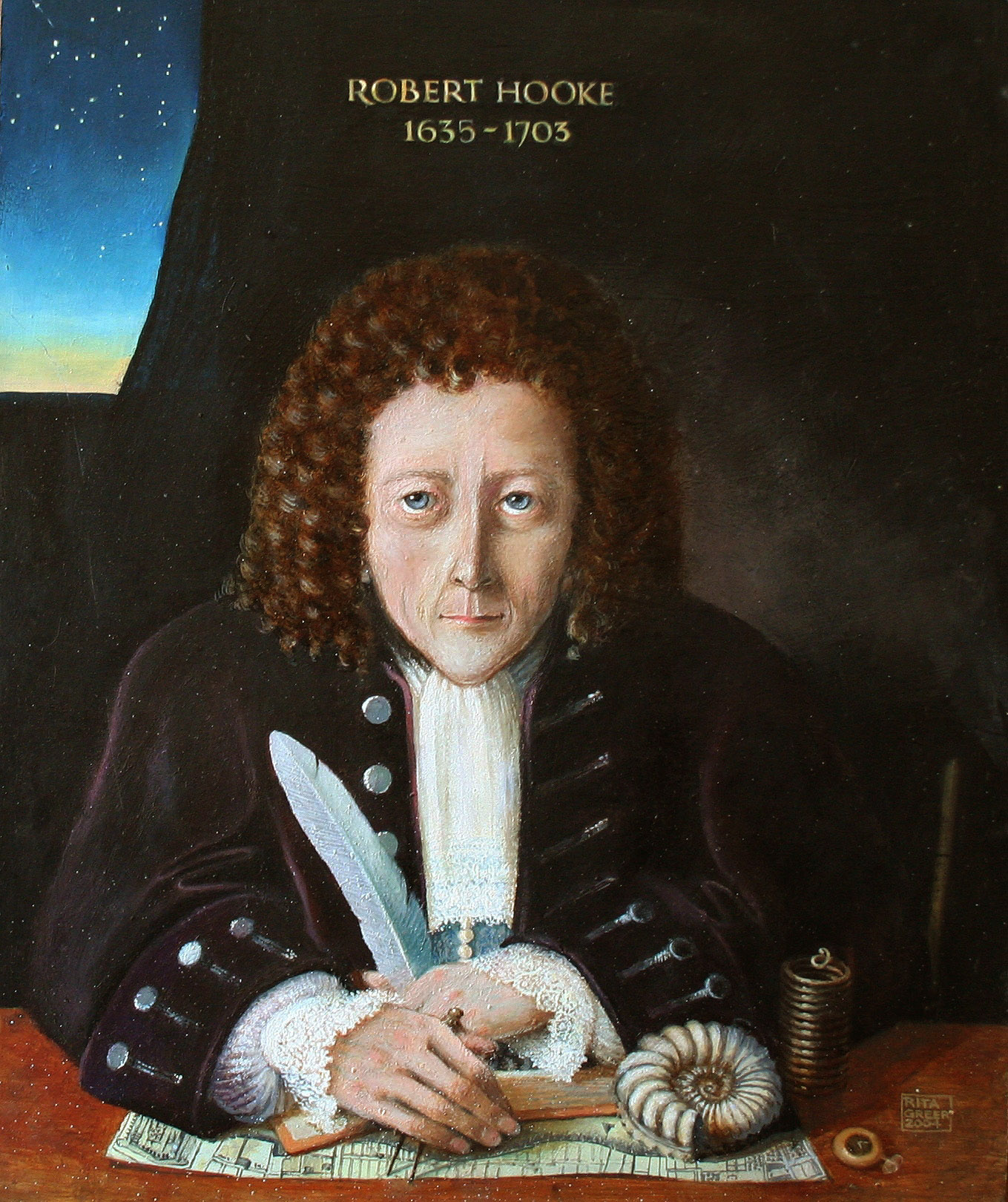
روبرت هوك (1635-1703): يرجع له الفضل في صياغة قانون المرونة الذي ينص على أن الإجهاد يرتبط خطيا بالقوة المسببة لهذا التغير (الشد)، اخترع الزنبرك المتوازن، زنبرك الساعات، كما صنع مقراب غريغوري رصد به دوران المريخ والمشترى، إستحدث كلمة "خلية"، كما استنتج النظرية الموجية للضوء.
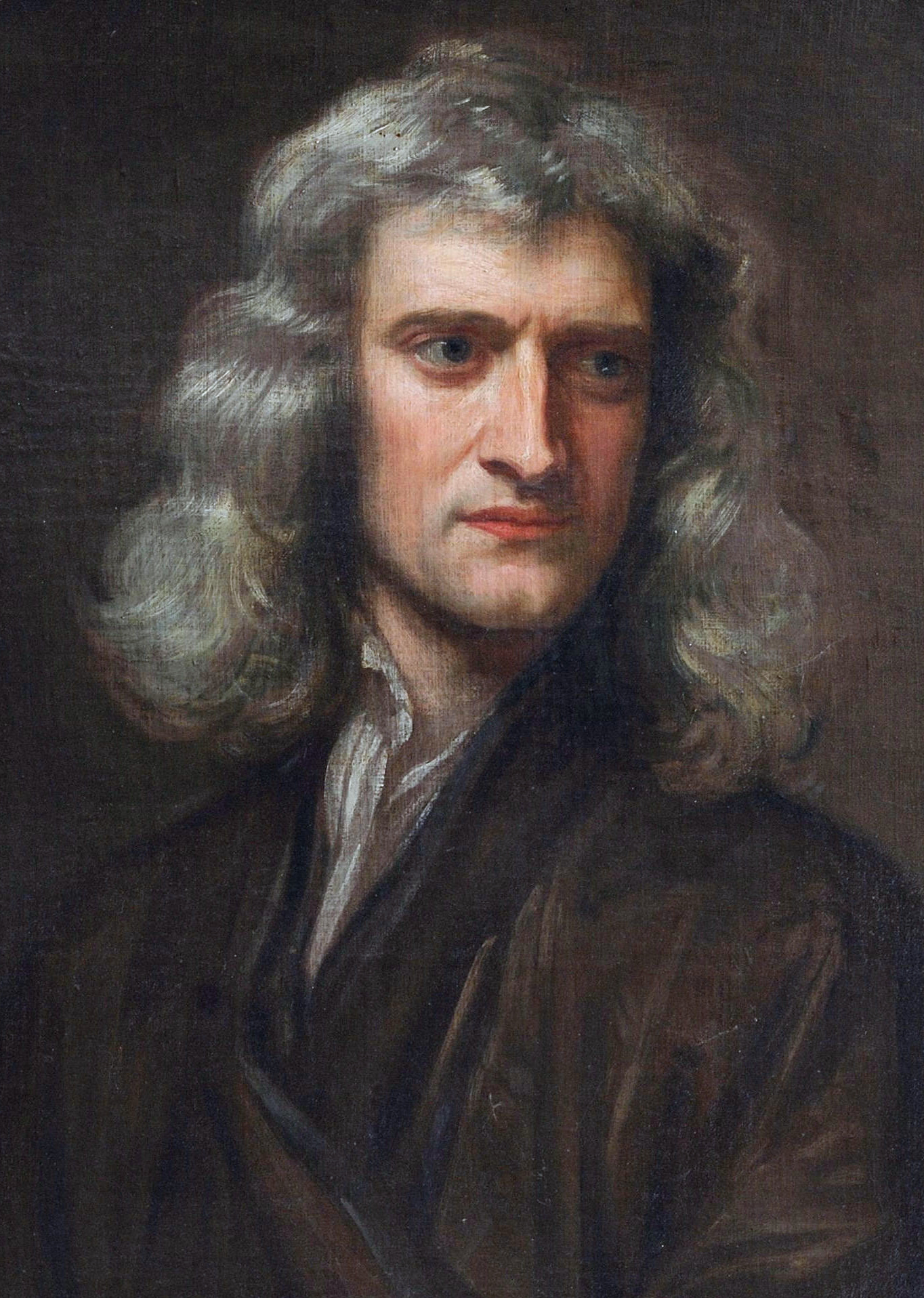
السير إسحاق نيوتن (1642-1727): صاغ القوانين الثلاثة للحركة وقانون الجاذبية الكونية في كتابه الأصول الرياضية للفلسفة الطبيعية في عام 1687، كما وضع أساس علم الميكانيكا الكلاسيكية، وبنى أول تلسكوب عاكس عملي (تلسكوب نيوتن)، لاحظ أن المنشور يقسم الضوء الأبيض إلى ألوان الطيف المرئي، صاغ قانون التبريد، كما ساهم في اختراع وتطوير علم حساب التفاضل والتكامل.
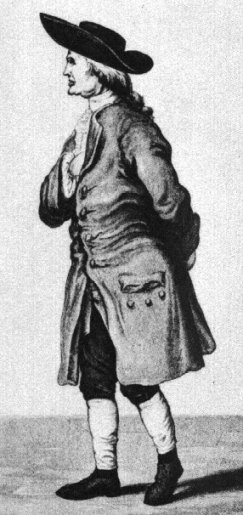
هنري كافنديش (1731-1810): أعظم كيميائي وفيزيائي إنجليزي في عصره، له العديد من الأبحاث في دراسة الغلاف الجوي، وخصائص الغازات المختلفة، قانون الجذب والتنافر الكهربائي، نظرية الميكانيكية للحرارة، صاحب تجربة كافنديش، تحديد ثابت الجاذبية العالمي، مكتشف الهيدروجين، حساب وزن وكثافة الأرض.
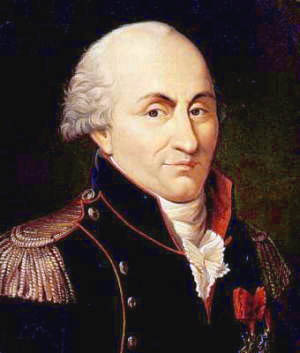
شارل أوغستين دي كولوم (1736-1806): في عام 1785 قام بصياغة قانون كولوم الذي يصف التفاعل الكهربائي بين الجسيمات المشحونة كهربائيا (التجاذب والتنافر)، له دور كبير في تطوير النظرية الكهرومغناطيسية، أطلق اسمه على وحدة الشحنة الكهربائية: الكولوم (C)
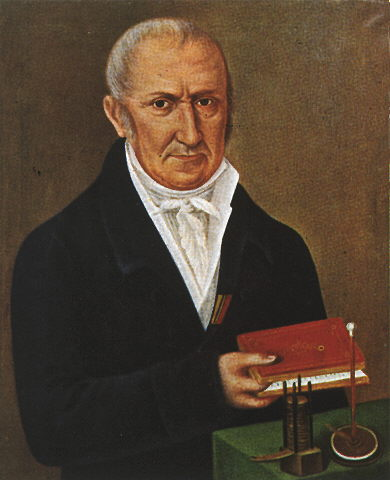
أليساندرو فولتا (1745-1827): صنع أول بطارية كهربائية (العمود الفلطائي) في القرن التاسع عشر، درس التيارات الكهربائية، مكتشف الميثان، أطلق اسمه على وحدة قياس الجهد الكهربائي: فولت (V)
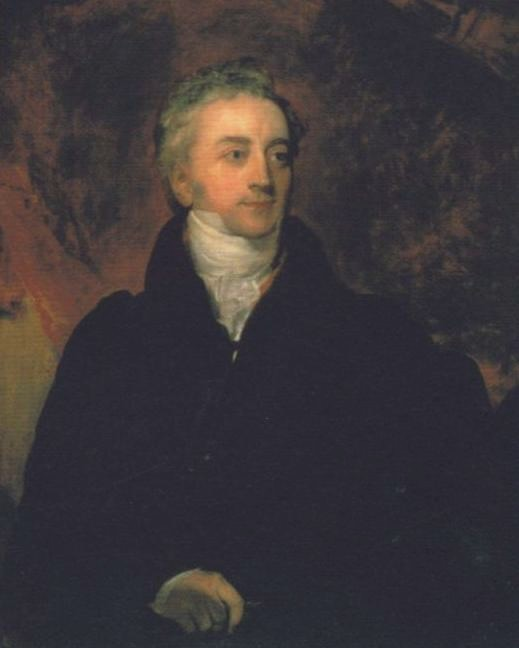
توماس يونغ (1773-1829): صاحب مبدأ التداخل للضوء، طور النظرية الموجية التي وضعها أوغستان-جان فرينل، برهن على الطبيعة الموجية للضوء، أسهم في تكوين معادلة يونغ-لابلاس، ساعد في فك رموز حجر رشيد، له العديد من الإسهامات في علم المصريات، علم اللغة، الفيزيولوجيا، ميكانيكا المواد الصلبة، الضوء والطاقة
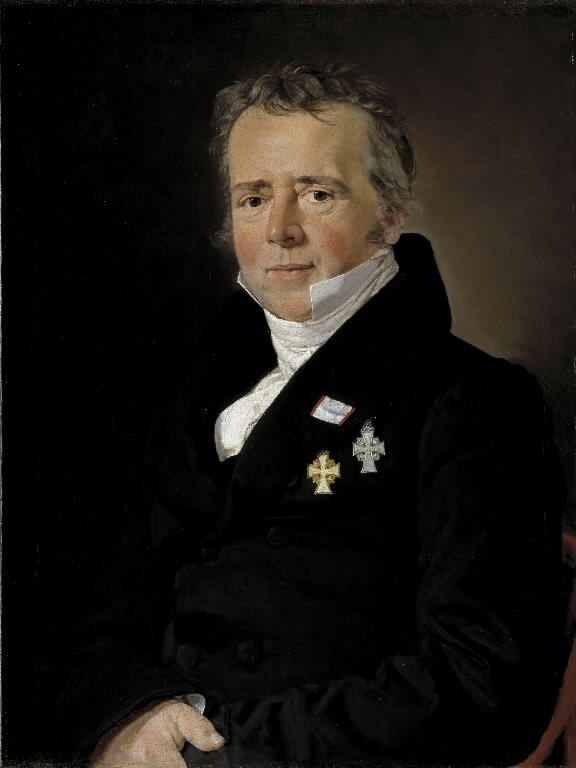
هانز كريستيان أورستد (1777-1851): مكتشف أن التيارات الكهربائية تخلق مجالات مغناطيسية (جانبا هاما من جوانب الكهرومغناطيسية)،كما أطلق أطلق اسمه (أورستد) على وحدة قياس شدة الحقل المغنطيسي.
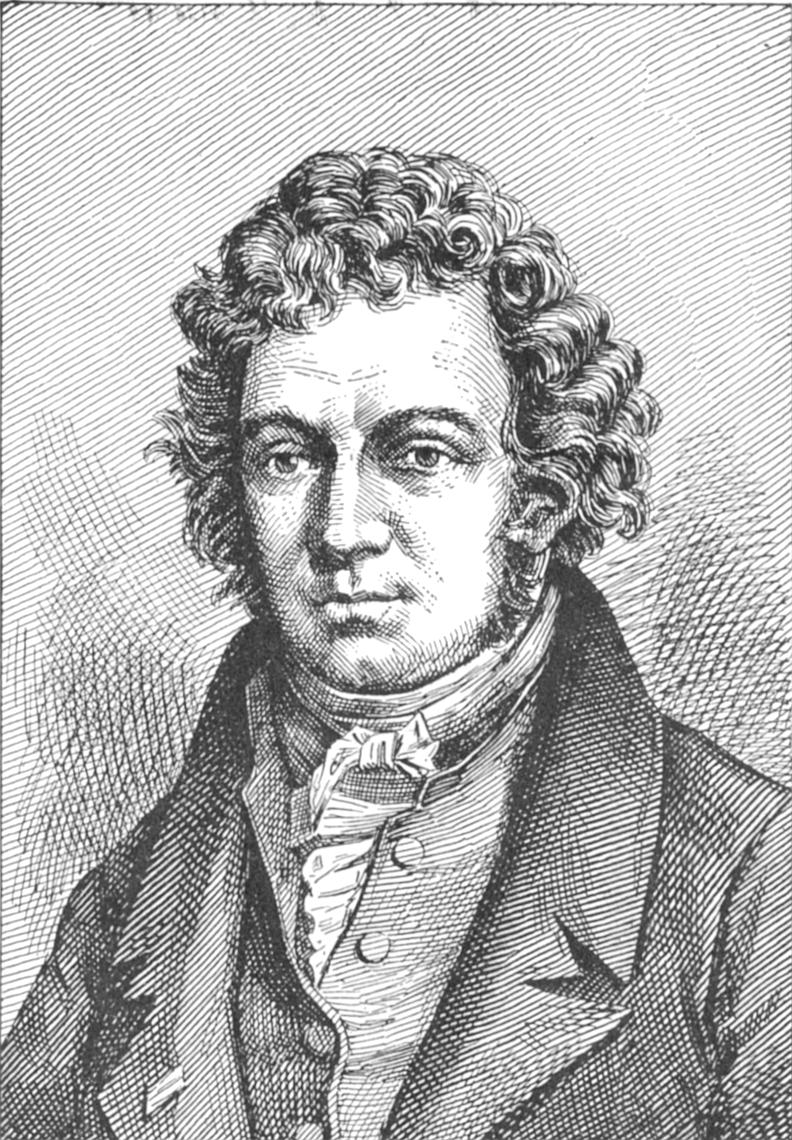
أندريه ماري أمبير (1777-1836): يعتبر هو المؤسس الرئيسي للديناميكا الكهربائية، وضح كيف يتسبب مرور التيار الكهربي في سلك بتوليد مجال مغناطيسي، كما صرح أن مقاومة السلك تعتمد على طوله وصاغ قانون أمبير، سميت وحدة قياس شدة التيار بالأمبير على اسمه.
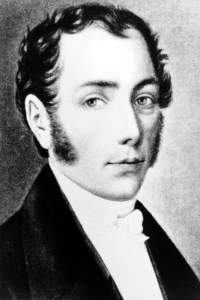
جوزيف فون فراونهوفر (1787-1826): أول من قام بدراسه الخطوط الداكنة في طيف الشمس، التي تعرف الآن باسم خطوط فراونهوفر، أول من استخدم محزز الحيود (هو جهاز يقسم الضوء ويحيده إلى عدة حزم ضوئية بعدة اتجاهات) وذكر مراحل تطوير علم المطيافية، صنع الزجاج البصري والتلسكوب اللالوني.
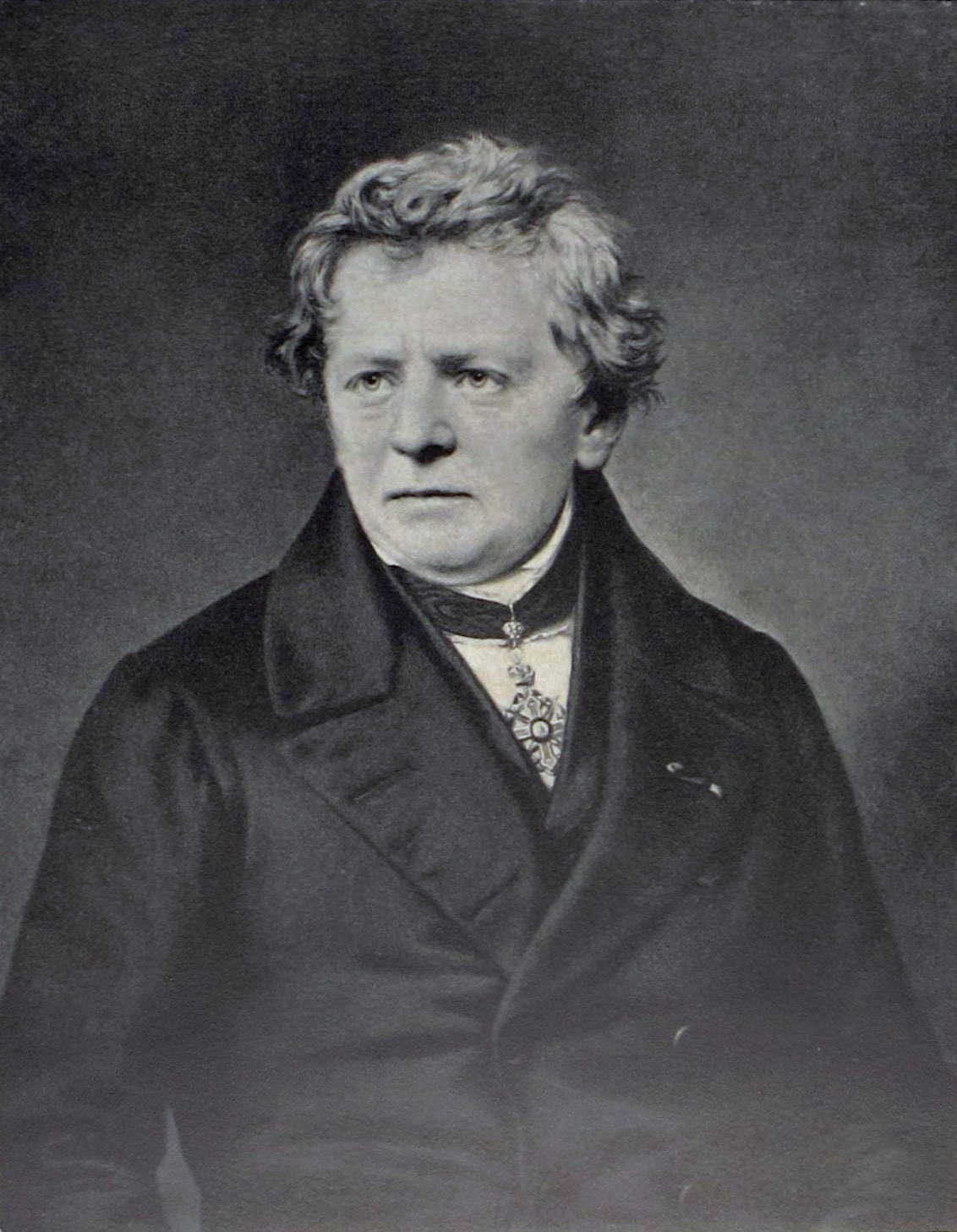
جورج أوم (1789-1854): وجد أن هناك تناسب مباشر بين التيار الكهربائي (I) وفرق الجهد (V) المؤثر على أي موصل :{\displaystyle V\propto I}، وأن هذا التيار يتناسب تناسبا عكسيا مع المقاومة (R) في الدائرة، وصاغ قانون أوم الشهير،:{\displaystyle V=R\cdot I}، كما أطلق اسمه على وحدة قياس المقاومة الكهربائية الأوم (Ω).
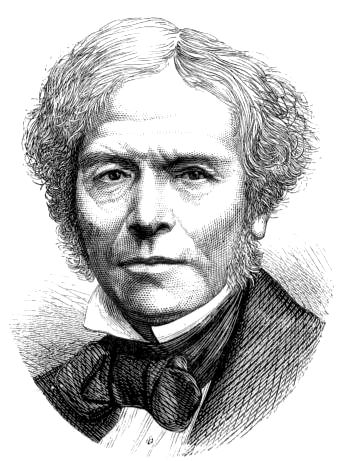
مايكل فاراداي (1791-1867):أظهر كيف أن المجال المغناطيسي المتغير يمكن استخدامه في توليد تيار كهربائي (قانون فاراداي)، يتم تطبيق هذا القانون في تطوير العديد من الأجهزة الكهربائية، وصف مبادئ التحليل الكهربائي، يعتبر من أهم من درس علم التبريد العميق.
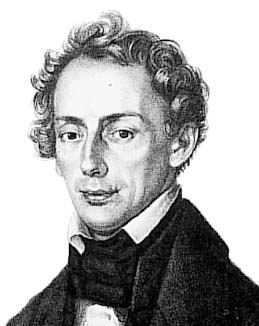
كريستيان دوبلر (1803-1853): وصف لأول مرة كيف يتأثر التردد والطول الموجي لموجه (صوتي أو ضوئي) عندما ترصد من قبل مراقب ما، والتي أصبحت تعرف الآن بتأثير دوبلر، أطلق اسمه على جهاز تخطيط صدى القلب الدوبلري المستخدم لدراسة وتشخيص الأوعية الدموية.
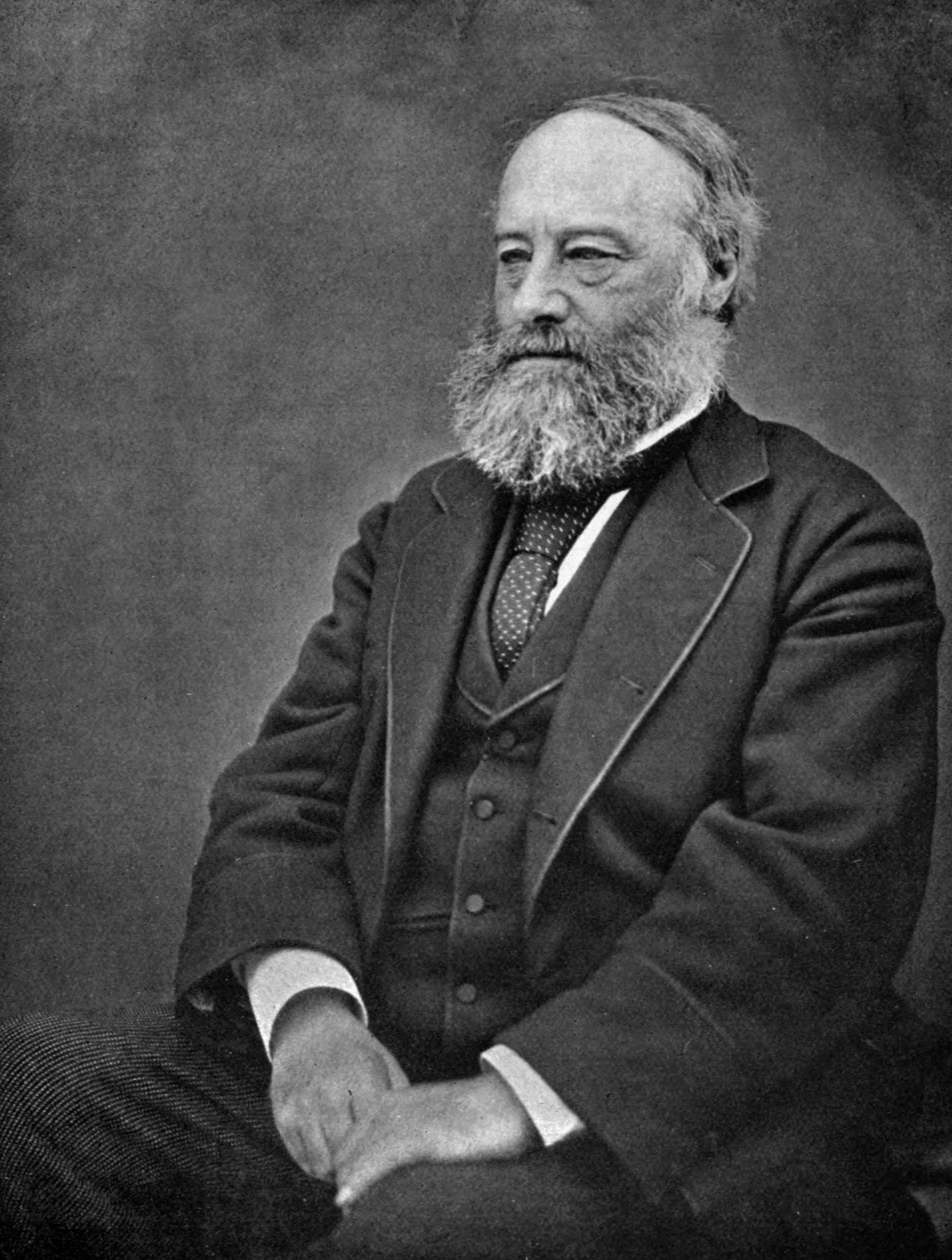
جيمس بريسكوت جول (1818-1889): مكتشف أن الحرارة هي شكل من أشكال الطاقة، وأدت أفكار لقانون حفظ الطاقة، وعمل مع اللورد كلفن لتطوير نطاق قياس الحرارة المطلقة، أوجد العلاقة بين التيار المار في مقاومة والحرارة المتولدة، والتي تسمى الآن بقانون جول، الذي ينص على أن الحرارة{\displaystyle Q} الناتجة من مقاومة بسبب مرور تيار كهربائي فيها تتناسب تناسبا طرديا مع القدرة الكهربائية {\displaystyle P} والمدة الزمنية {\displaystyle \Delta t} التي يسير فيها التيار .{\displaystyle Q=P\cdot \Delta t}
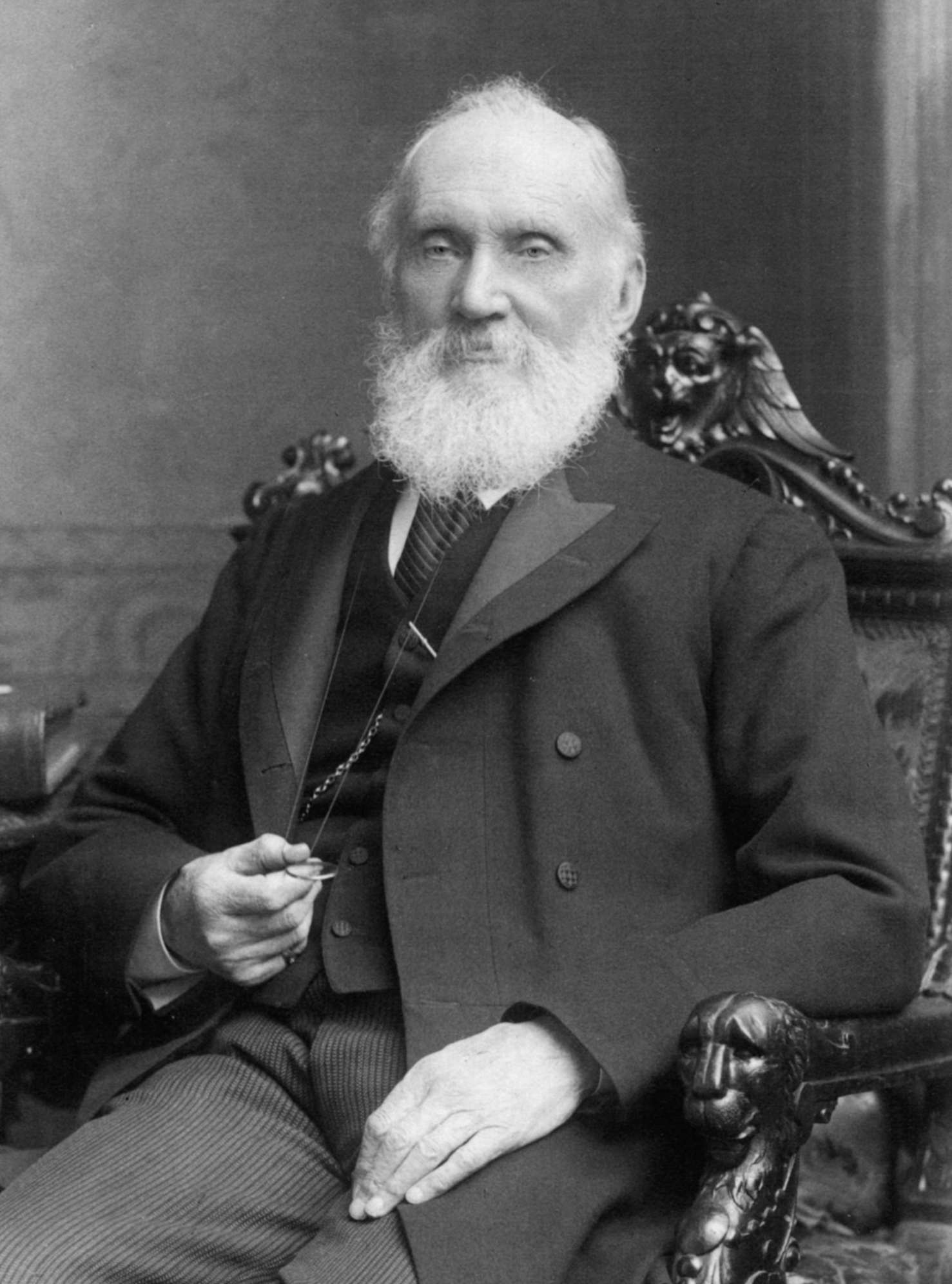
وليام طومسون، بارون كلفن (1824-1907): من المساهمين البارزين في تطوير تاريخ الديناميكا الحرارية، قانون بقاء الطاقة، درس موجتي الحركة والحركة الدوامية للموائع، واضع القانون الأول والثاني من قوانين الديناميكا الحرارية.
جيمس كلارك ماكسويل (1831-1879): في تصويت حدث في نهاية الألفية الثانية ضمن 100 عالم فيزياء، جاء ماكسويل في المركز الثالث بعد نيوتن وأينشتاين، له العديد من المساهمات في الكهرباء، المغناطيسية، والبصريات، صتحب معادلات ماكسويل، التي تنص على أن الكهرباء والمغناطيسية والضوء هي مظاهر للمجال الكهرومغناطيسي، يرجع له الفضل في تطوير توزيع ماكسويل-بولتزمان.
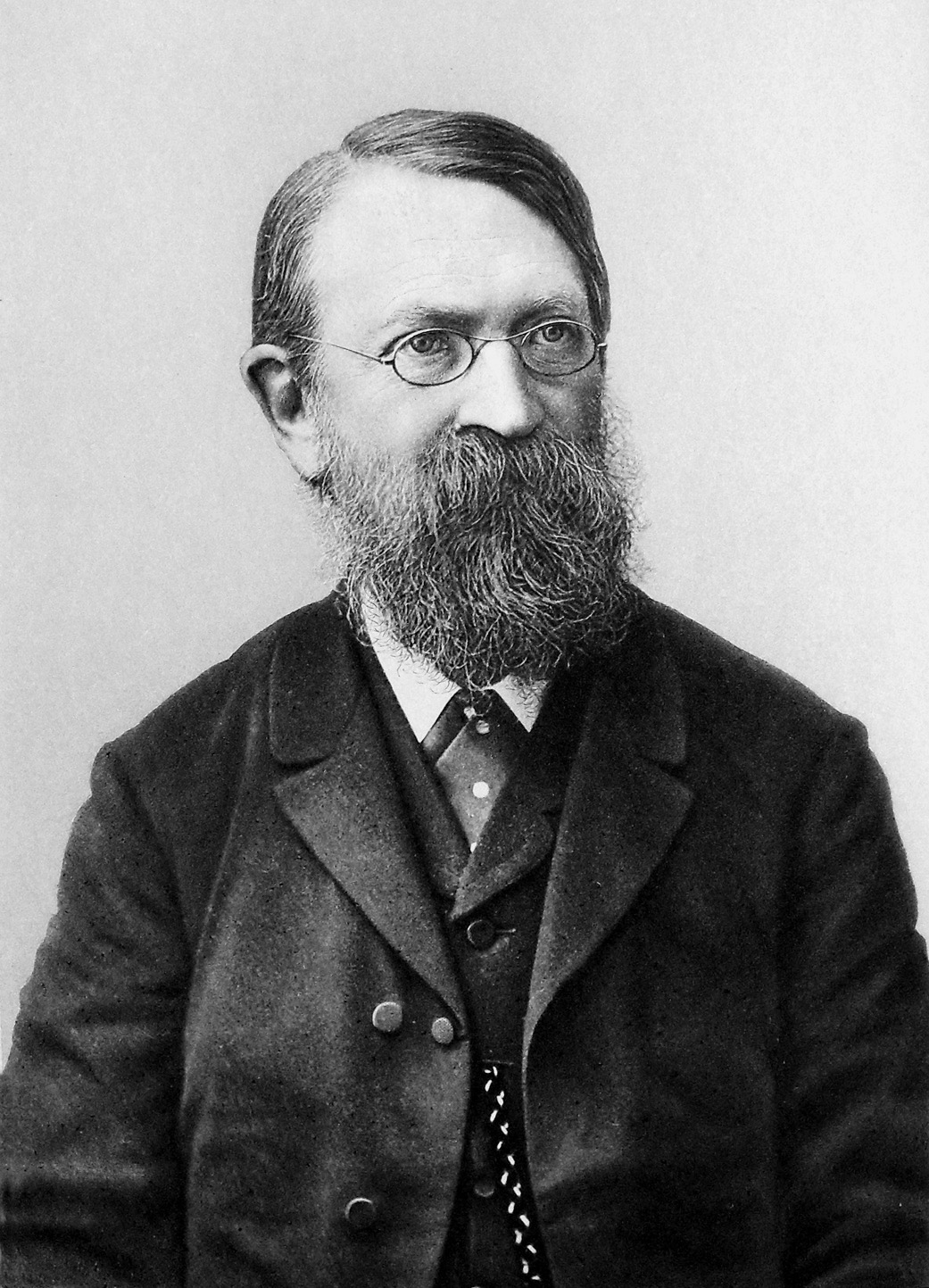
إرنست ماخ (1838-1916): إكتشف عدد ماخ (هو النسبة بين السرعة المحلية للمائع سرعة الصوت في نفس المائع)، ودرس موجات الصدمة، له تأثير واضح على الوضعية المنطقية من خلال نقده لإسحاق نيوتن وسابقه ألبرت اينشتاين ونظرية النسبية.
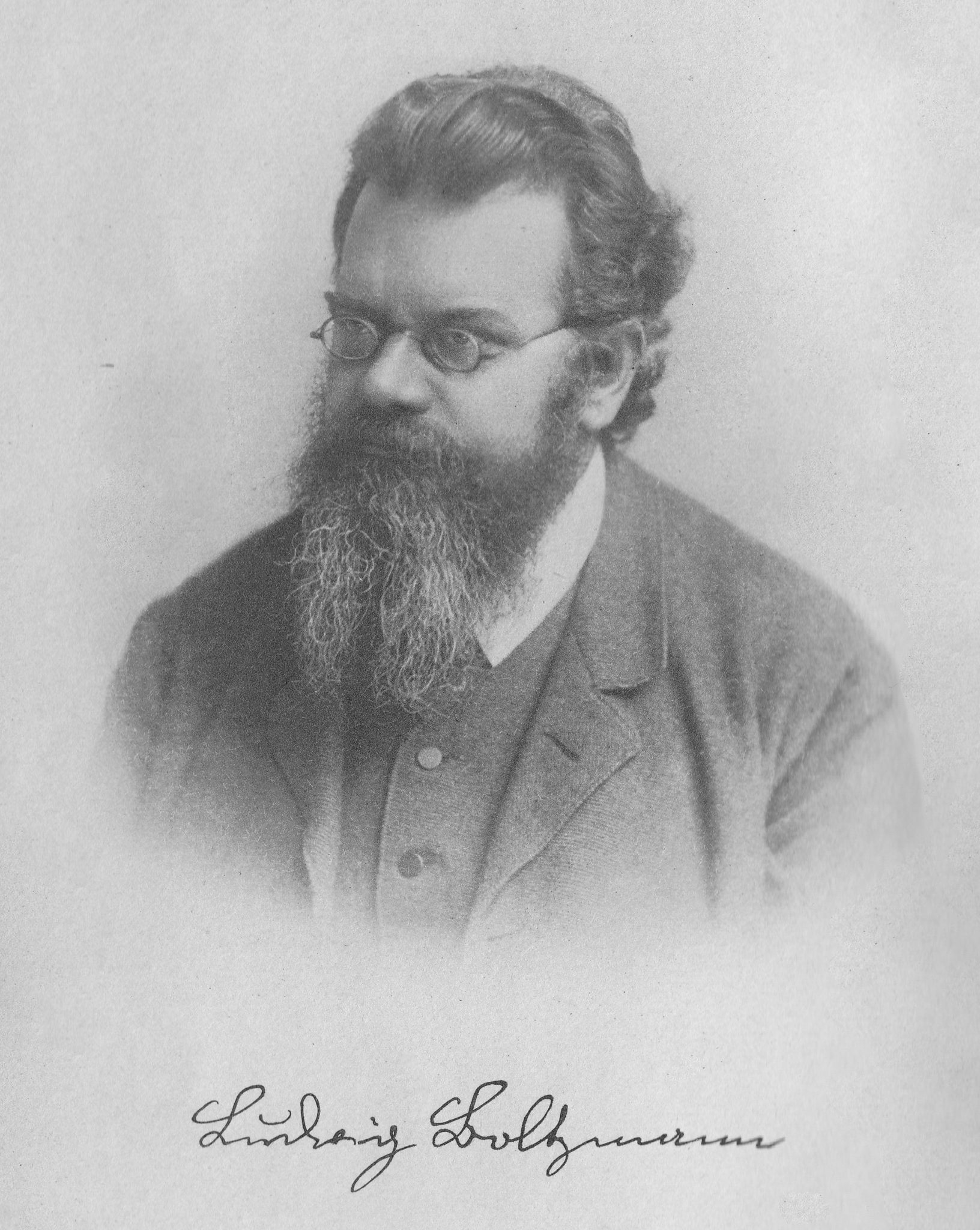
لودفيغ بولتزمان (1844-1906): طور الميكانيكا الإحصائية ( خصائص الذرات، الكتلة، الشحنة، وتحديد الخصائص الواضحة للمادة مثل اللزوجة، الموصلية الحرارية)، وضع النظرية الحركية للغازات.
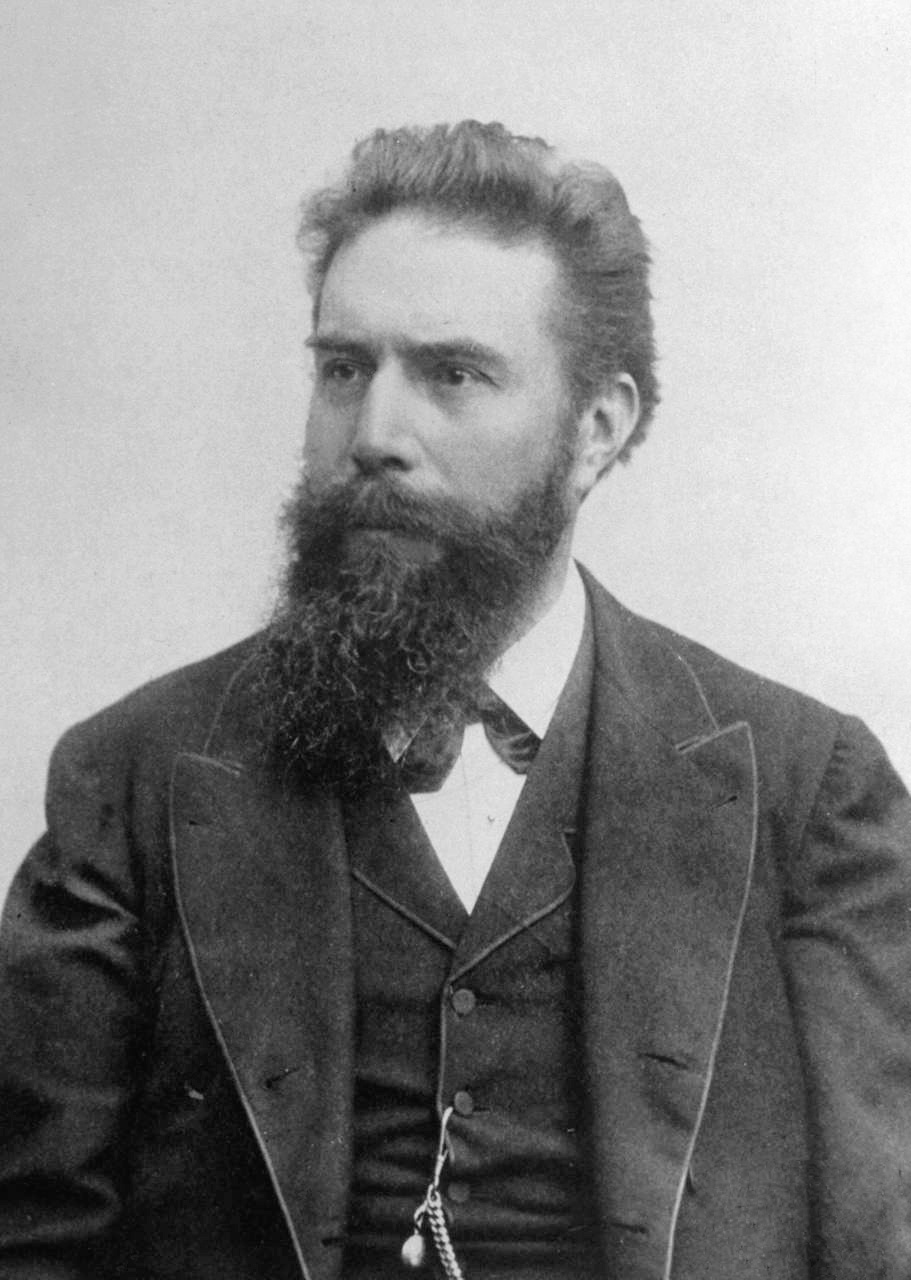
فيلهلم كونراد رونتغن (1845-1923): مكتشف الأشعة السينية التي تعرف بأشعة أكس أو أشعة رونتغن في عام 1895، والحاصل على أول جائزة نوبل في الفيزياء في عام 1901، سمي العنصر 111، روينتجينيوم على اسمه.
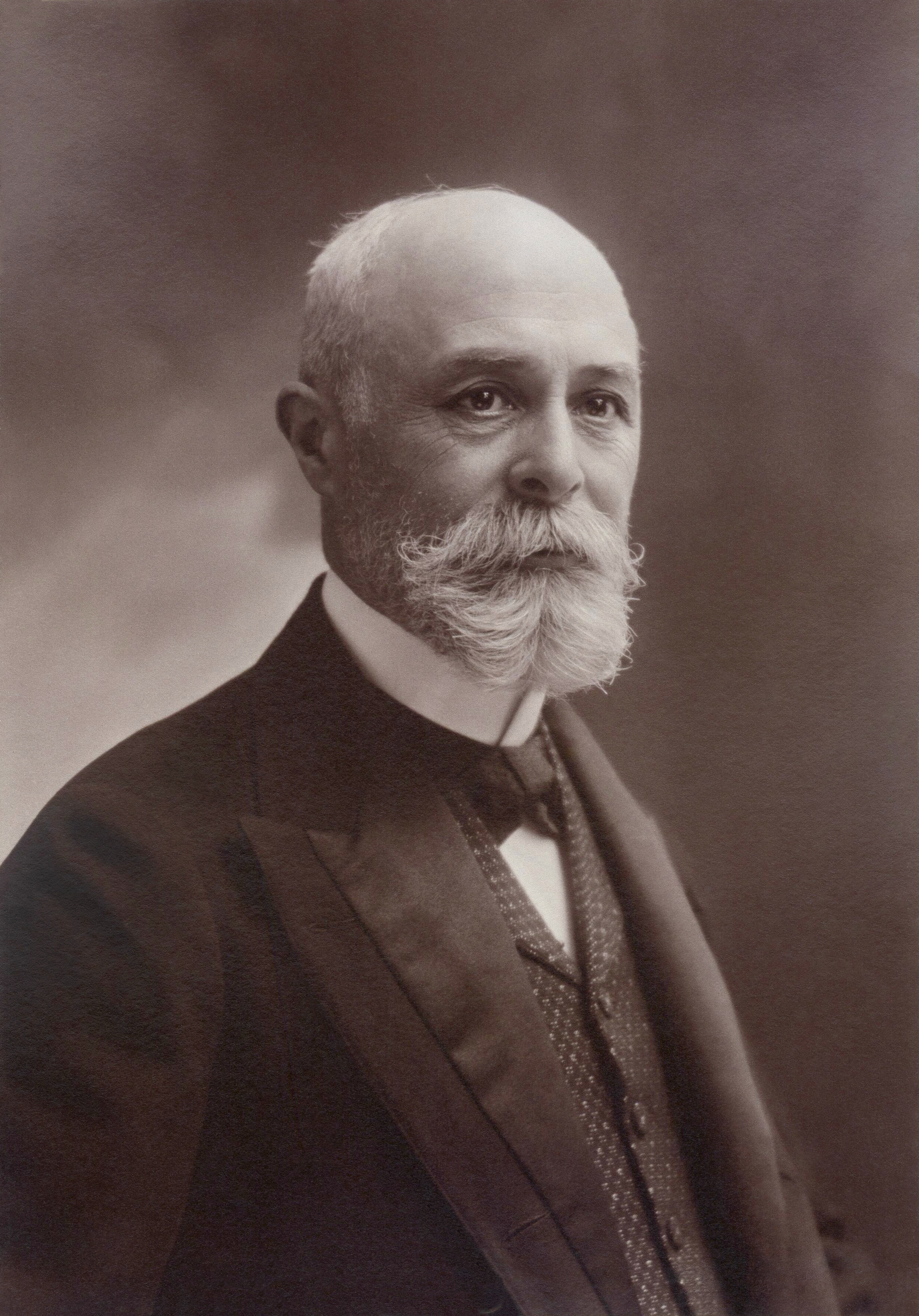
هنري بيكريل (1852-1908): اكتشاف النشاط الإشعاعي جنبا إلى جنب مع ماري كوري وبيير كوري، فاز ثلاثيتهم بجائزة نوبل في الفيزياء في عام 1903.
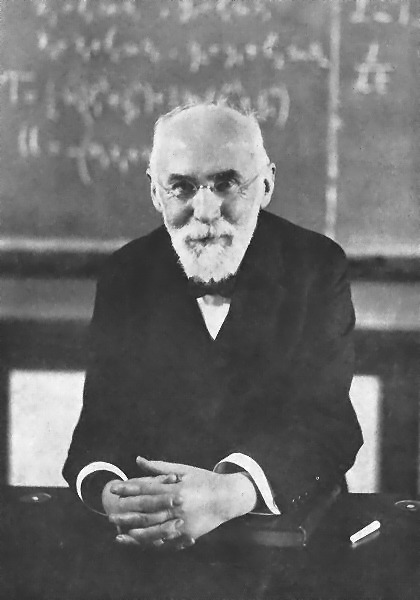
هندريك لورنتز (1853-1928): أوضح النظرية الكهرومغناطيسية للضوء، تقاسم جائزة نوبل في الفيزياء لعام 1902 مع بيتر زيمن لاكتشاف وشرح النظري للتأثير زيمان، وضع تحويلات لورينتز، قانون لورنتس، مفهوم تقلص الأطوال.
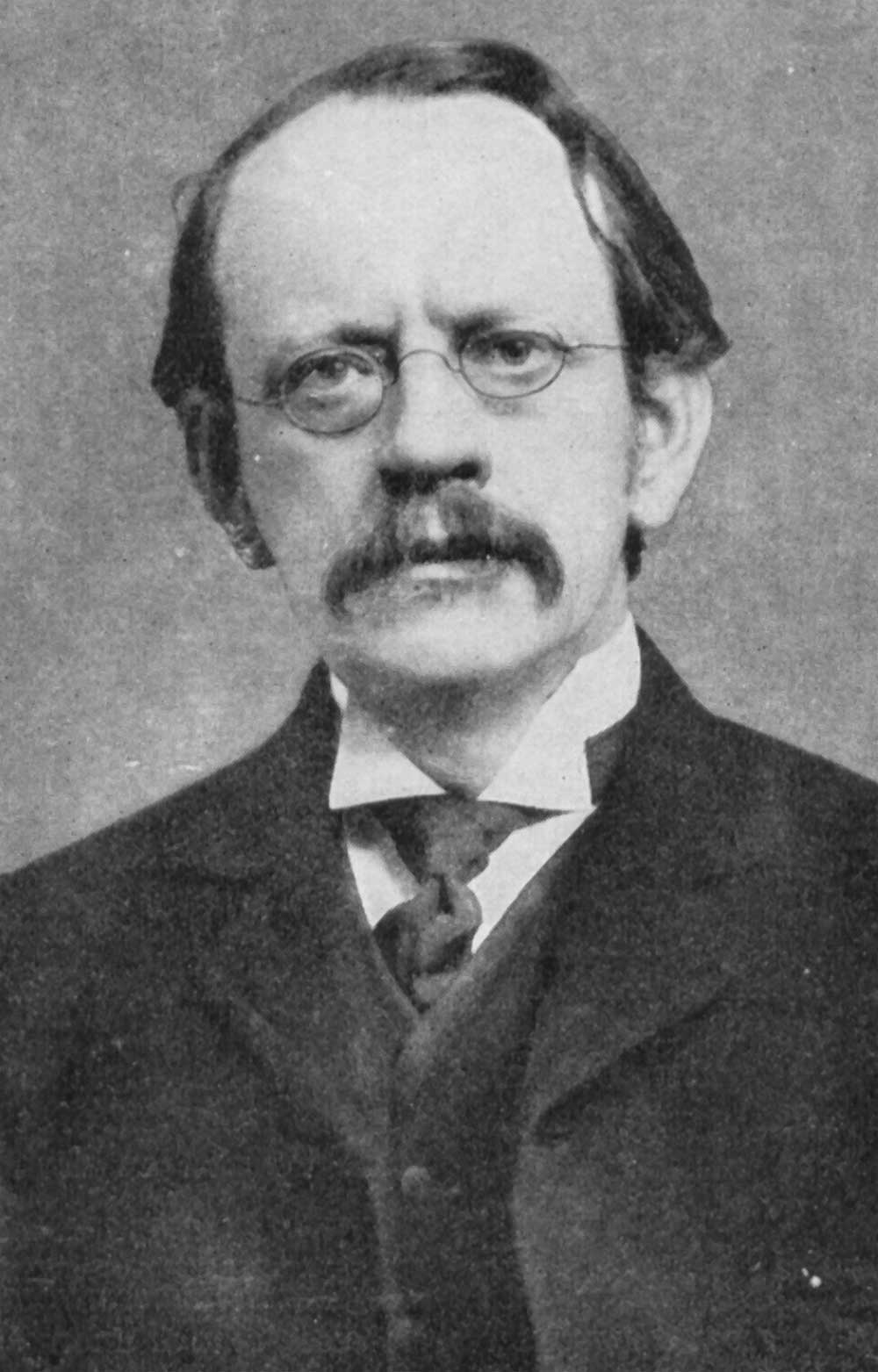
جوزيف جون طومسون (1856-1940): أظهر في عام 1897 أن أشعة الكاثود تتكون من جسيمات غير معروفة سالبة الشحنة (والتي تعرف الآن بالإلكترونيات)، مكتشف النظائر الكيميائية، مخترع مطياف الكتلة، حصل على جائزة نوبل في الفيزياء في عام 1906 لاكتشافه الإلكترون ولعمله على توصيل الكهرباء في الغازات.
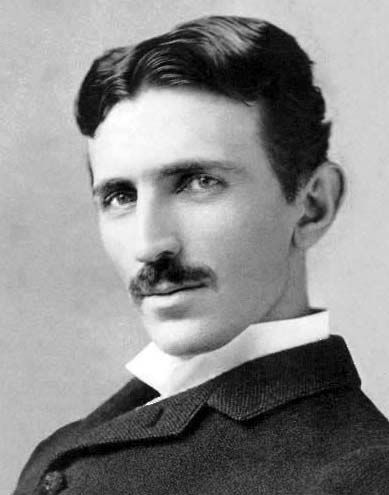
نيكولا تيسلا (1856-1943): لقب بالرجل الذي اخترع القرن العشرين وأبا الفيزياء لما له من إسهاهمات في علم الفيزياء. صمم التيار المتردد، المحرك الحثي، الحقل المغناطيسي الدوار، ملف تسلا، الطربيد، تطوير الراديو.
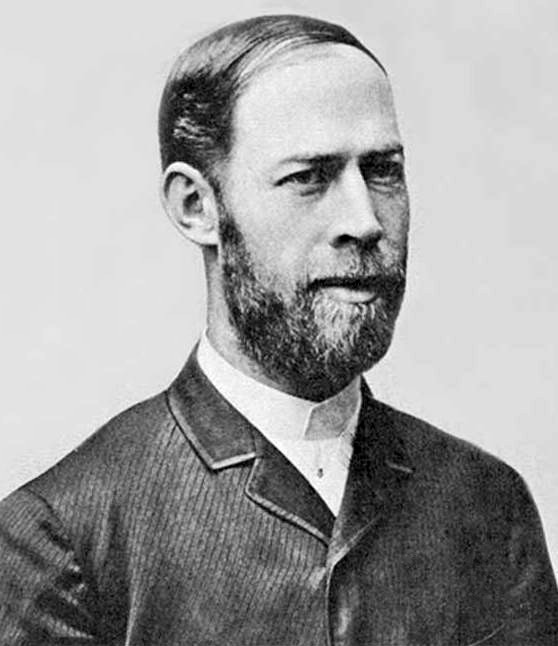
هاينريش رودولف هيرتز (1857-1894): أثبت بتجاربه وجود الأمواج الراديوية وبين أن خصائصها شبيهة بخصائص الأمواج الضوئية. وقد كان لتجاربه فضل كبير في اختراع التلغراف اللاسلكي، توسيع نظرية ماكسويل الكهرومغناطيسية للضوء.
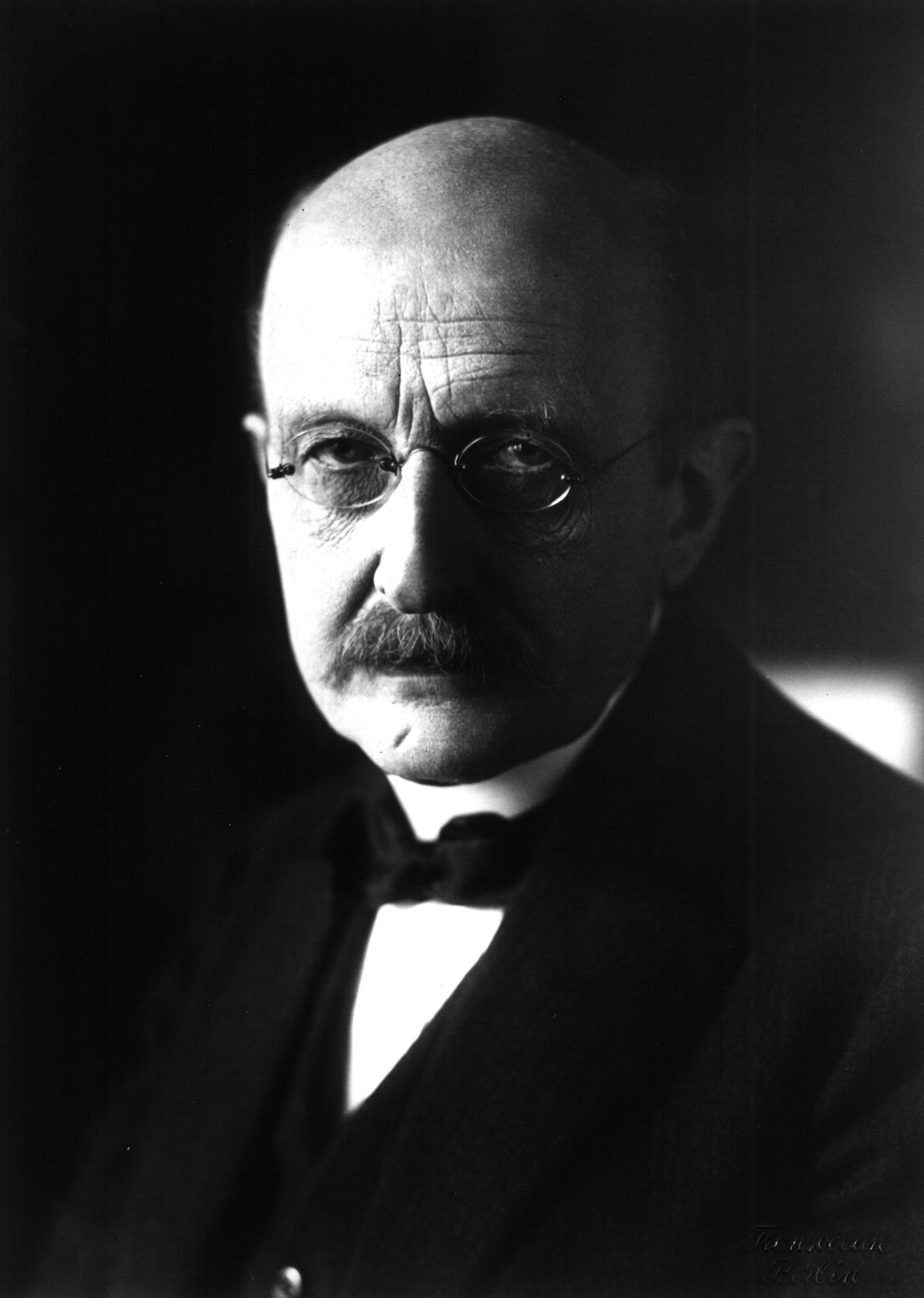
ماكس بلانك (1858-1947): مؤسس ميكانيكا الكم في عام 1900، أوضح كيف أن طاقة الفوتون تتناسب تناسبا طرديا مع التردد، نال جائزة نوبل في الفيزياء في عام 1918. ثم استخدم فرضية الكم في صياغة قانون بلانك، وبالتالي حل مشكلة الأشعة فوق البنفسجية.
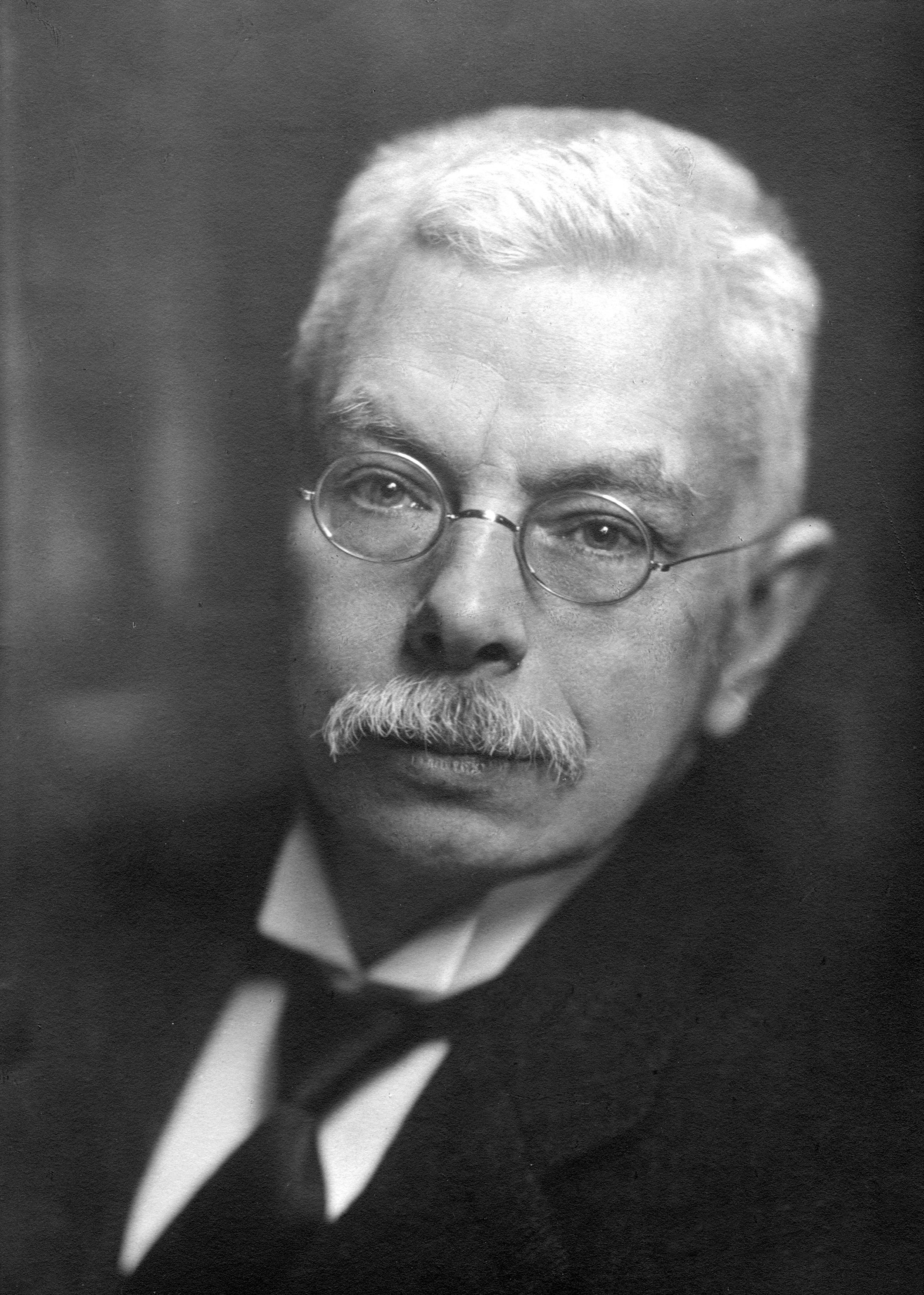
بيتر زيمن (1865-1943): تقاسم جائزة نوبل في الفيزياء في عام 1902 مع هندريك لورنتز لاكتشاف تأثير زيمان (ظاهرة إنشقاق خطوط الطيف لمصدر تحت تأثير مجال مغناطيسي ثابت إلى عدة خطوط)
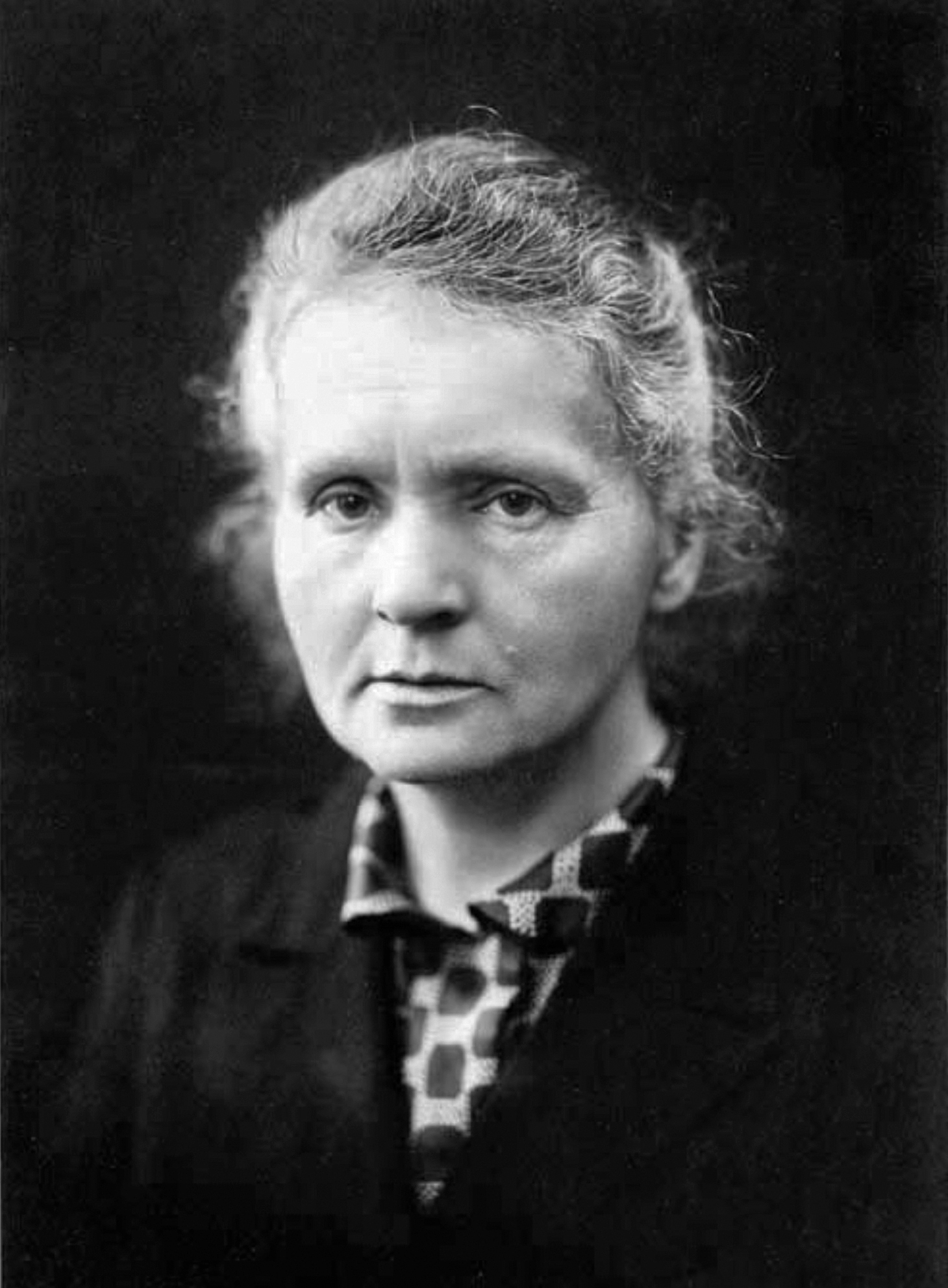
ماري كوري (1867-1934): اكتشفت وجود النشاط الإشعاعي مع هنري بيكريل وزوجها بيير كوري، حصلت على جائزة نوبل في الفيزياء في عام 1903، وجائزة نوبل في الكيمياء (1911)، وجدت تقنيات لعزل النظائر المشعة، وعزل البلوتونيوم والراديوم.
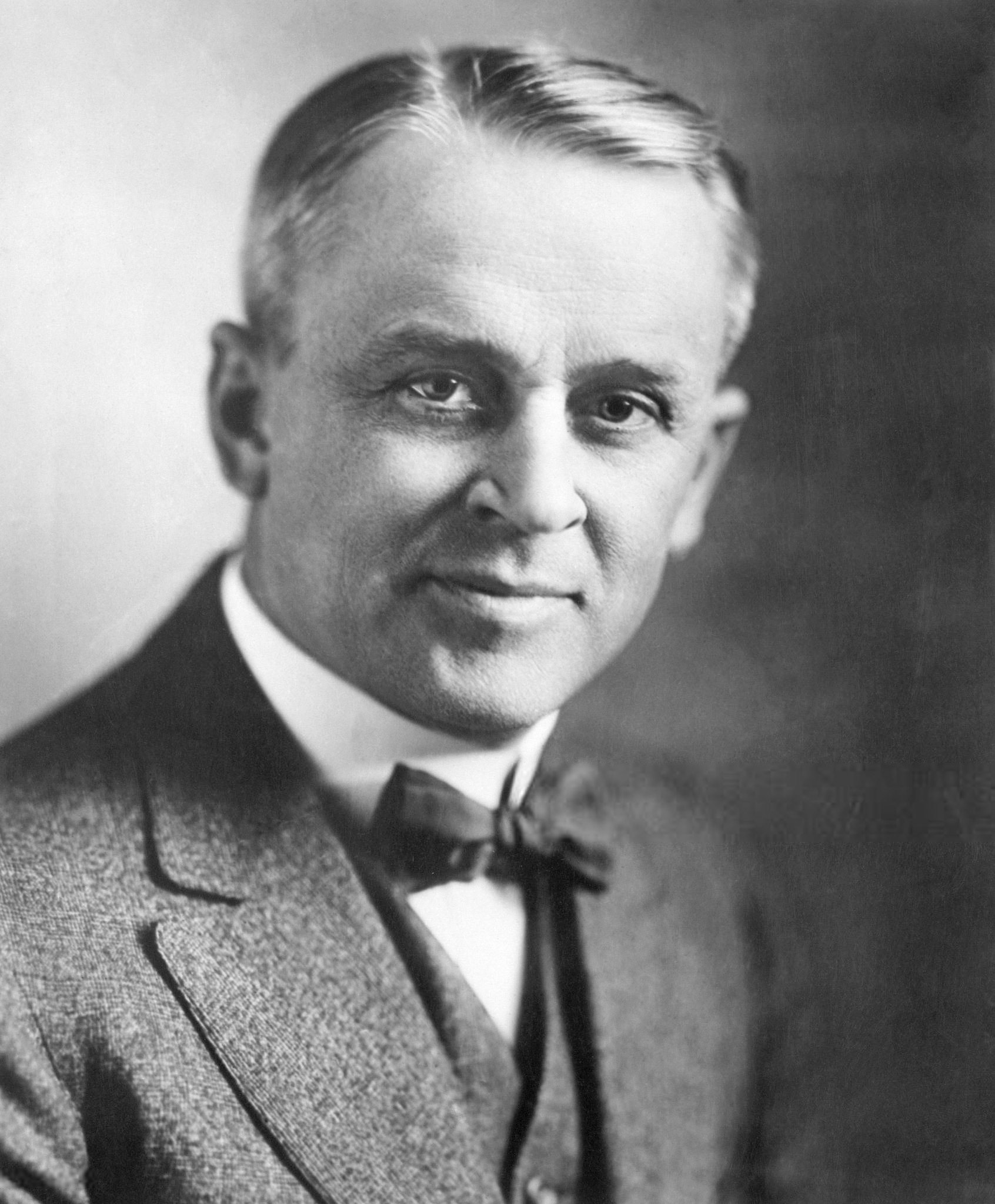
روبرت أندرو ميليكان (1868-1953): يرجع له الفضل في قياس شحنة الإلكترون، التأثير الكهروضوئي، له العديد من المساهمات في دراسة الأشعة الكونية. .
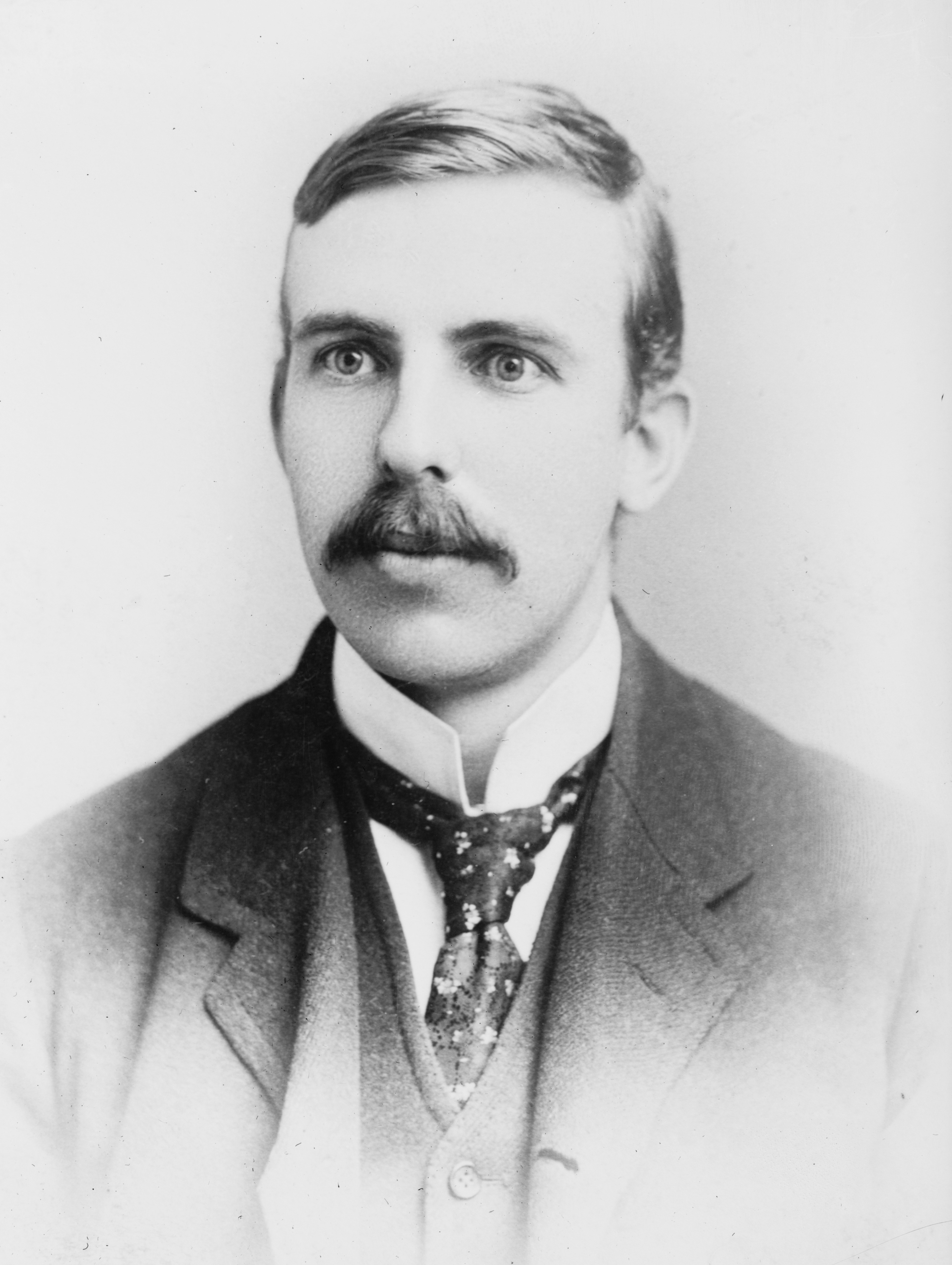
إرنست رذرفورد (1871-1937): يعتبر "أبو الفيزياء النووية"، أوضح كيف أن نواة الذرّة لها شحنة موجبة، أول من إستطاع تحويل عنصر كيميائي إلى عنصر آخر باستخدام النشاط الإشعاعي، توصل إلى مكونات الإشعاع الصادر من الراديوم وهم أشعة ألفا، أشعة بيتا، أشعة جاما. نال جائزة نوبل في الكيمياء في عام 1908، صاحب نموذج رذرفورد للذرة.
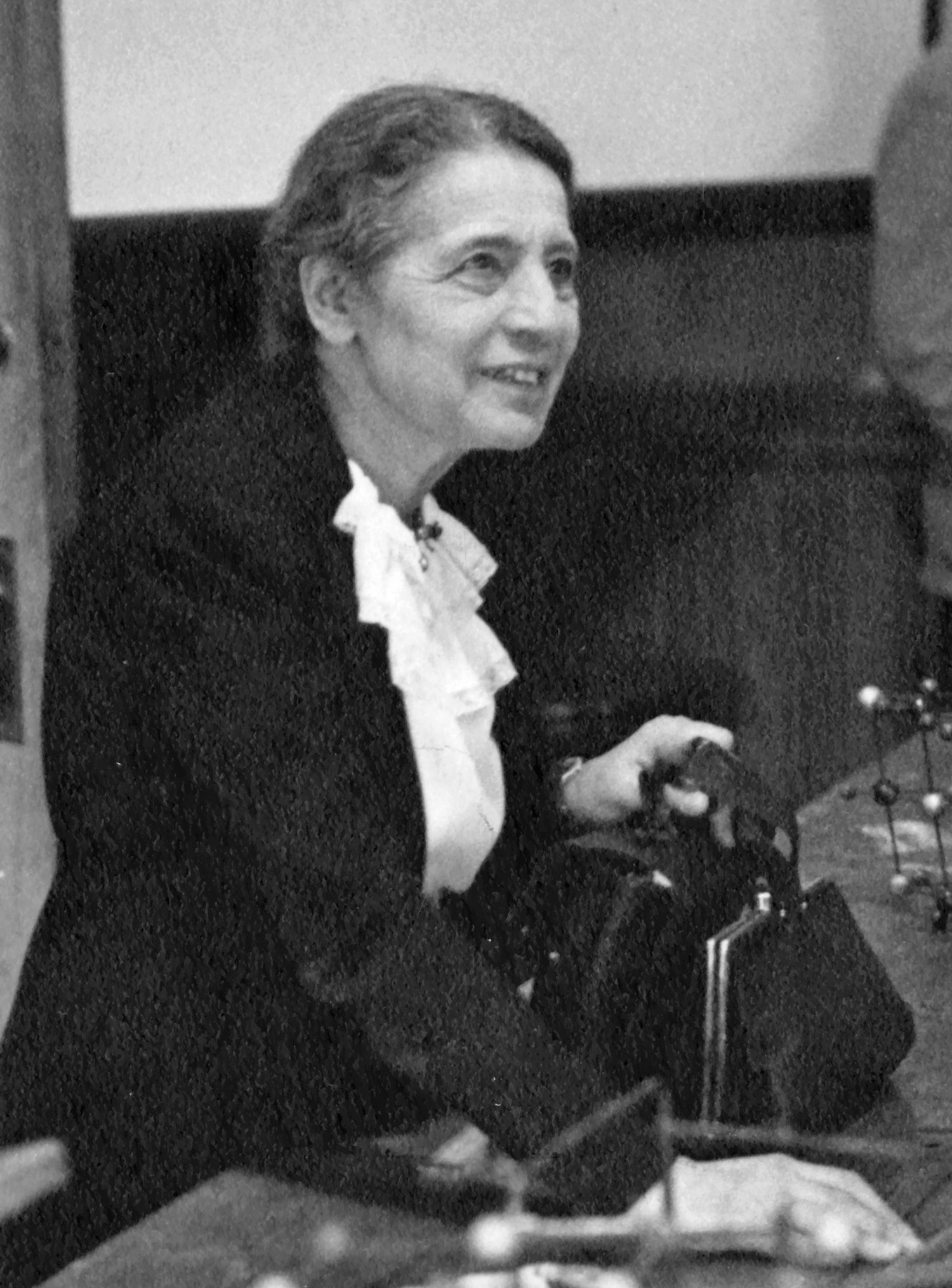
ليز مايتنر (1878-1968): له العديد من الإسهامات في مجالي النشاط الإشعاعي والفيزياء النووية، صاحبة أول تفسير نظرى عن الانشطار النووي، والذي حصل زميلها أوتو هان بسببه على جائزة نوبل. وغالبا ما تذكر مع إيدا نوداك كمثال على أهم النساءالذين تم تجاهلهم من قبل لجنة نوبل بالرغم من إنجازهم العلمي الهائل.
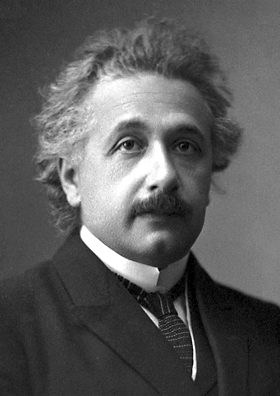
ألبرت أينشتاين (1879-1955): بسبب نظرياته النسبية الخاصة والعامة قامت ثورة الفيزياء الحديثة، وصف الحركة البراونية، حصل على جائزة نوبل في الفيزياء في عام 1921 لعمله على التأثير الكهروضوئي، صاغ معادلة الطاقة الشهيرة التي تربط كتلة المادة بالطاقة E=mc²، نشر أكثر من 300 ورقة علمية، وأكثر من 150 أعمال غير علمية، يعتبر "أبو الفيزياء الحديثة" و "يعتبر افضل فيزيائي على مر العصور"
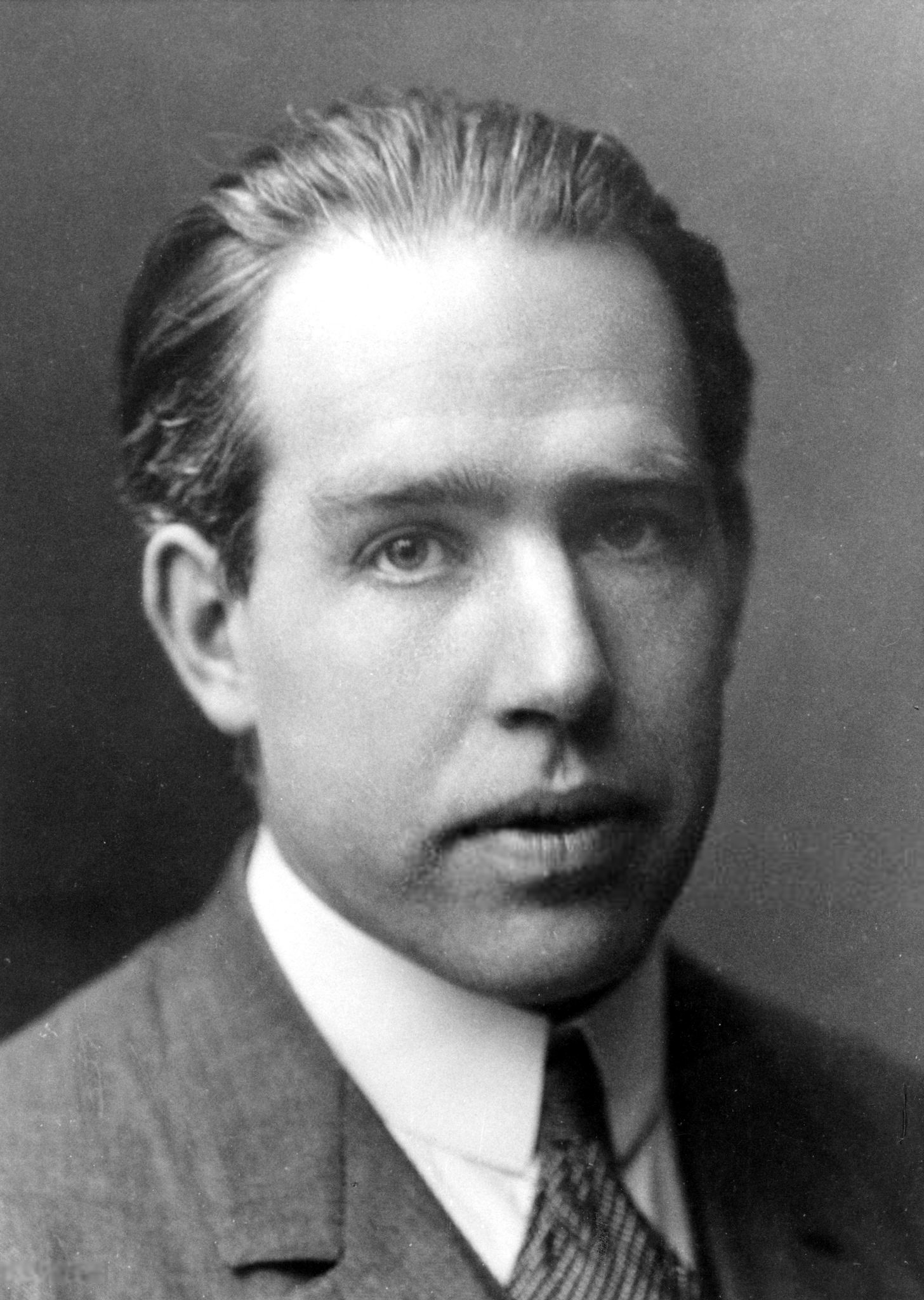
نيلز بور (1885-1962): أسهم بشكل بارز في صياغة نماذج لفهم البنية الذرية إضافة إلى ميكانيكا الكم وخصوصا تفسيره الذي ينادي بقبول الطبيعة الاحتمالية، يعرف هذا التفسير بتفسير كوبنهاغن. نموذج بور (يصور الذرة كنواة صغيرة موجبة الشحنة محاطة بالإلكترونات سالبة الشحنة الموجودة في مدارات )، أظهر كيف أن مستويات طاقة الإلكترون ترتبط بخطوط طيفية، حصل على جائزة نوبل في الفيزياء في عام 1922.
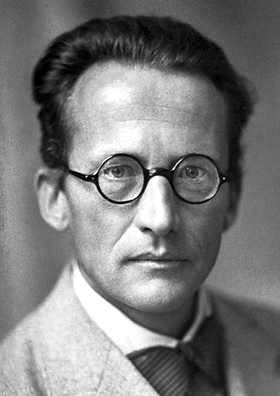
إرفين شرودنغر (1887-1961): وضع معادلة شرودنجر في عام 1926 واصفا كيف أن حالة الكم من نظام مادي تتغير مع مرور الوقت، حصل على جائزة نوبل في الفيزياء في عام 1933، اقترح بعد ذلك بعامين التجربة الفكرية المعروفة باسم قطة شرودنغر
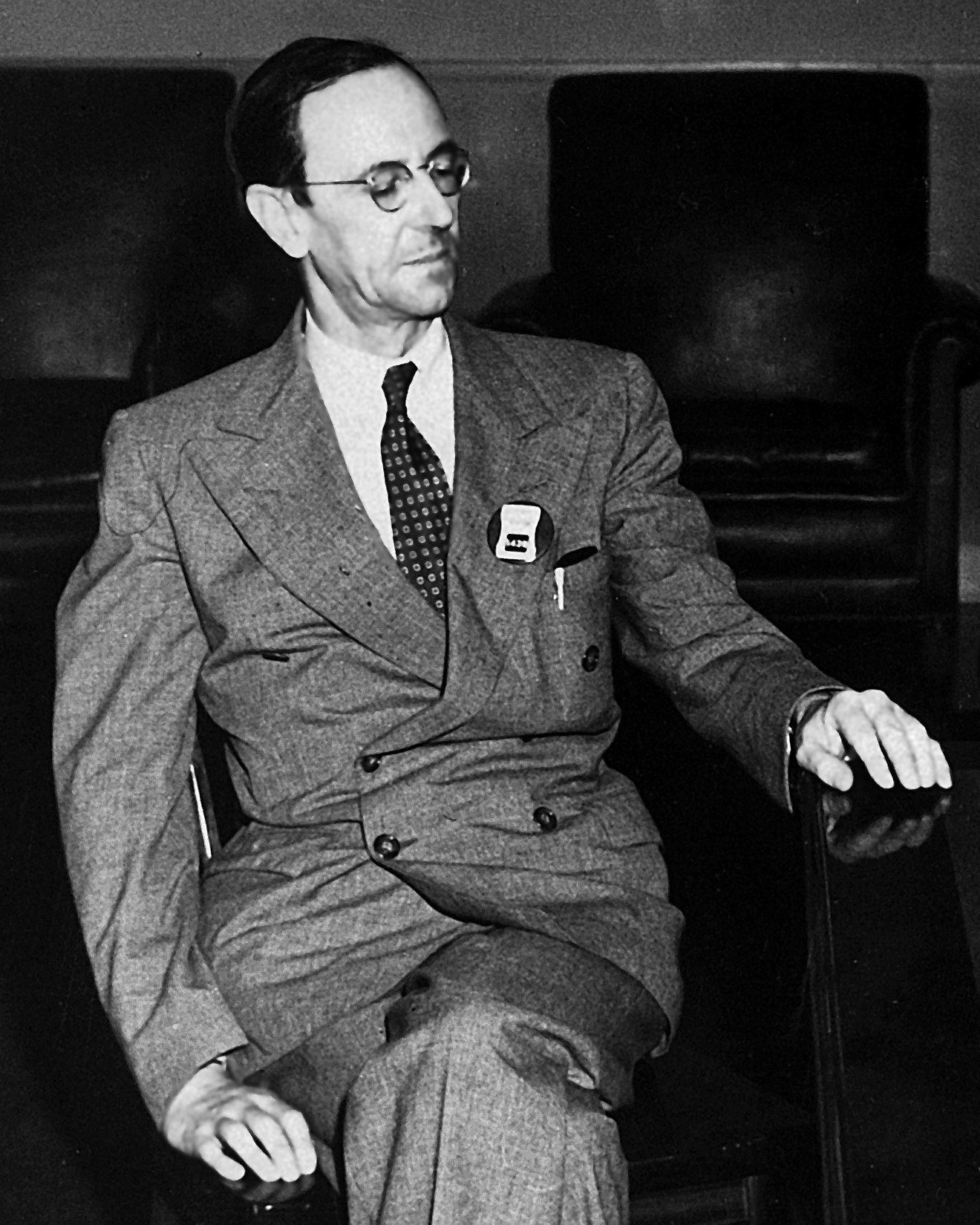
جيمس تشادويك (1891-1974): مكتشف النيوترون، حصل على جائزة نوبل في الفيزياء في عام 1935. كان رئيس الفريق البريطاني لمشروع مانهاتن في الولايات المتحدة خلال الحرب العالمية الثانية. ساهمت أطروحته تطبيقات عسكرية لانفجار اليورانيوم في البدء بتصنيع القنبلة النووية بشكل جدي.
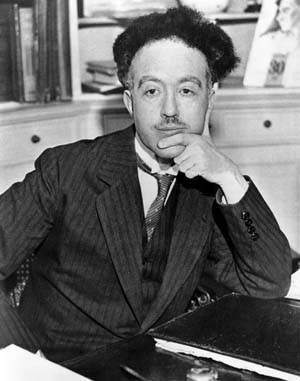
لويس دي برولي (1892-1987): له إسهامات كبيرة في نظرية الكم، صاحب الافتراض مثنوية موجة-جسيم للإلكترون، منح جائزة نوبل في الفيزياء في عام 1929، اختراع المجهرالإلكتروني.
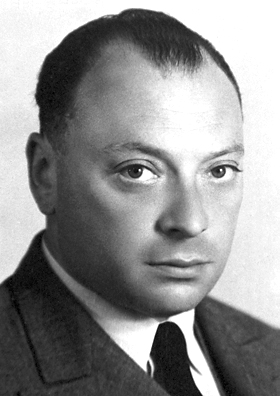
فولفغانغ باولي (1900-1958): من رواد فيزياء الكم، حاصل على جائزة نوبل في الفيزياء في عام 1945 (رشح من قبل ألبرت اينشتاين)، واضع مبدأ إستبعاد باولي (أحد مبادئ ميكانيكا الكم، وينص على أنه لا يمكن لاثنين من الفيرميونات، أن يحتلا نفس الحالة الكمومية)، واضع مصفوفات باولي، صاحب معادلة باولي.
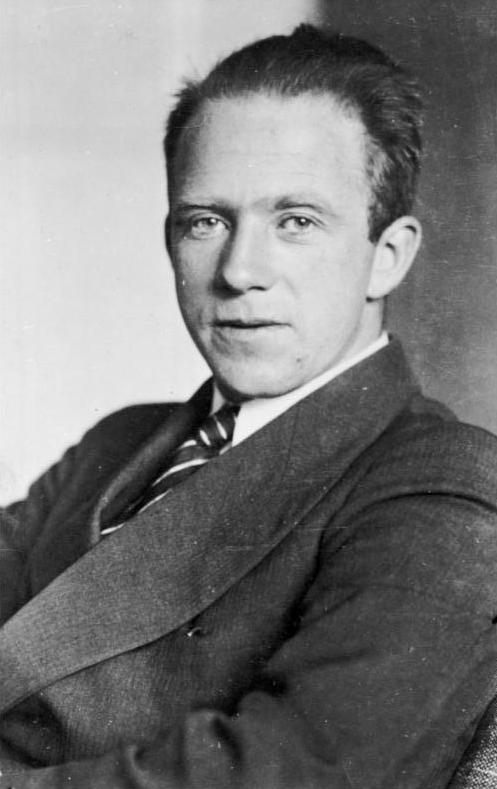
فيرنر هايزنبرغ (1901-1976): تم تطوير طريقة للتعبير عن أفكار ميكانيكا الكم من حيث المصفوفات في عام 1925، نشر كتابه المشهور مبدأ عدم التأكد في عام 1927، حصل على جائزة نوبل في الفيزياء في عام 1932، ميكروسكوب هايزنبرغ.
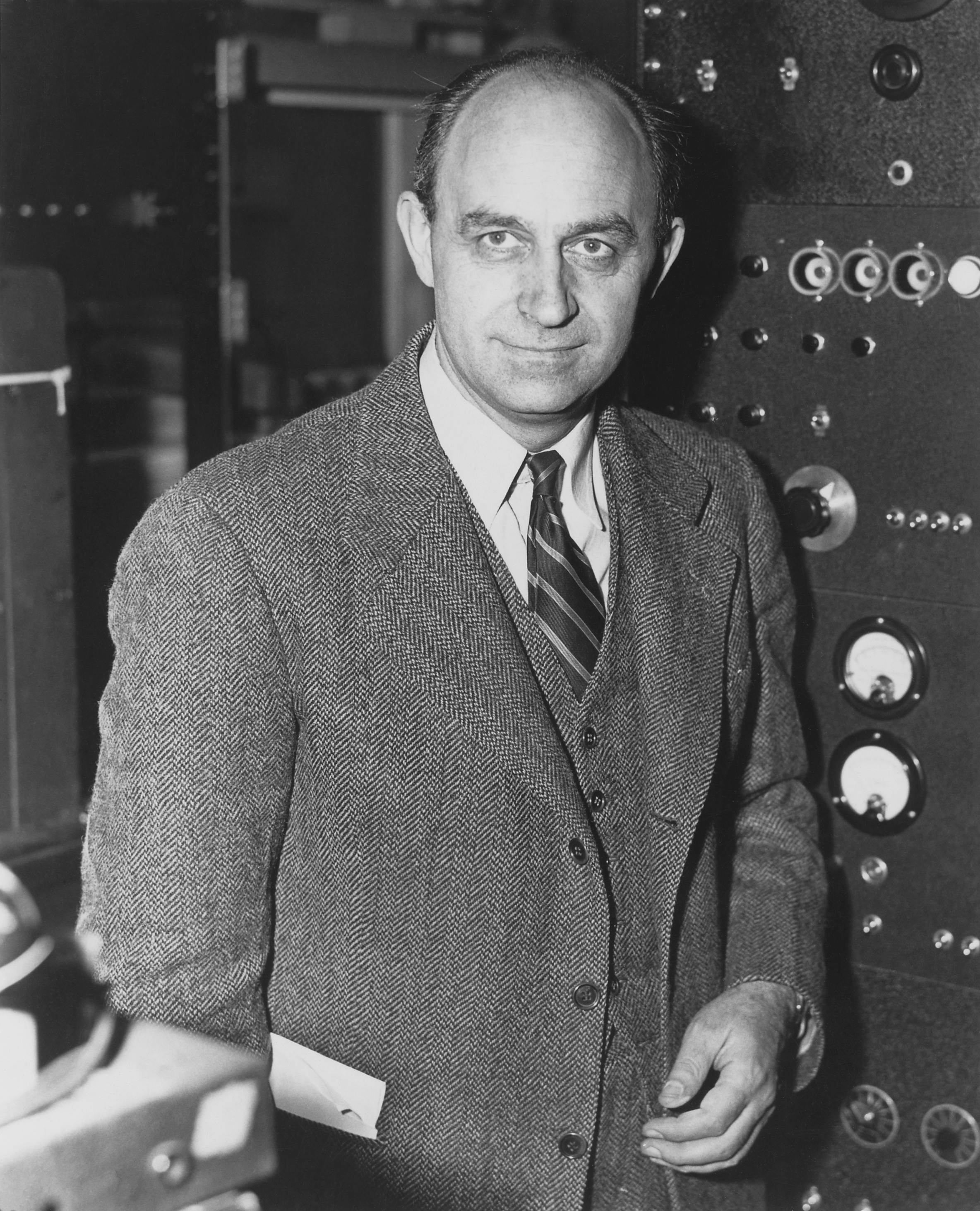
انريكو فيرمي (1901-1954): طور أول مفاعل نووي (شيكاغو بايل -1)، ساهم في نظرية الكم، والفيزياء النووية والجسيمات، والميكانيكا الإحصائية، حاصل على جائزة نوبل في الفيزياء في عام 1938 لعمله على النشاط الإشعاعي المستحث.
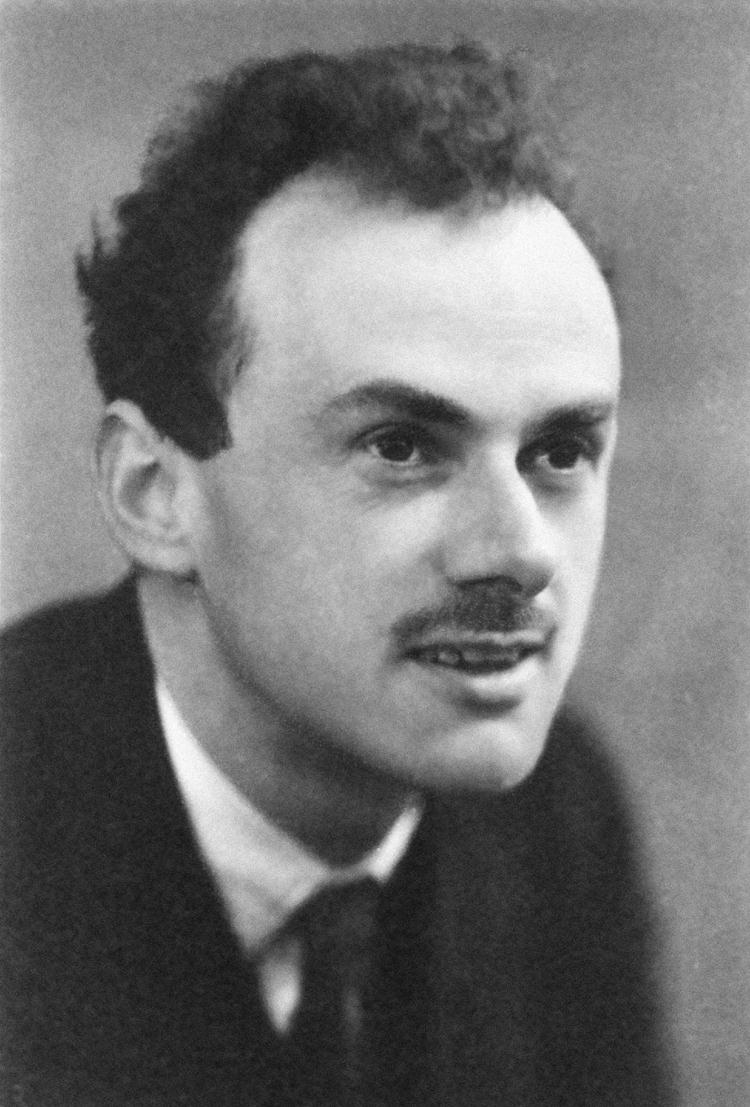
بول ديراك (1902-1984): قدم إسهامات كبيرة في تطوير ميكانيكا الكم والديناميكا الكهربائية الكمومية، واضع معادلة ديراك التي تصف سلوك الفرميونات، وتوقع وجود المادة المضادة، تقاسم جائزة نوبل في الفيزياء في عام 1933 مع إروين شرودنغر، دالة ديراك، إحصاء فيرمي ديراك، بحر ديراك.
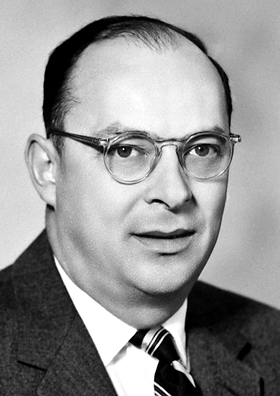
جون باردين (1908-1991): الوحيد الحاصل على جائزة نوبل في الفيزياء مرتين في التاريخ، لأولى كانت لأعماله في ترانزستورات في عام 1956، والثانية كانت لأبحاثه في مجال المواد فائقة التوصيل في عام 1972. وقد شاركه العالمان ليون كوبر وجون روبرت شريفر في الجائزة.
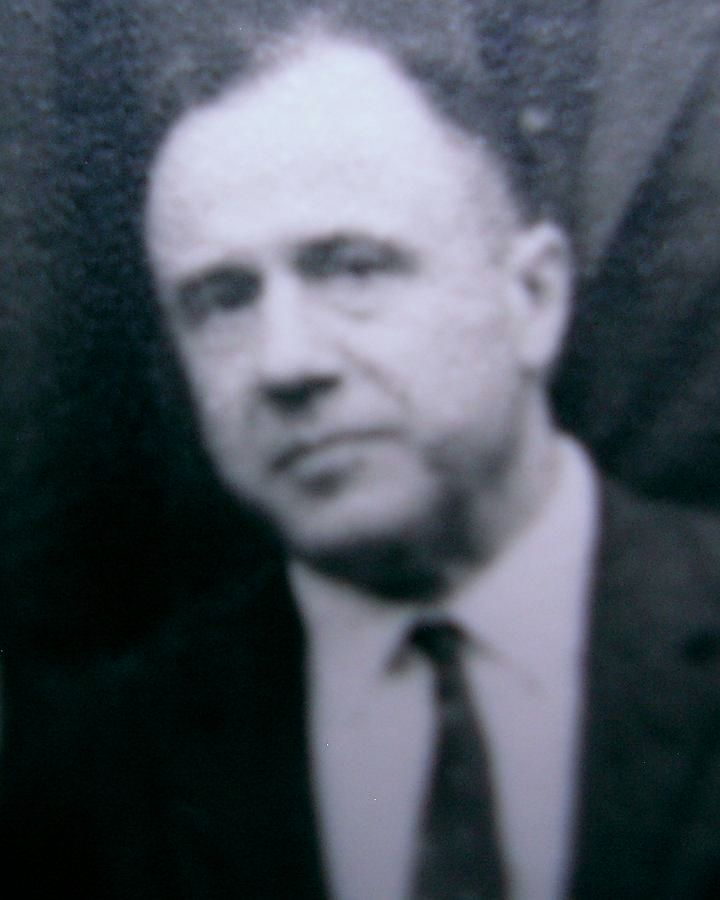
جون أرتشيبالد ويلر (1911-2008): مبتكر مصطلح الثقب الأسود، من الذين اشتركوا في مشروع مانهاتن لإنتاج القنبلة الذرية الأولى، قام بتأليف عدد كبير من الكتب عن الفيزياء النظرية وخصوصاً عن الانشطار النووي، ابتكر معادلة هاريسون ـ ويلر التي تصف المادة النووية عالية الكثافة، له إسهامات عديدة في نظرية النسبية العامة، فيزياء الجسيمات.
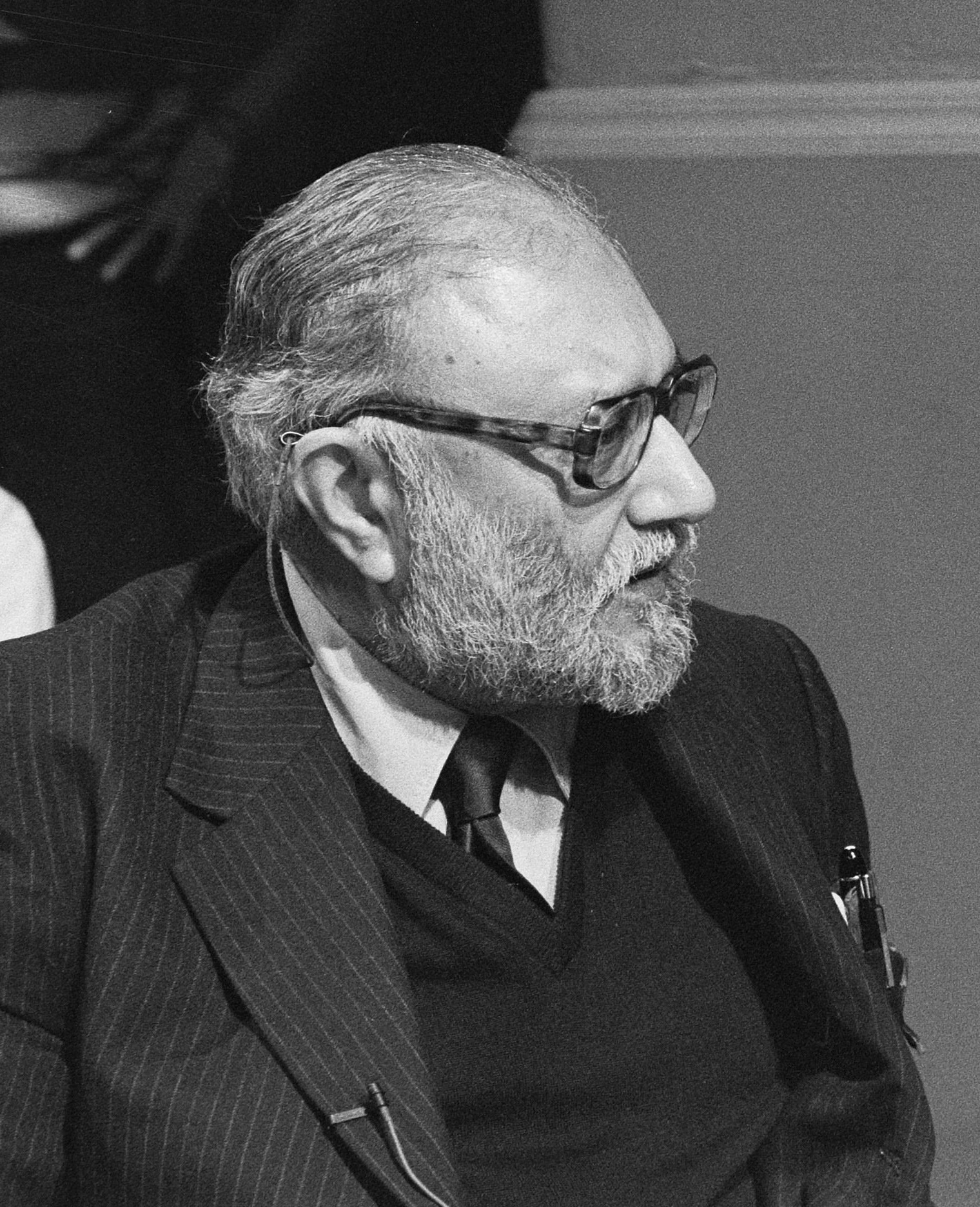
محمد عبد السلام (1926-1996): له العديد من الإسهامات في نظرية التآثر الكهروضعيف، بوزون غولدستون، النظرية الموحدة العظمى، آلية هيغز، الفوتون المغناطيسي، التيار المحايد، نموذج باتي - سلام، ميكانيكا الكم، برنامج الردع النووي الباكستاني، مفوضية أبحاث الغلاف الجوي والفضاء، البريون، نظرية النموذج العياري، بوزونات دبليو وزد، حاصل على جائزة نوبل في الفيزياء عام 1979.
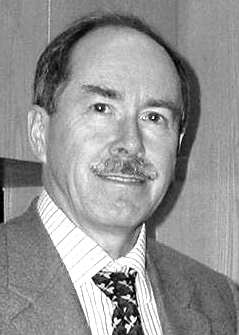
جيرارت هوفت (1946 إلى الوقت الحاضر): عالم فيزياء هولندي وأستاذا في جامعة أوترخت، حاصل على جائزة نوبل في الفيزياء في عام 1999. له إسهامات كبيرة في القوة النووية الضعيفة.
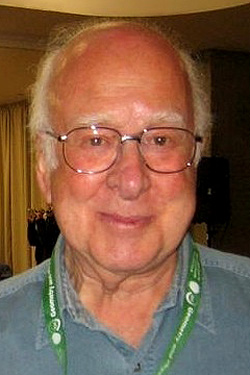
بيتر هيغز (1929 إلى الوقت الحاضر): حاصل على جائزة نوبل في الفيزياء في عام 2013، له العديد من الإسهامات في التناظر المنكسر في التآثر الكهروضعيف، بوزون هيغز، آلية هيغز.
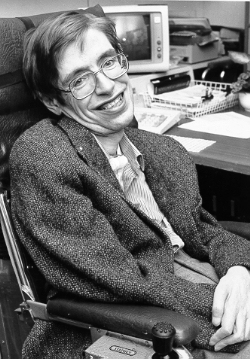
ستيفن هوكينغ (1942 - 2018): من أبرز علماء الفيزياء النظرية على مستوى العالم، حاصل على درجة الدكتوراة في علم الكون، وله العديد من الأبحاث في الثقوب السوداء، الديناميكا الحرارية، الرياضيات التطبيقية، التسلسل الزمني، الثقالة الكمومية، إشعاع هوكينغ.